# Opole
Opoleⓘ (em alemão: Oppeln, em silesiano: Ôpole, em latim: Oppolia) é uma cidade com direitos de condado no sudoeste da Polônia, sede das autoridades da voivodia de Opole e do condado de Opole. Capital histórica da Alta Silésia. Vigésima sétima maior cidade da Polônia em termos de população (125 812 habitantes em 31 de dezembro de 2024). Décima sexta em termos de área (149 km²).
Opole está localizada na Alta Silésia, na planície da Silésia, no vale de Breslávia e na planície de Opole, no rio Óder, a aproximadamente 270 km de Varsóvia, cerca de 120 km de Katowice e cerca de 40 km da fronteira com a Tchéquia.
Uma das cidades mais antigas da Polônia, fundada sob a Lei de Magdeburgo antes de 1217 por Casimiro I de Opole, bisneto de Boleslau III. Na Idade Média e no Renascimento, Opole era um centro de comércio graças à sua localização em várias rotas de comércio. A cidade foi a capital do Ducado de Opole e Racibórz. A rápida expansão da cidade também foi causada pela criação da Região de Opole em 1816. A primeira ferrovia conectando Opole com Brzeg e Breslávia foi inaugurada em 1845, e as primeiras fábricas foram instaladas em 1859, o que contribuiu significativamente para a importância regional da cidade. Opole desenvolveu-se rapidamente durante a República Popular da Polônia. Durante este tempo, a população mais do que triplicou. Uma série de indústrias foram construídas e novos bairros residenciais surgiram.
Desde 28 de junho de 1950, é a capital da voivodia de Opole e seu principal centro econômico, científico, cultural e administrativo. Desde 1999, é a sede das autoridades do condado de Opole. Opole, com os condados de Opole e Krapkowice, forma a Aglomeração de Opole, habitada por mais de 315 mil pessoas.

## Localização
Opole está localizada no sudoeste da Polônia, na parte central da voivodia de Opole. A cidade faz parte da região histórica da Alta Silésia, na área de duas mesorregiões fisiográficas: a parte ocidental no vale de Breslávia e a parte oriental na planície de Opole. Essas duas áreas fazem parte da macrorregião da planície silesiana.
Opole está situada no vale do rio Óder, bem como nos vales de cursos de água menores.
Segundo dados de 31 de dezembro de 2023, a área da cidade é de 148,9 km².
Opole é a parte central da Aglomeração de Opole. A cidade faz fronteira com 8 comunas do condado de Opole.

## Ambiente natural

### Recursos hídricos

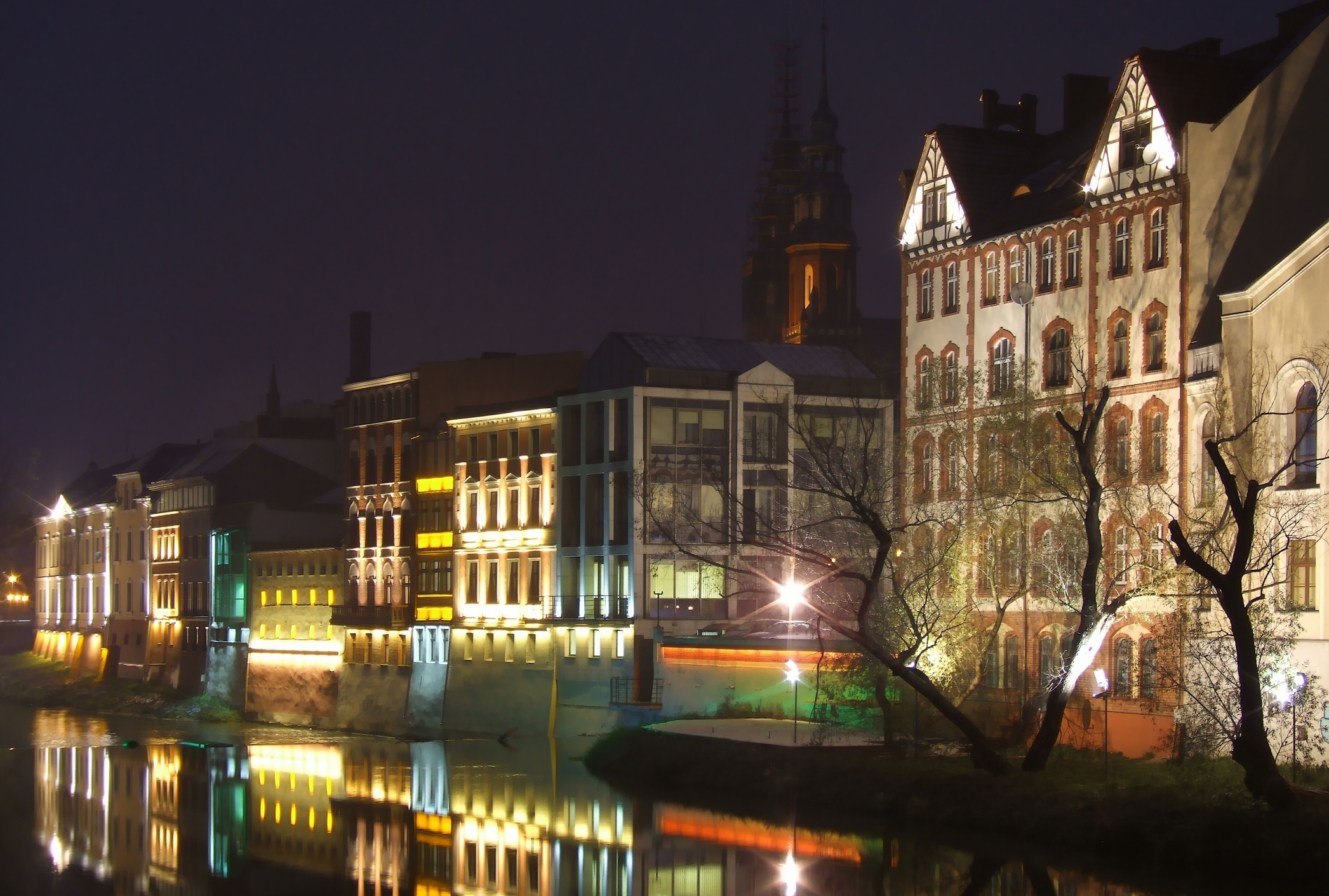
Veneza de Opole (Młynówka)

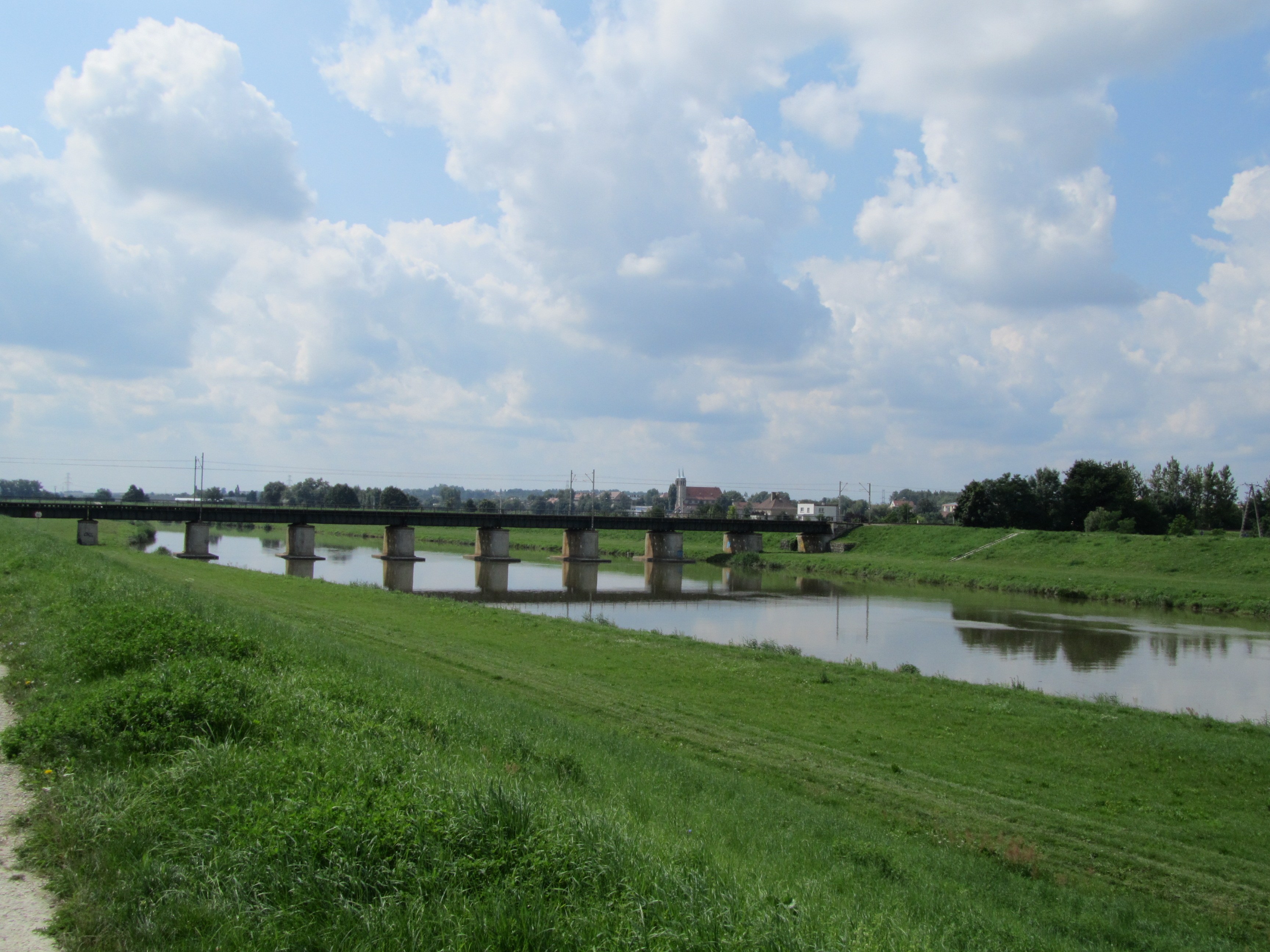
Canal Ulgi

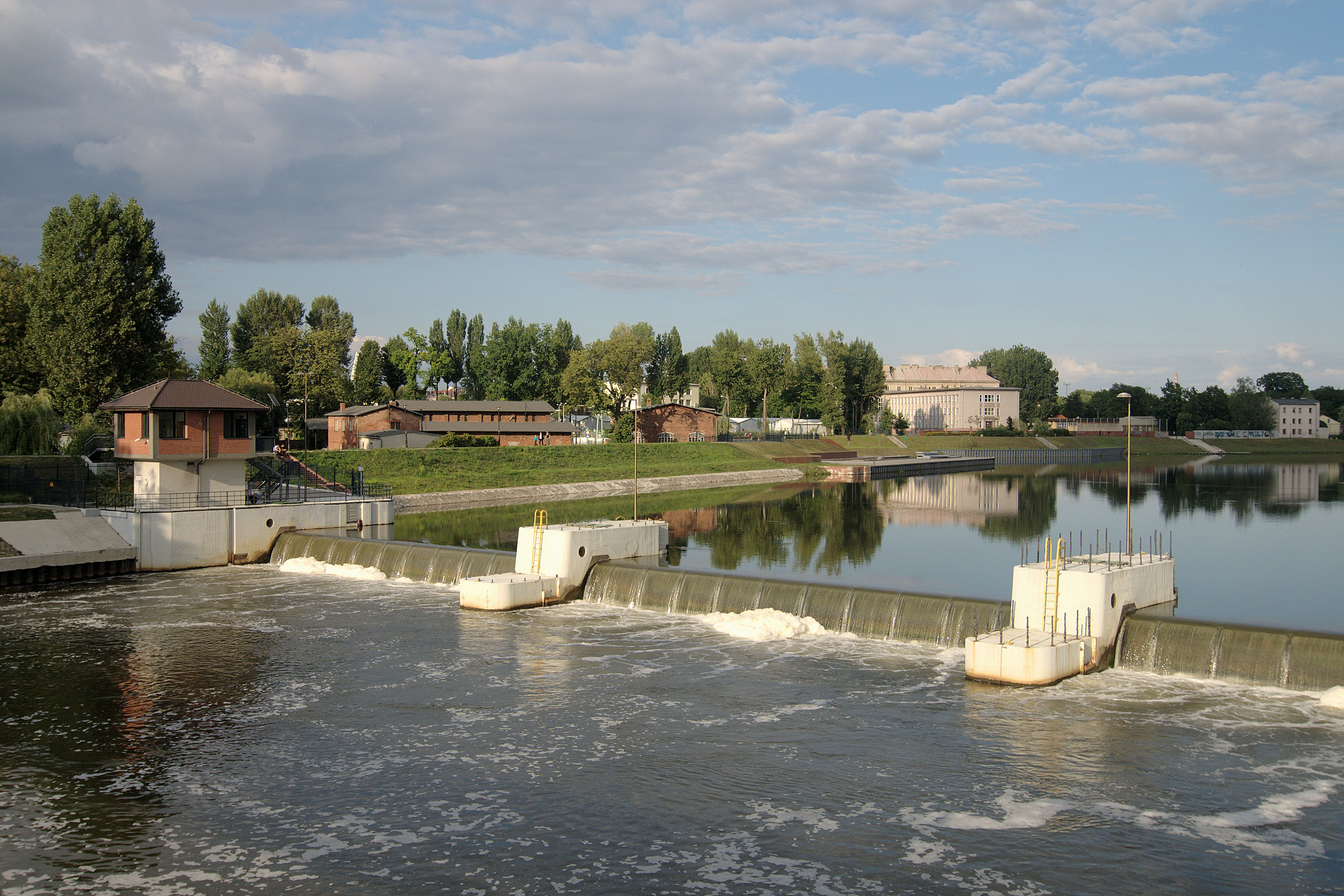
Barragem na ilha Bolko

O segundo maior rio da Polônia, o Óder, flui por Opole. Nas proximidades do distrito de Groszowice e no centro da cidade, o leito do rio forma amplos meandros. Fora isso, não existem meandros e grandes curvas. Já no extremo sul da cidade, um pequeno curso de água, Lutnia, deságua nele, começando a alguns quilômetros a leste, perto da aldeia de Przywory. Outro afluente direito do rio Óder é o ligeiramente maior Czarnka, que deságua no rio em Groszowice. Outros afluentes são: o Prószkowski Potok e o Olszanka na margem esquerda, e o afluente na margem direita no distrito de Czarnowąsy é o rio Mała Panew.
Existem também inúmeros canais na cidade. Nas proximidades do distrito de Nowa Wieś Królewska, o Óder se divide em dois. Seu leito principal flui inicialmente para o nordeste, e o canal Ulgi para o noroeste. Logo o rio se divide novamente, parte de sua água flui para o Młynówka, um antigo leito de rio, erroneamente conhecido como canal. O Młynówka flui pelo centro histórico da cidade e se conecta com o leito principal do rio em Śródmieście, o canal Ulgi deságua no rio Óder perto de Zakrzów, o qual um dos distritos ao norte da cidade.
O rio Óder e seus braços formam duas ilhas: Bolko e Pasieka. No primeiro deles também encontramos o Canal Wiński, sendo de menor importância. Entre os reservatórios de água em Opole, os maiores são lagos artificiais: Bolko e Kamionka, localizados em Nowa Wieś Królewska, Kamionka Piast nas proximidades das ruas Armii Krajowej e Tadeusza Rejtana, bem como o Silesia na rua Luboszycka. Existem também pequenos reservatórios de água na ilha Bolko, a leste de Groszowice e em Zakrzów. Na ilha Pasieka, fica o lago do Castelo.

### Clima
Conforme a classificação climática de Köppen-Geiger, Opole situa-se na zona Cfb − clima temperado oceânico. Na cidade de Opole, a temperatura média anual é de 9,8° C. Nesta área, a precipitação média anual é de 736 mm. Está localizada no Hemisfério Norte. Os meses de verão são: junho, julho, agosto, setembro. O mês mais seco é fevereiro, com 43 mm de precipitação. O mês mais quente do ano é julho, com temperatura média de 20,1 °C. A temperatura média mais baixa do ano ocorre em janeiro e é de aproximadamente -1,0 °C.
A diferença de precipitação entre o mês mais seco e o mais úmido é de 60 mm. A variação de temperatura durante o ano é de 21,1 °C. O mês com a maior umidade relativa é novembro (82,37%). O mês com a menor umidade relativa é agosto (65,79%). O mês com o maior número de dias de chuva é julho (10 dias). O mês com o menor número é fevereiro (7,89 dias).
| Dados climatológicos para Opole | Dados climatológicos para Opole | Dados climatológicos para Opole | Dados climatológicos para Opole | Dados climatológicos para Opole | Dados climatológicos para Opole | Dados climatológicos para Opole | Dados climatológicos para Opole | Dados climatológicos para Opole | Dados climatológicos para Opole | Dados climatológicos para Opole | Dados climatológicos para Opole | Dados climatológicos para Opole | Dados climatológicos para Opole |
| Mês | Jan                             | Fev                             | Mar                             | Abr                             | Mai                             | Jun                             | Jul                             | Ago                             | Set                             | Out                             | Nov                             | Dez                             | Ano                             |
| --- | ------------------------------- | ------------------------------- | ------------------------------- | ------------------------------- | ------------------------------- | ------------------------------- | ------------------------------- | ------------------------------- | ------------------------------- | ------------------------------- | ------------------------------- | ------------------------------- | ------------------------------- |
| Temperatura máxima média (°C) | 1,6                             | 3,4                             | 8,2                             | 14,6                            | 19,2                            | 22,4                            | 24,5                            | 24,4                            | 19,5                            | 13,9                            | 8,4                             | 3,4                             | 13,6                            |
| Temperatura média (°C) | −1,0                            | 0,2                             | 4,0                             | 9,8                             | 14,6                            | 18,1                            | 20,1                            | 19,9                            | 15,2                            | 10,2                            | 5,6                             | 1,0                             | 9,8                             |
| Temperatura mínima média (°C) | −3,8                            | −3,0                            | −0,1                            | 4,5                             | 9,5                             | 13,2                            | 15,3                            | 15,0                            | 11,0                            | 6,8                             | 3,0                             | −1,4                            | 5,8                             |
| Precipitação (mm) | 50                              | 43                              | 55                              | 50                              | 72                              | 79                              | 103                             | 64                              | 69                              | 51                              | 50                              | 50                              | 736                             |
| Dias com chuva | 9                               | 8                               | 9                               | 8                               | 9                               | 9                               | 10                              | 8                               | 8                               | 8                               | 8                               | 8                               | 102                             |
| Umidade relativa (%) | 82                              | 80                              | 75                              | 67                              | 67                              | 66                              | 67                              | 66                              | 74                              | 77                              | 82                              | 82                              | 73,8                            |
| Insolação (h) | 3,2                             | 4,1                             | 5,7                             | 8,7                             | 10,1                            | 10,9                            | 11,2                            | 10,5                            | 7,6                             | 5,3                             | 3,8                             | 3,2                             | 82,5                            |
| Fonte: Climate-Data.org Dados: 1991−2021: temperatura mínima (°C), temperatura máxima (°C), precipitação (mm), umidade, dias chuvosos. Dados: 1999−2019: horas de sol |                                 |                                 |                                 |                                 |                                 |                                 |                                 |                                 |                                 |                                 |                                 |                                 |                                 |

### Fauna

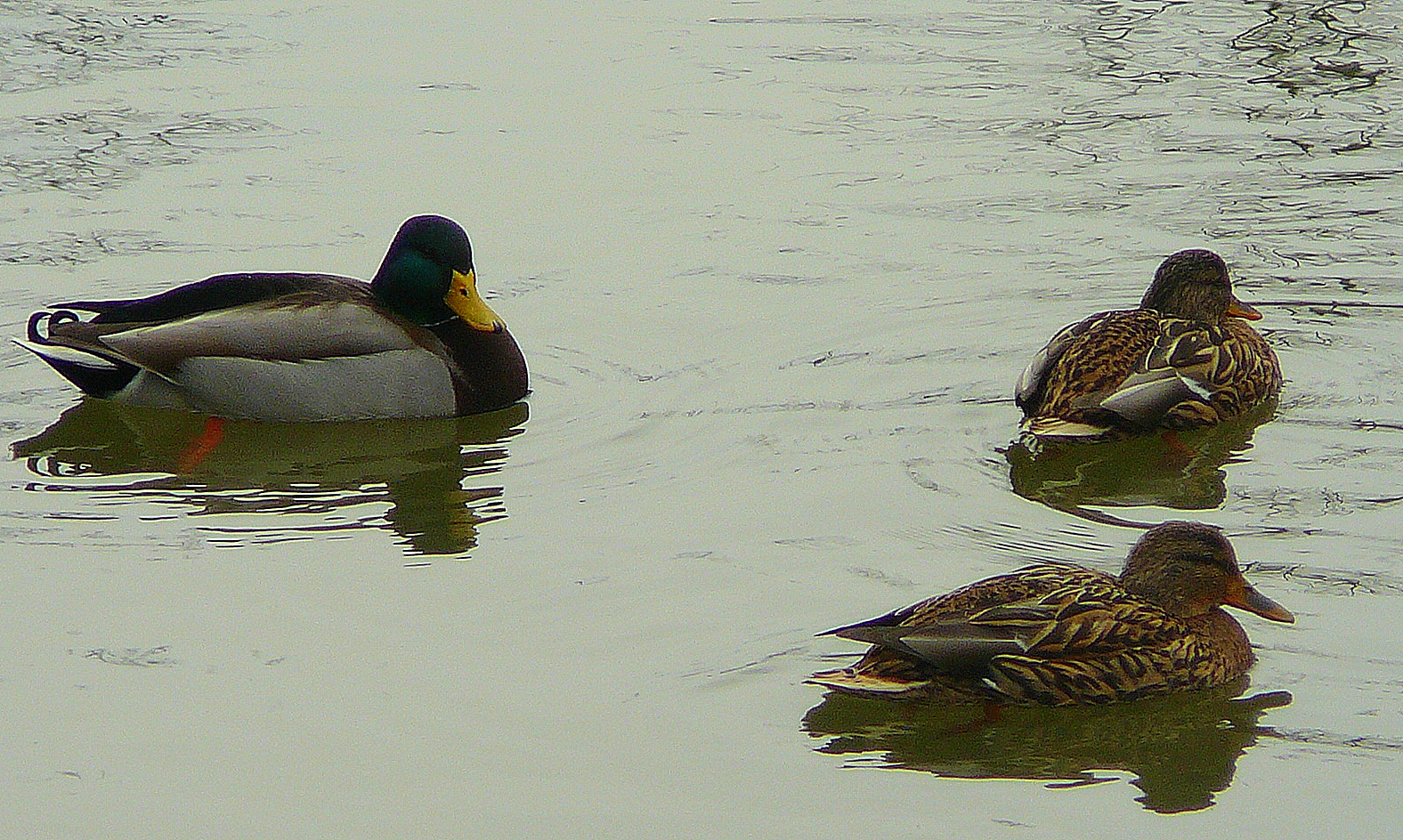
Patos no canal Młynówka

Graças à paisagem variada, pode-se encontrar muitas espécies de animais em Opole.

#### Invertebrados
Entre os invertebrados, as borboletas são um grupo importante. Há espécies comuns, como a branca-da-couve, borboleta‑limão, borboleta‑azul-comum, pavão‑diurno, borboleta-prateada, Aphantopus hyperantus e a douradinha-grande, bem como as menos comuns: maravilha, Satyrium w-album, pequeno-azul, azul-de-cauda-curta e a borboleta-alaranjada, e também as protegidas: cauda-de-andorinha, Phengaris teleius, Phengaris nausithous e imperador-menor. As borboletas ocorrem principalmente na periferia leste da cidade, nas proximidades dos distritos de Grudzice e Kolonia Gosławicka. O mundo dos invertebrados em Opole também é representado pelas aranhas, incluindo: aranha-tigre.

#### Aves
Há condições ótimas para as aves se estabelecerem em Opole. Esta possibilidade é oferecida pelo rio Óder com inúmeros canais, bem como várias antigas pedreiras inundadas, localizadas em vários pontos da cidade. Próximo de uma delas, em Groszowice, bem como no poço de cascalho em Malina, foi encontrada a presença do mergulhão-de-crista, frango-d'água-europeu, mergulhão-de-pescoço-vermelho, andorinha-do-mar, mergulhão-de-pescoço-preto e abetouro. A garça-pequena nidifica apenas nas proximidades do anel viário, perto da cidade de Kępa, ou em Malina, mas no passado também podia ser encontrada em Groszowice.
Na periferia norte, sul e oeste da cidade (Malina, Groszowice, Półwieś, Wójtowa Wieś, Wróblin) existem cegonhas-brancas. Na área de Groszowice e Malina também existem cisne-branco, andorinha-das-barreiras, marreco e tartaranhão-ruivo-dos-pauis. Nos prados ao redor de Gosławice, pode ser encontrado o tartaranhão-caçador, no norte de Opole, o milhafre-real muito raro, e nas florestas no sul, o gavião-da-europa. Peneireiros vivem em toda a cidade. Poucas codornizes aparecem próximo de Szczepanowice, Sławice, Bierkowice, Malina, Grotowice e Kolonia Gosławicka.
Nos arredores de Opole, nos vales dos rios e nos prados úmidos, é possível ver o codornizão, enquanto no norte e no sul da capital da voivodia, o perna-vermelha-comum. Na antiga pedreira na fronteira de Groszowice e Nowa Wieś Królewska, há uma grande colônia de guincho-comum, com várias centenas de ninhos. Existem também dois locais onde a coruja-das-torres é vista na cidade: em Śródmieście e Gosławice.
As ilhas Bolko e Pasieka são outro grande habitat de aves. Os moradores delas são, entre outros: guarda-rios, Remiz, pintarroxo-vermelho, pica-pau das espécies, pica-pau-cinzento, pica-pau-sírio, pica-pau-verde e Dendrocoptes medius. Em vários conjuntos habitacionais (ZWM, Metalchem, Zaodrze, Malinka, Kolonia Gosławicka) existem inúmeras cotovias-de-poupa. No canal Ulgi, bem como próximo de Kolonia Gosławicka, o cartaxo, a felosa-malhada ou a Locustella fluviatilis nidificam. As gralhas também aparecem por toda a cidade.
Entre as aves que residem periodicamente em Opole, podemos encontrar inúmeras variedades de patos aparecendo no rio Óder: o pato-de-cauda-afilada, o zarro-bastardo e o merganso-de-poupa. Além disso, a águia-pescadora, o cisne-branco, a águia-rabalva, o pato-real, o zarro-negrinha, o galeirão, o zarro-comum, o abibe, o ganso-do-canadá e o mandarim migram pela cidade. Muitas espécies de gaivotas são observadas no aterro municipal, por exemplo, gaivota-prateada, gaivota-de-asa-escura e Larus cachinnans.

#### Peixes
Nos rios, canais e lagos de Opole, os peixes também são abundantes: pardelha-dos-alpes, arroubaco, tenca, Acerina Eurasiana, percas e lúcios.

#### Anfíbios e répteis
Nos pântanos, pode-se encontrar rãs: rã-do-mato, rã-d'água e sapos: sapo-comum e sapo-verde-europeu. Há também rã-arborícola-europeia e sapo-de-barriga-de-fogo perto do anel viário. No vale do rio Óder, anfíbios caudados são muito raramente observados: o tritão-comum e o tritão-de-crista. Entre os répteis, os lagartos são frequentemente encontrados: lagarto-ágil e Anguis, assim como a víbora-venenosa (Vipera berus). Na ilha Bolko, há cobra-de-água-de-colar.

#### Mamíferos
Na área da cidade existem mamíferos insetívoros: o musaranho-aquático-eurasiano (Neomys fodiens), o musaranho-comum (Sorex araneus), o musaranho-bicolor (Crocidura leucodon), a toupeira-europeia (Talpa europaea) e o ouriço-cacheiro. Existem também morcegos, bem como (nas periferias) javalis, veados e lebres.
Os castores também ocorrem na cidade, principalmente no rio Młynówka e ao redor da ilha Pasieka.

### Flora

Áreas verdes em Opole
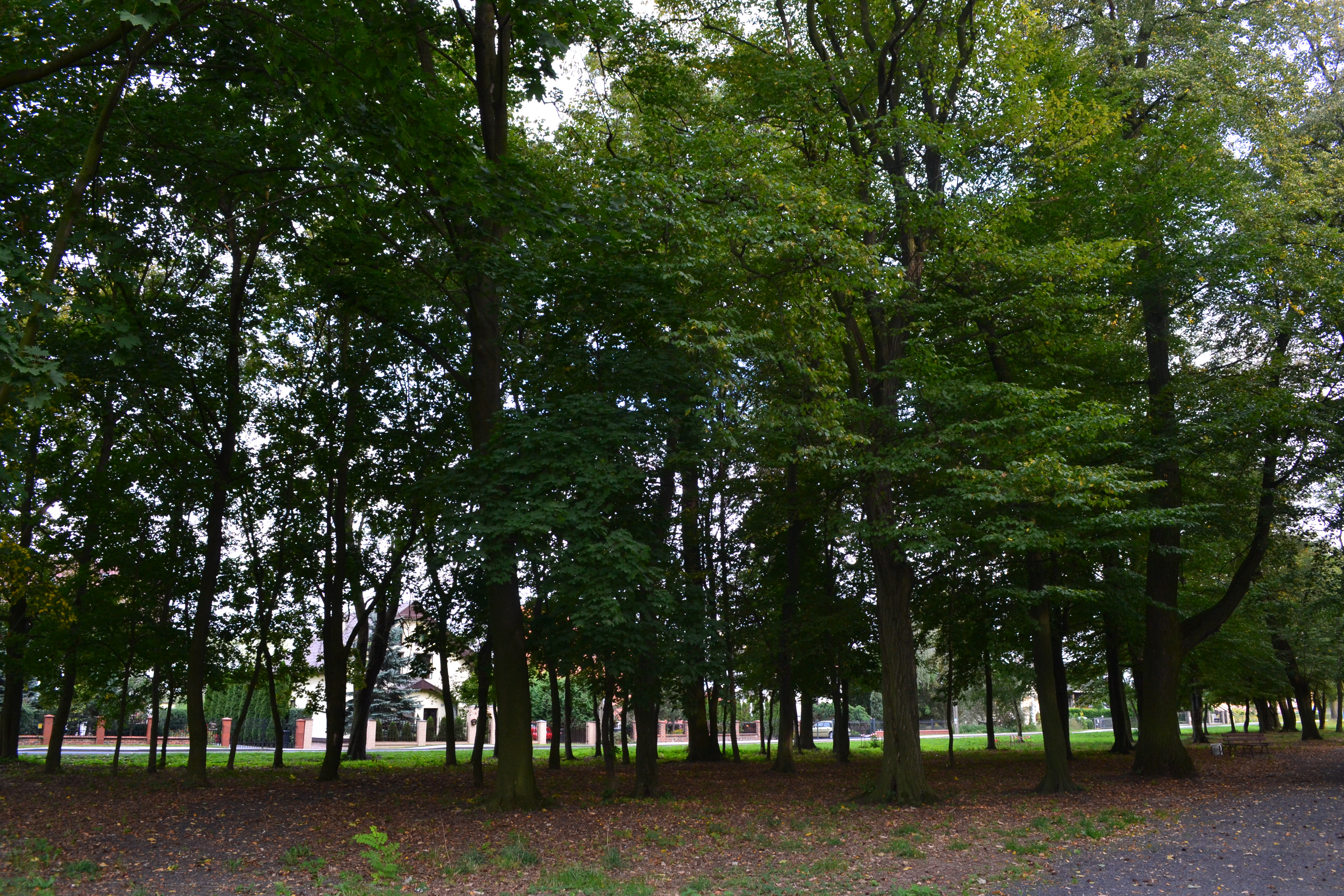
Parque em Sławice
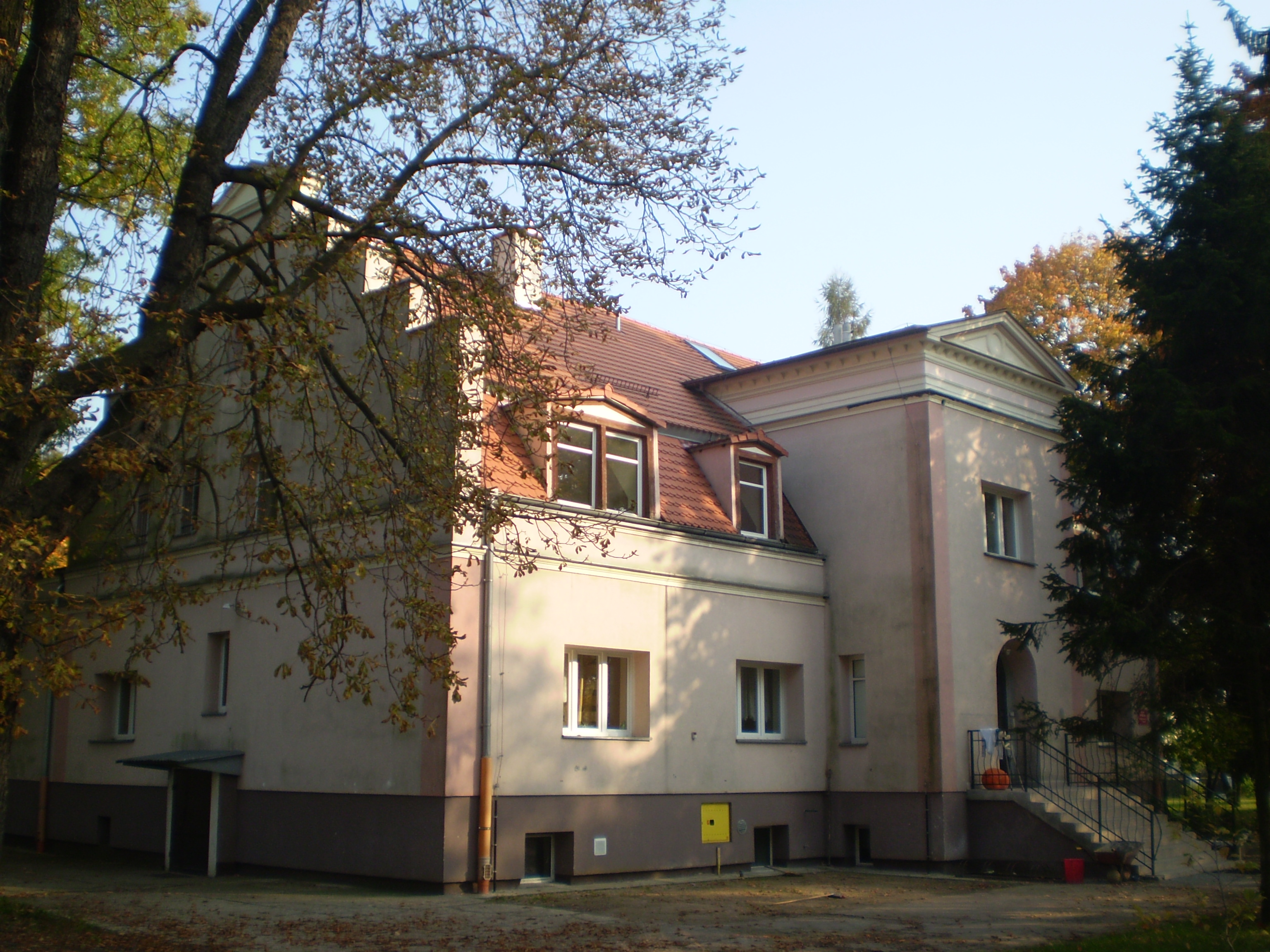
Parque e mansão em Chmielowice
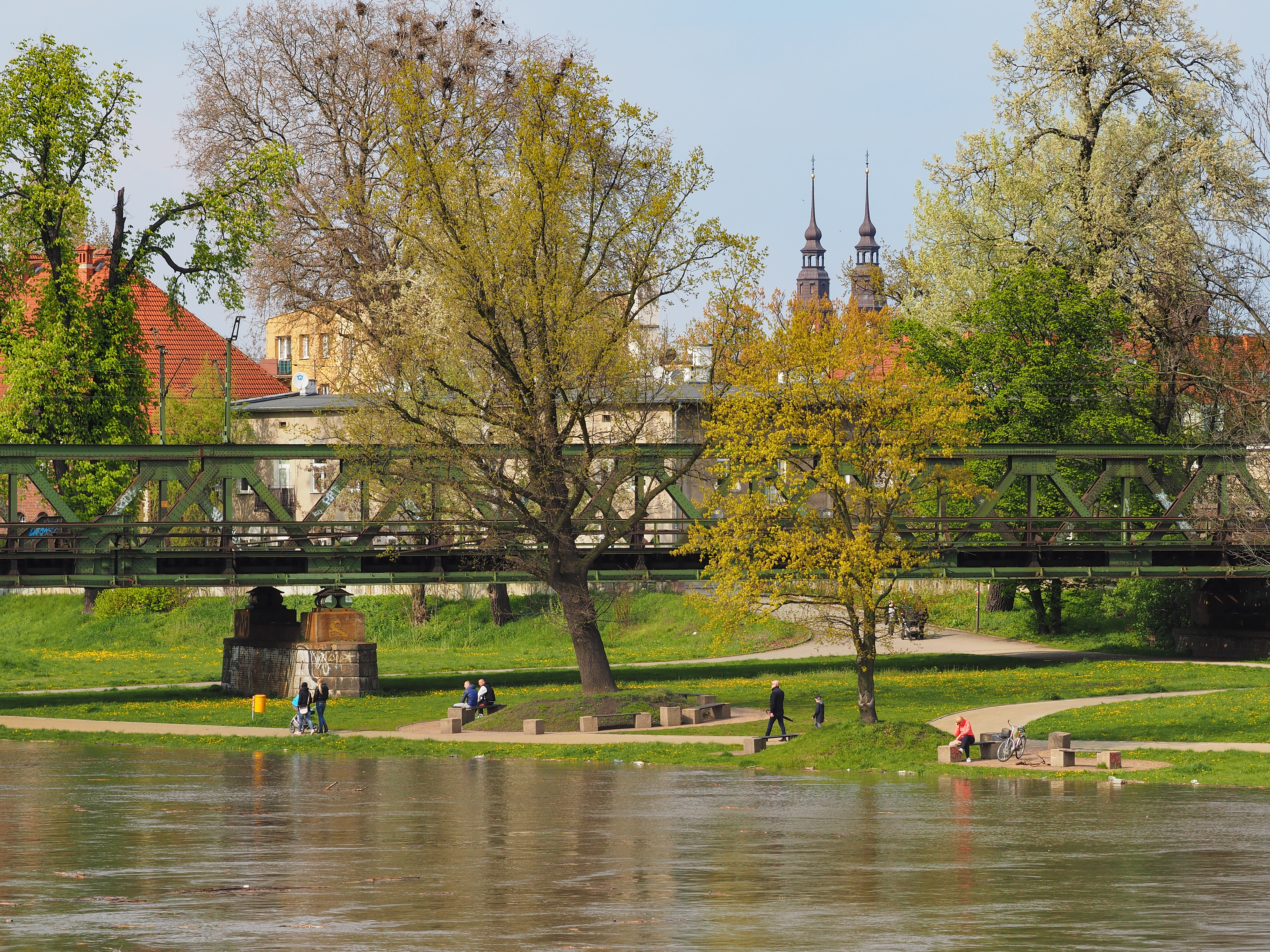
Parque Nadodrzański
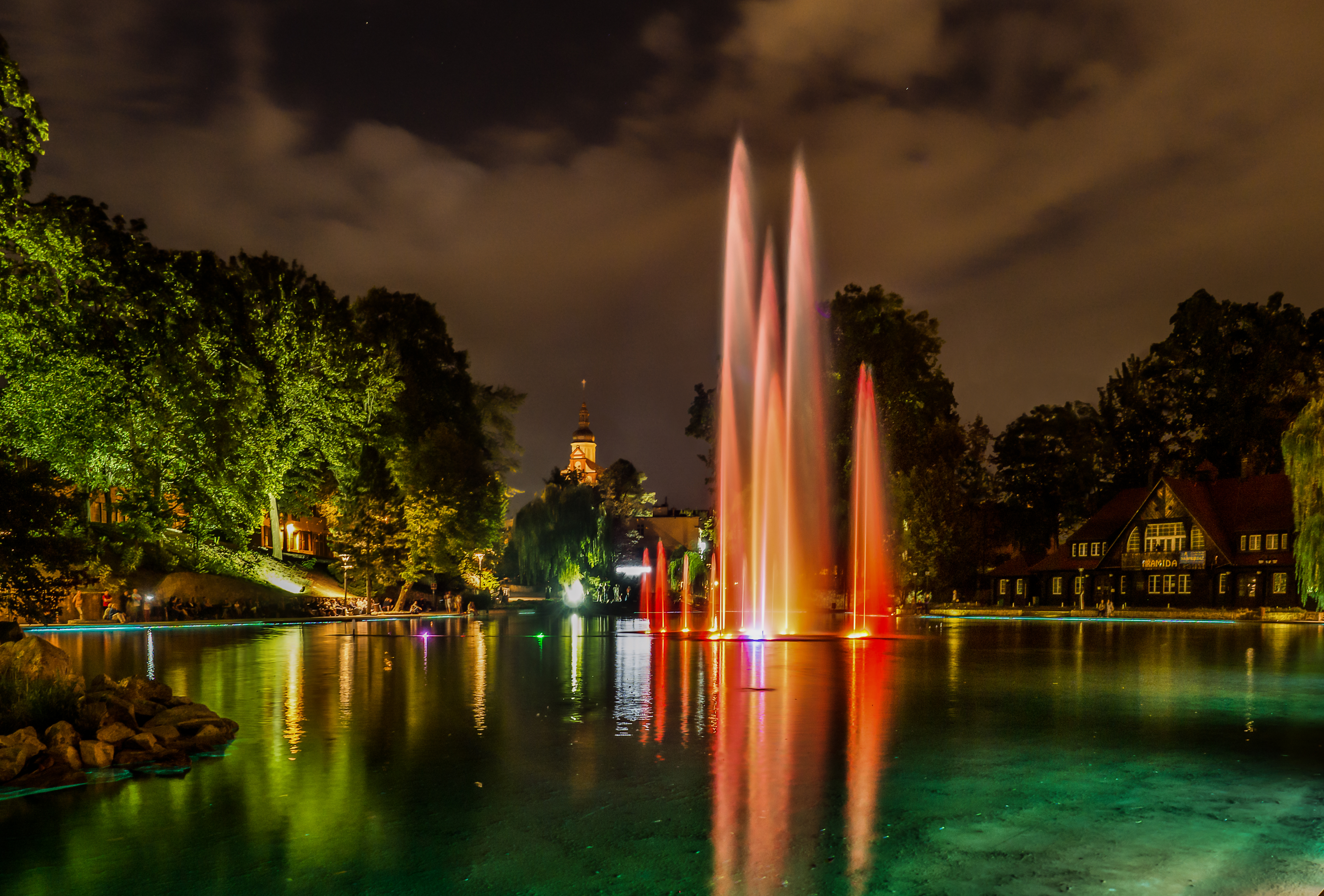
Parque Pasieka
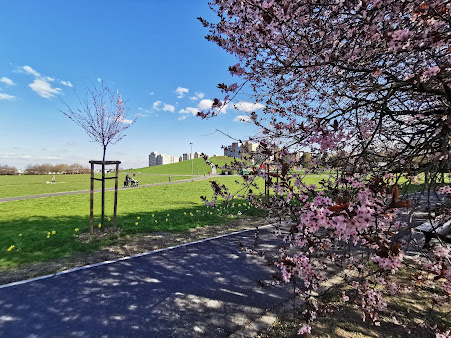
Parque Jan Kochanowski

Existem 23 espécies de plantas legalmente protegidas em Opole. Um de seus principais centros é a ilha Bolko. Nela pode-se encontrar a pervinca-menor, dupla-oval (Neottia ovata), nenúfar-amarelo, lírio-do-mato (Ornithogalum umbellatum) e floco-de-neve (Galanthus nivalis). A helleborina-do-pântano (Epipactis palustris) aparece próximo de Chabry e há a centáurea-menor em Gosławice. Na parte oriental da cidade, existem Daphne-de-fevereiro, helleborina-de-folhas-estreitas, helleborina-de-folhas-largas e orquídea-borboleta-menor (Platanthera bifolia), enquanto em Grotowice existem nenúfare-amarelo e açafrão-do-prado. Além disso, acima das pedreiras inundadas em Nowa Wieś Królewska, pode-se ver o trevo-de-água, a rosa-com-franjas (Dianthus superbus) e a orquídea-do-pântano-de-folhas-largas (Dactylorhiza Majalis), e sobre o Kamionka Piast pode-se ver o restharrow-espinhoso. Existem muitas espécies raras, embora não protegidas, na cidade. Perto de Kamionka Piast, há a centáurea-de-flores-estreitas, perto de Grudzice, a primavera-Cieszyn (Hacquetia epipactis), e em Groszowice e na propriedade Chabry, uma rabo-de-raposa-pequena cresce. Inúmeras espécies pode ser encontrado na ilha Bolko, por exemplo, alho-dos-ursos. A presença da estrela-do-pântano (Parnassia palustris), o cardo-cinzento (Cirsium canum) e o ruibarbo-do-pântano (Petasites hybridus) em Nowa Wieś Królewska também é confirmada. A buglossa aparece em vários locais: em Szczepanowice, Zaodrze, Kolonia Gosławicka, Groszowice e Malina. No sudeste há o pimpernel-azul, o butterbur-branco (Petasites albus), a língua-de-víbora (Ophioglossum), a flor-de-cera-pequena (Cerinthe minor), a roseta-umbilical (Crepis praemorsa), o miosótis-multicolorido, a nigela e o cravo-da-índia-de-folha-de-lança (Kickxia elatine). Em Gosławice, há a cixia-de-garganta-dobrada e o olho-de-faisão-do-verão (Adonis aestivalis).

#### Florestas
Existe uma quantidade relativamente pequena de florestas em Opole. A maior área é ocupada por florestas mistas e pinhais. Elas podem ser encontradas, por exemplo, próximo de Grotowice. Carpinos e matas ciliares são encontradas próximo de Grudzice e na ilha Bolko. Existem também florestas de carvalhos em Grudzice. Existem também pequenas manchas de floresta no rio Óder em Groszowice e na fronteira de Groszowice e Nowa Wieś Królewska.

### Cogumelos
Existem quatro espécies de cogumelos protegidos e dois raros em Opole. Na periferia nordeste da cidade, há o taça-escarlate e o estrela-tripla-da-terra (Geastrum triplex), na parte norte da ilha Bolko, o cogumelo-compacto-gigante (Calvatia gigantea) e o erva-moura-comum (Morchella esculenta) na área da Colônia Gosławicka. O morel-semi-livre (Morchella semilibera) pode ser encontrado em Pasieka e na ilha Bolko, enquanto nas vizinhanças de Grudzice o falo-sem-vergonha (Phallus impudicus) é visto.

### Preservação da natureza

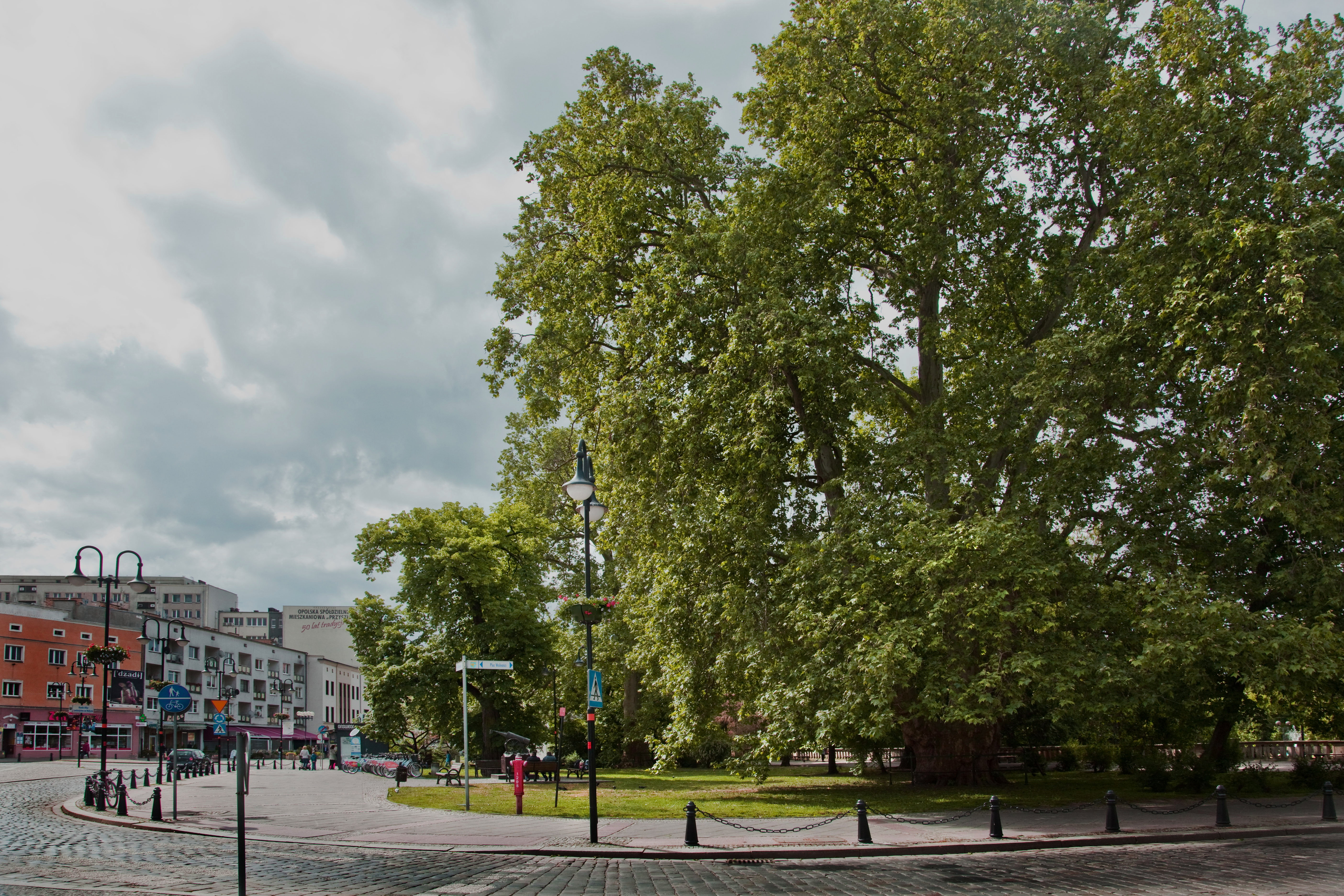
Plátano-de-sombra, plantado na praça Wolności

Existem 30 monumentos naturais em Opole. O primeiro deles foi criado em 2000 (uma tilia cordata na rua Oświęcimska, o carvalho-roble na ilha Bolko, o ácer-silvestre e a faia-europeia na rua Piastowska). Os próximos objetos foram reconhecidos como monumentos em 2001. São eles: nogueira-do-japão e o carvalho-roble na rua Strzelców Bytomskich, o carvalho-roble na rua Norbert Barlicki, plátanos-londrinos na rua Niedzialkowski, rua Piastowska e dois na praça Wolności, bem como um olmo-branco (Ulmus laevis) na esquina das ruas Mozarta e Żwirki i Wigury. Quatro anos depois, outras doze árvores receberam o título de monumento natural: dois plátanos-londrinos na rua Barlickiego, a tulipa-americana e o freixo na rua Piastowska, cinco plátanos (um na rua Wojciecha Korfantego, três na rua Wrocławska e um na rua Odrowążów), dois carvalhos: um na rua Strzelców Bytomskich, o segundo no Parque Pasieka, e o olmo-inglês na rua Oleska. Em 2011, dois monumentos naturais foram criados no Parque Pasieka: o plátano-londrino e o carvalho-inglês e, um ano depois, o carvalho-pedúnculo em forma de cone na rua Ozimska.
Existem também muitas áreas protegidas em Opole. São elas: a Área de Paisagem Protegida “Las Grudzicki”, as áreas ecológicas “Dolina Strugi Lutnia”, “Grudzicki Grąd” e “Łąki w Nowa Wieś Królewskiej”, complexos naturais e paisagísticos “Kamionka w Groszowice”, “Kamionka Piast”, “Kamionka Odra”, “Żwirownie w Malinie” e “Dolina Odry”, bem como os sites de documentação “Groszowickie Skały” e “Skarpa w Malinie”.

## Símbolos da cidade
Os símbolos de Opole são:
- Brasão de Opole
- Bandeira de Opole
- Toque de clarim de Opole
- Bandeira da cidade de Opole
- Selo de Opole

A criação dos símbolos é sancionado pelo Estatuto da Cidade de Opole juntamente com os anexos.

Símbolos da cidade
Brasão
Bandeira
- Toque de corneta
Selo
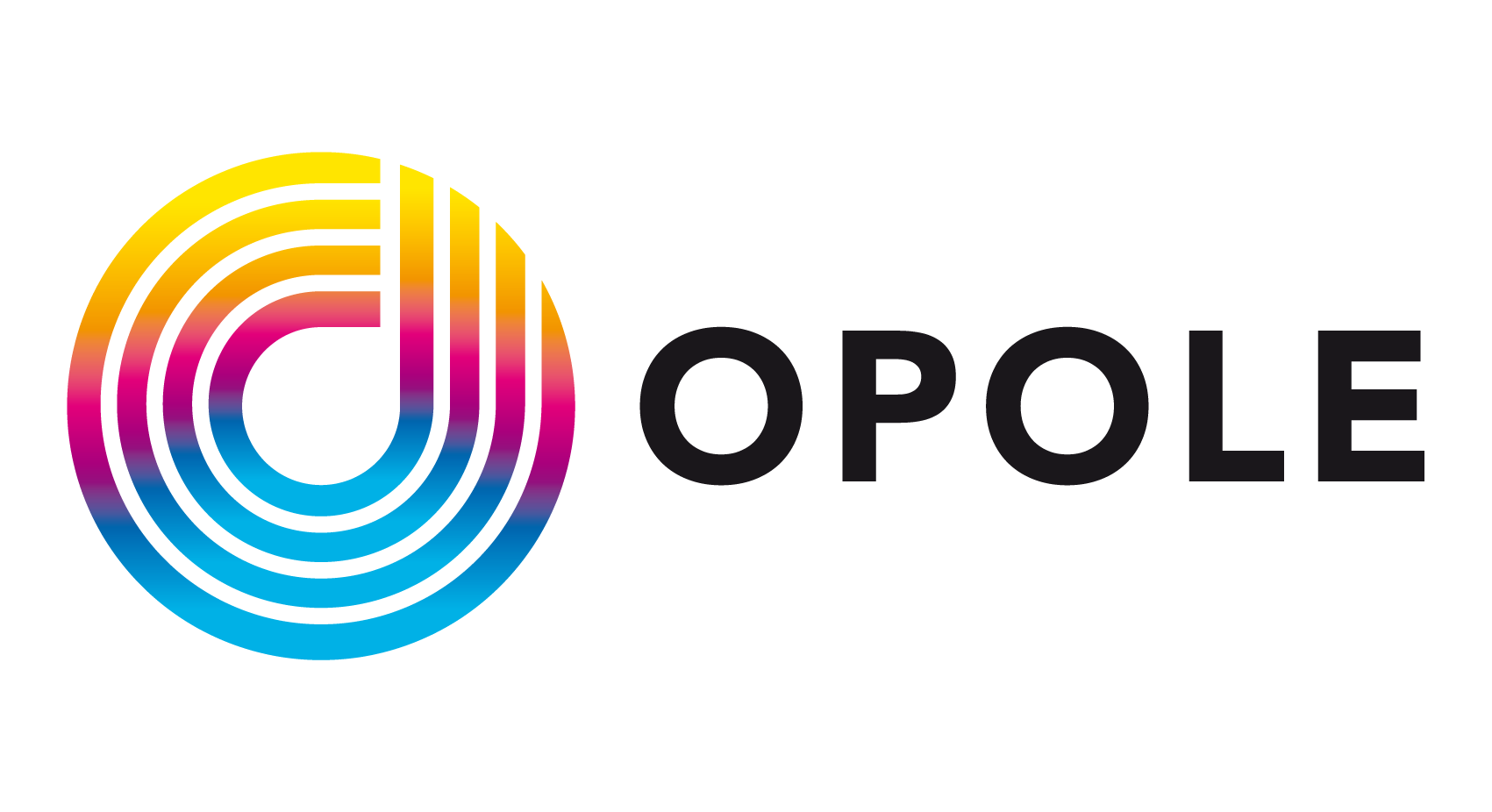
Logotipo

## Toponímia

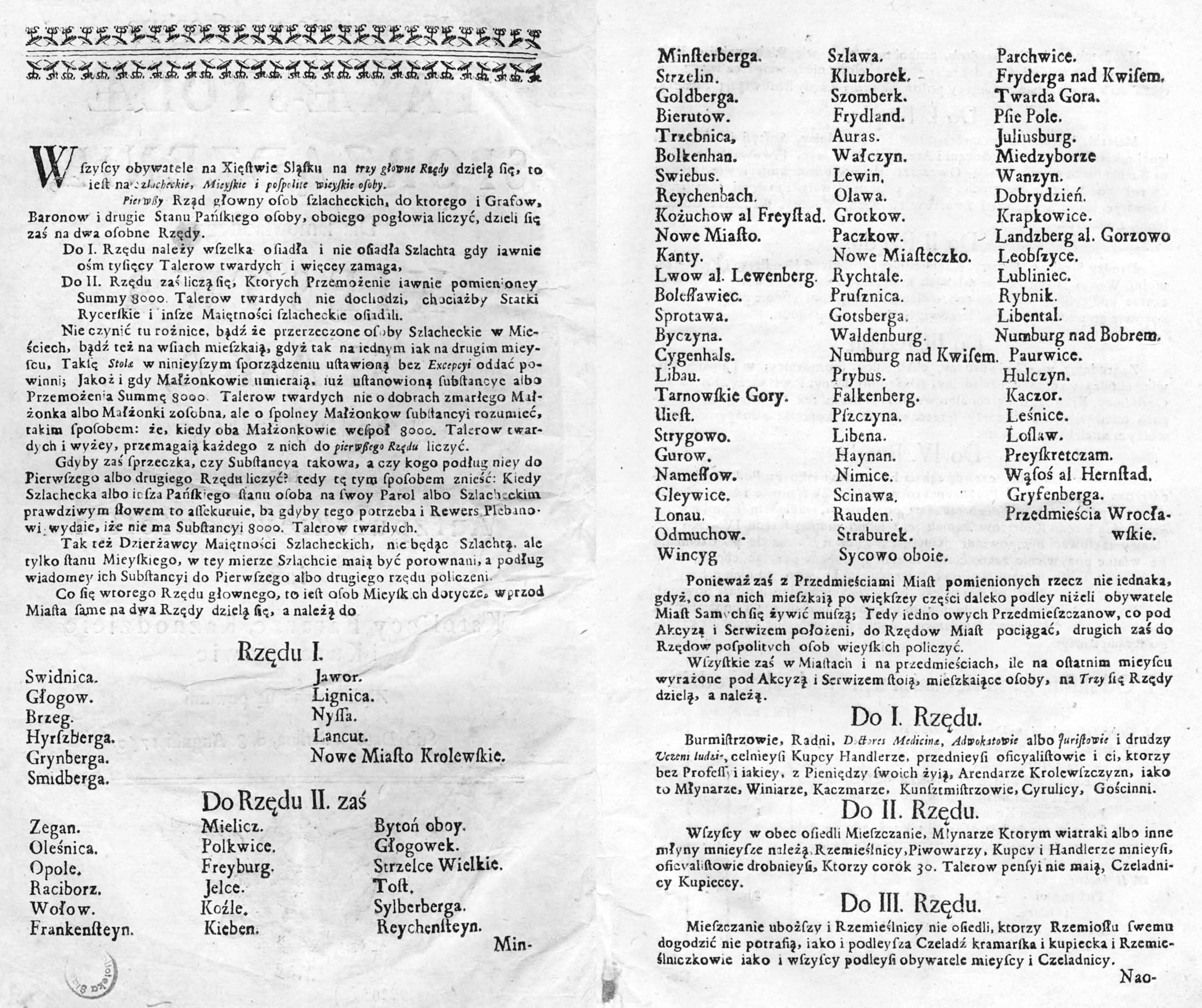
O nome de Opole entre outros nomes de cidades da Silésia em um documento oficial prussiano de 1750, publicado em polonês em Berlim

O nome da cidade de Opole vem do nome de uma das unidades territoriais mais antigas dos eslavos na Europa Central — a chamada “opole”. O professor alemão Heinrich Adamy em seu trabalho sobre os nomes dos lugares na Silésia, publicado em 1888 em Breslávia, menciona o nome da aldeia anotado em um documento de 1160, O pole, dando o seu significado “Hauptort des Ortsverbandes”, ou seja, em português, “Localização principal da associação local”.
Opole foi fundada nos tempos pré-Estados tribais, a partir de meados do primeiro milênio da Era Comum. Esse termo definia o nome do território local sobre o qual vivia uma comunidade de vizinhos que se defendia conjuntamente contra o inimigo. “O-pole” significava uma comunidade vizinha-local que vivia em torno de uma faixa de campos aráveis e pastagens, ou seja, em torno do campo (na około pola) que constituía a base de seu sustento. A organização Opole sobreviveu até o final da Idade Média. Opole era um subdistrito da castelania, ou seja, uma unidade administrativa de uma divisão territorial de nível médio na Polônia medieval e constituía a unidade administrativa e tributária mais baixa desse período. A bula pontifícia de 1136 menciona, entre as cidades pertencentes ao arcebispo próximo de Żnin, uma populosa aldeia chamada Opole. Na Polônia, além da cidade de Opole, este nome também é derivado de nomes próprios como a cidade de Opole Lubelskie, na voivodia de Lublin, a aldeia de Opole na voivodia de Lublin, a aldeia de Opole-Świerczyna na voivodia da Mazóvia, as aldeias de Stare Opole e Nowe Opole na voivodia da Mazóvia, a aldeia de Opole na voivodia de Łódz, uma região com o nome de Opole na Ucrânia e outros nomes geográficos.
Em 1232, no documento latino do Duque da Silésia, Cracóvia e Grande Polônia, Henrique II, o Piedoso, editado em Opole, o local era citado na forma de Opol, aparece sob o mesmo nome no documento latino medieval de Boleslau I de Opole de 1 de setembro de 1310.
No livro latino Liber fundationis episcopatus Vratislaviensis (Livro da fundação do episcopado de Breslávia), escrito nos anos 1295–1305, o lugar é mencionado na forma latina de Oppol. O documento também lista as aldeias fundadas pela lei polonesa, iure polonico, que foram absorvidas pela cidade em processos de urbanização e agora constituem seus bairros ou distritos: Gosławice — Goslavitz, Bierkowice no documento, Bircovicz solvitur decima more polonico, Nowa Wieś Królewska na forma Nova villa e a aldeia de Okół no documento, Ocoli villa monachorum de Domo Dei solvitur decima more polonico. Em 1613, o regionalista e historiador da Silésia Mikołaj Henel, de Prudnik, mencionou a cidade em seu trabalho sobre a geografia da Silésia intitulado Silesiographia dando seu nome em latim: Oppolia
Em 1750 o nome Opole foi mencionado em polonês por Frederico II entre outras cidades silesianas em uma ordem oficial emitida para os habitantes da Silésia. Por sua vez, na lista alfabética de cidades da província da Silésia publicada em 1830 em Breslávia por Johann Knie, Oppolie é considerado nome polonês no documento Oppolie, polnische Benenung der Regierungs u. Kreisstadt Oppeln. O nome Opole foi mencionado pelo escritor silesiano Józef Lompa em seu livro “Krótki rys jeografii Szląska dla nauki początkowej” publicado em Głogówek em 1847.
O nome atual foi aprovado administrativamente em 7 de maio de 1946.

## História

### Idade Média

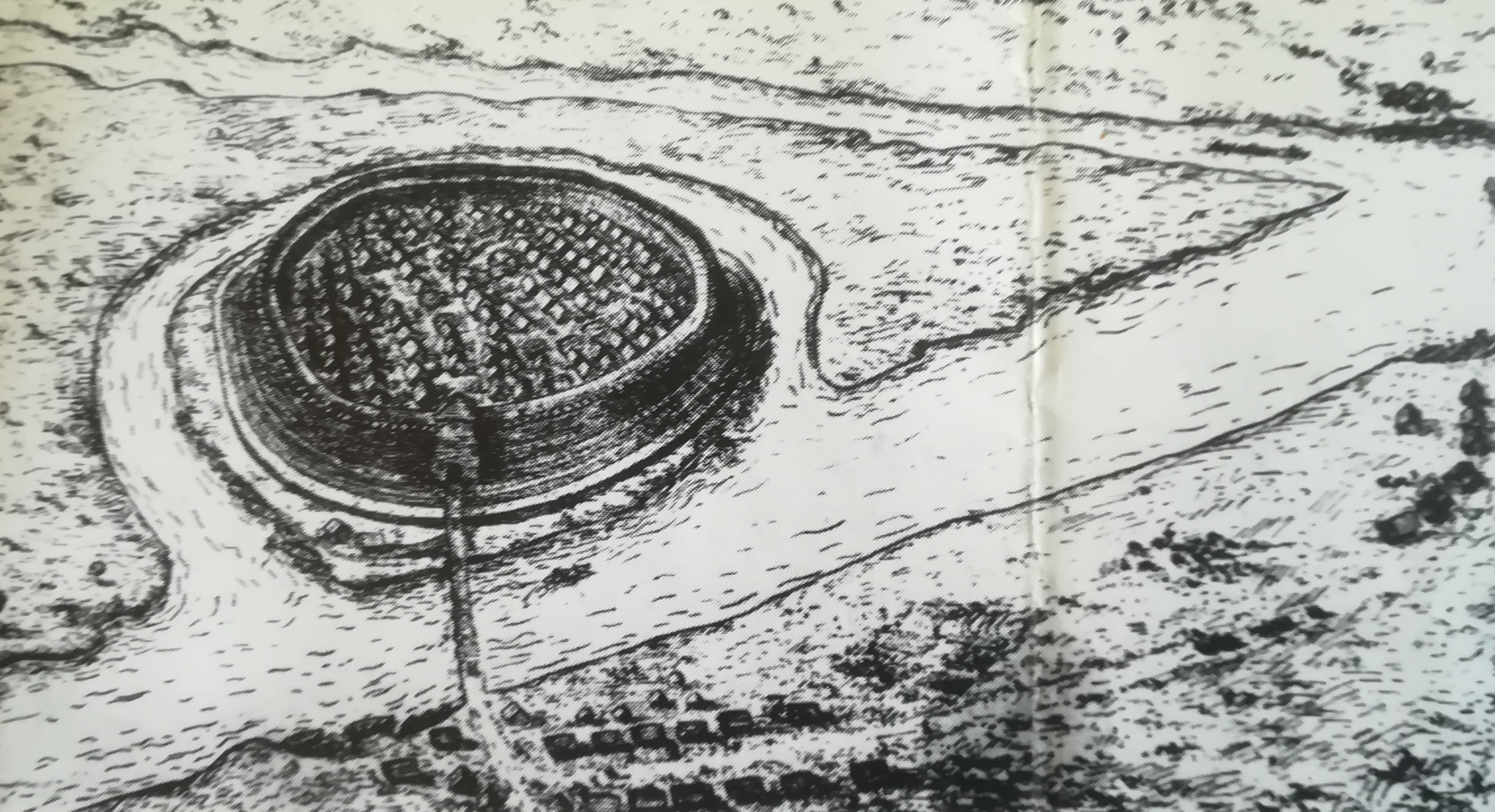
Reconstrução do forte de Opole dos séculos X a XII

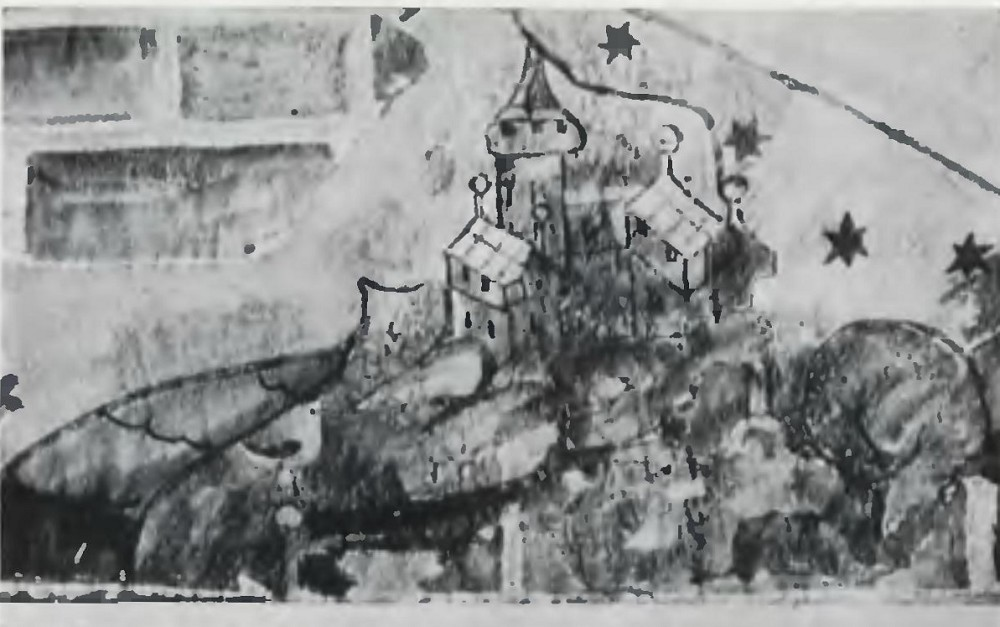
Vista do Castelo Piasta na policromia da igreja da Santíssima Trindade (1350–1400)

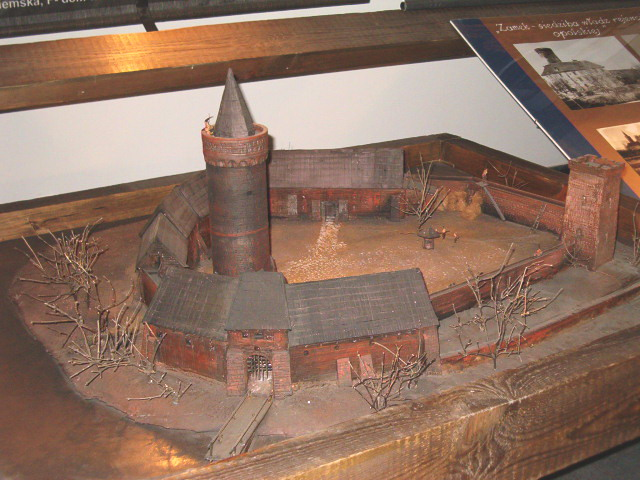
Maquete do Castelo Piasta

A fortaleza e os subúrbios no local da fundação de Opole já existiam no século IX. A primeira menção a ele vem de 845 de uma nota de um geógrafo anônimo da Baviera, Descriptio civitatum et regionum ad septentrionalem plagam Danubii, escrita para Luís, o Germânico. Essa área era o centro da tribo eslava ocidental dos opolanos.
Em 985, a Silésia, com Opole, foi anexada ao Ducado de Polônia por Miecislau I. Como resultado da invasão armada das tropas tchecas lideradas pelo príncipe Bretislau I em território polonês, em 1039, Opole ficou sob o domínio tcheco por 11 anos. Casimiro I, o Restaurador, recuperou a Silésia em 1050.
Sob o Testamento de Boleslau III, em 1138, a Silésia foi concedida como distrito hereditário ao filho mais velho do príncipe, Vladislau II, o Exilado, que iniciou a linhagem dos Piastas da Silésia. Em 1179, a Silésia foi dividida em 3 distritos. O Ducado de Opole foi separado, o primeiro governante do qual foi o príncipe Jaroslau de Opole. Após sua morte em 1201, o ducado foi assumido por seu tio Miecislau IV. Nos anos de 1211 a 1230, Opole foi governada por Casimiro I de Opole, que foi o primeiro a ser chamado de Duque de Opole.
O filho de Casimiro, Miecislau II, o Gordo, antes de 1217, recebeu a cidade de Opole sob a lei alemã. Em 1228, Casimiro I de Opole começou a construir um castelo de tijolos no local do forte. No século XIII, o castelo foi ampliado pelos Piastas de Opole, em particular por Bolek I de Opole nos anos 1273–1289. Naquela época, foi construído um palácio e, em meados do século XIV, foi erguida a Torre Piasta, que sobreviveu até hoje.
Em 1230, a arquideaconaria de Opole foi fundada na diocese de Breslávia durante a administração do bispo Wawrzyniec. Em 1236, o mosteiro da Ordem dos Frades Menores foi fundado. Durante a batalha de Opole em 1241, os mongóis incendiaram os subúrbios de Opole. Na segunda metade do século XIII, a cidade tornou-se um importante centro de comércio e artesanato na rota de Breslávia a Cracóvia. Em 7 de abril de 1348, Opole foi formalmente incorporada ao Sacro Império Romano-Germânico pelo imperador Carlos IV de Luxemburgo. Em 1350, a população da cidade era de aproximadamente 2,3 mil habitantes.
Após a morte do príncipe Vladislau de Opole em 1281, o Ducado de Opole foi dividido em distritos menores. Opole foi adquirido por Bolek I de Opole (1281–1313). Em 1295, um mosteiro dominicano (“na colina”) foi construído. Em 1352, uma prefeitura de madeira foi erguida. Em 1395, Opole foi sitiada pelo exército do rei Ladislau II Jagelão em resposta às intrigas anti-polonesas do padre Władysław Opolczyk.> O poder em Opole foi assumido por Bolko IV de Opole e Bernardo de Niemodlin.

### Séculos XV a XVII

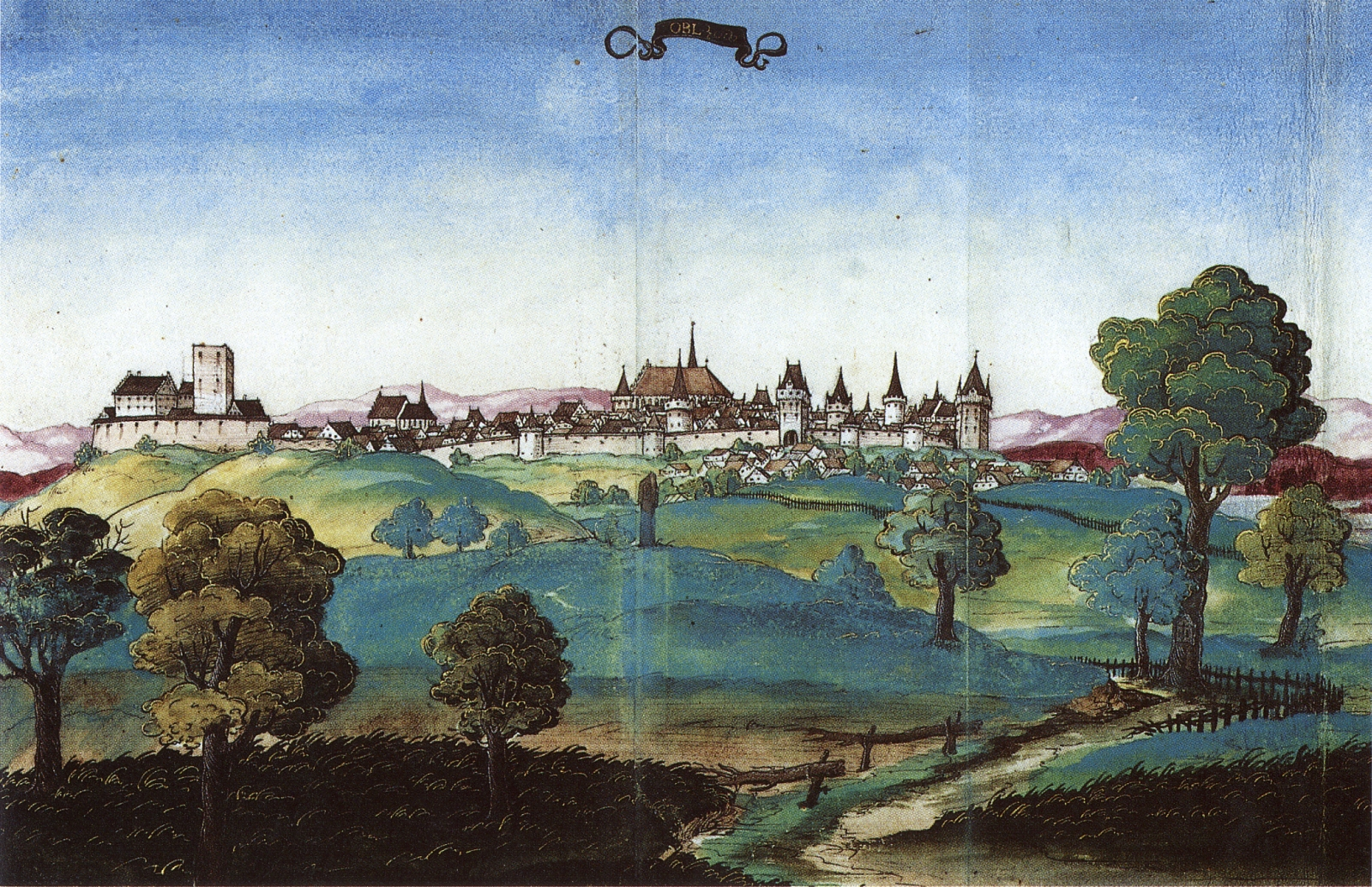
Panorama mais antigo conhecido da cidade de Opole, vista do sudeste (1535) "Vistas históricas de quatro séculos" Wilhelm Gottlieb Korn (a pintura original está na Biblioteca da Universidade em Würzburg) (Alemanha)

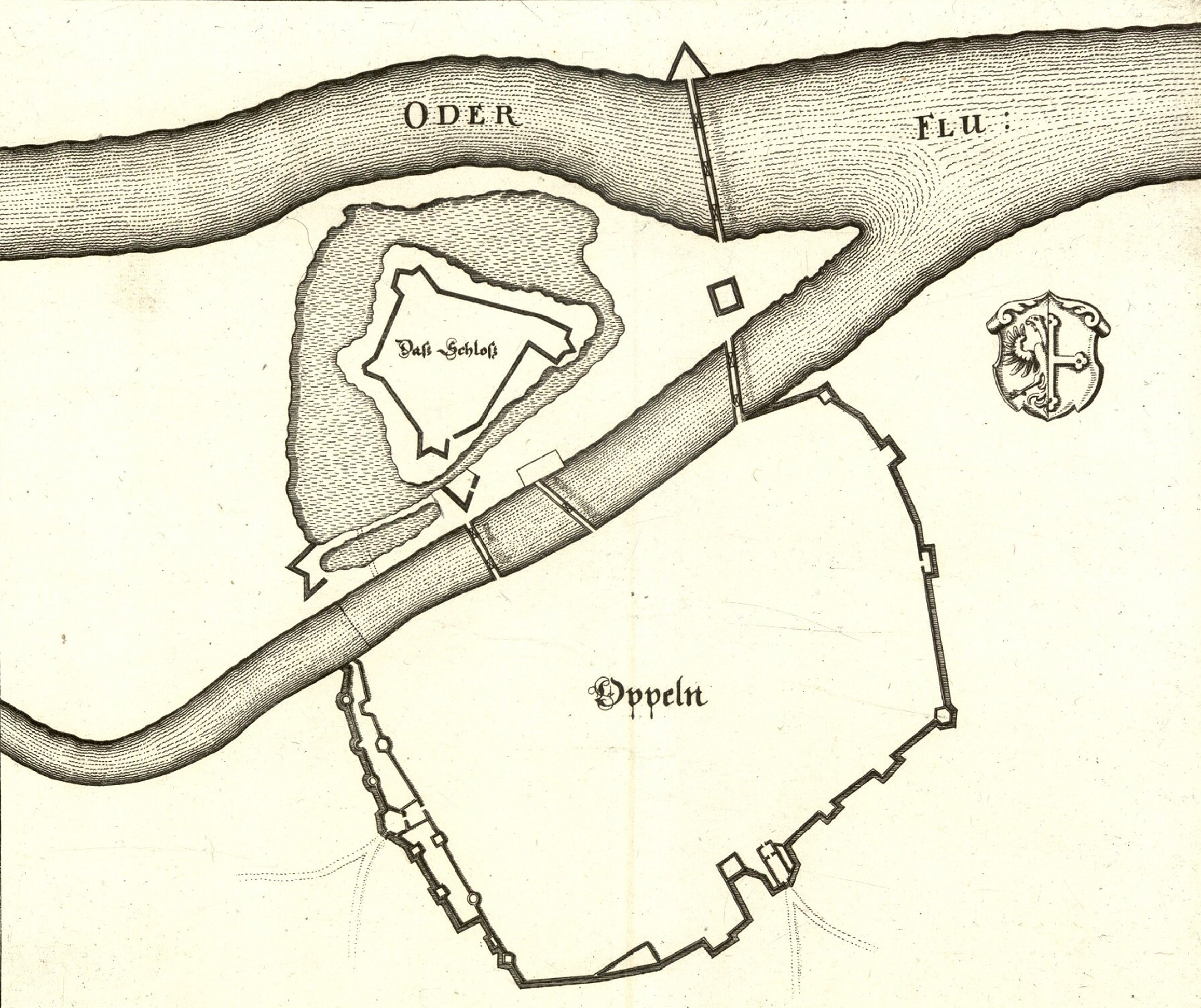
Esboço de Opole do século XVII

Em 1474 houve um cerco a Opole pelo exército polonês do rei Casimiro IV Jagelão, devido o apoio dado por Nicolau I de Opole ao rei húngaro Matias Corvino. A partir de 1526, o Ducado de Opole e Racibórz com Opole, Racibórz, Prudnik, Gliwice, Żory e Koźle estiveram sob o domínio da Monarquia dos Habsburgos. Após a morte do último Piasta de Opole, João II, o Bom, em 1532, o imperador Fernando I do Sacro Império Romano-Germânico deu a região de Opole aos Hohenzollerns da linhagem de Ansbach por 20 anos, e então o principado ficou sob o domínio direto dos Habsburgos. Em 1552, a rainha húngara Isabel Jagelão (filha do rei polonês Sigismundo I, o Velho, e de Bona Sforza) tornou-se a nova governante de Opole, como vassalo do imperador Fernando I Habsburgo.
Em 1565, a população judaica foi expulsa de Opole. Em 1600, como resultado de uma grande enchente, o rio Óder mudou o seu curso para a costa oeste de Pasieka. Em 28 de agosto de 1615, um incêndio destruiu grande parte da cidade. O Castelo Superior em Opole foi destruído naquela época, do qual apenas a torre permanece até hoje. Opole em 1632 foi conquistada pelas tropas saxônicas e suecas. A ocupação durou 2 anos e custou à cidade cerca de 10 mil florins. Em 1645, juntamente com todo o Ducado de Opole e Racibórz, passou sob o título de uma promessa à dinastia de Vasa polonesa.
Em 1655, o rei polonês, João II Casimiro Vasa, com sua esposa e toda a corte, veio morar em Opole, protegendo-se da invasão sueca da República das Duas Nações. Após receber a notícia de uma vitória decisiva em Krosno (7 de dezembro de 1655), o rei partiu em 18 de dezembro de 1655 de Opole através da Silésia, Stará Ľubovňa (27 de dezembro), Biecz, Nowy Żmigród, Dukla, e em 3 de janeiro de 1656, chegou em Krosno. Após pagar as somas da hipoteca em 1666, os Habsburgos recuperaram Opole e o Ducado de Opole e Racibórz.

### Séculos XVIII a XX

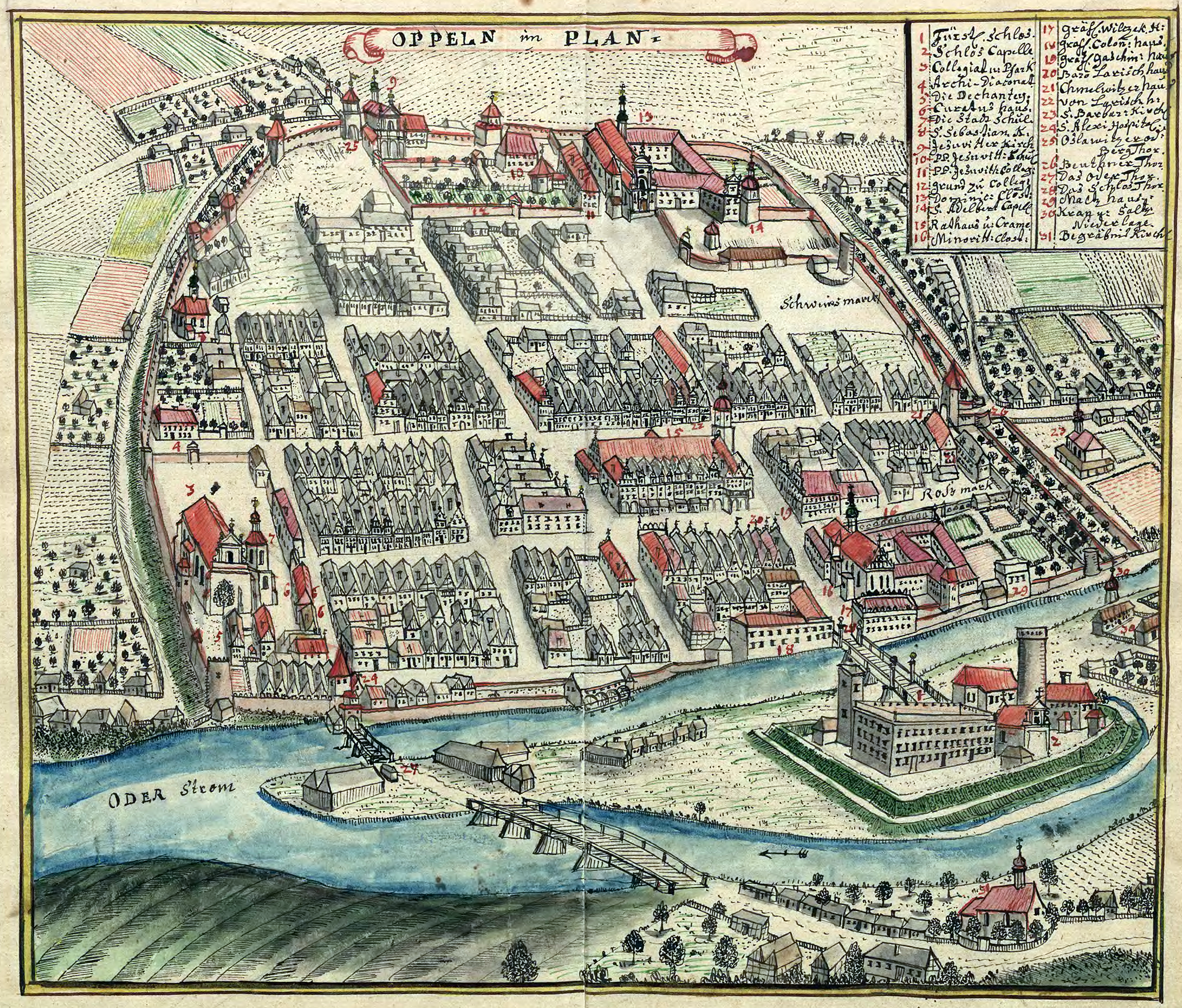
Desenho de Opole do século XVIII, de Friedrich Bernhard Werner

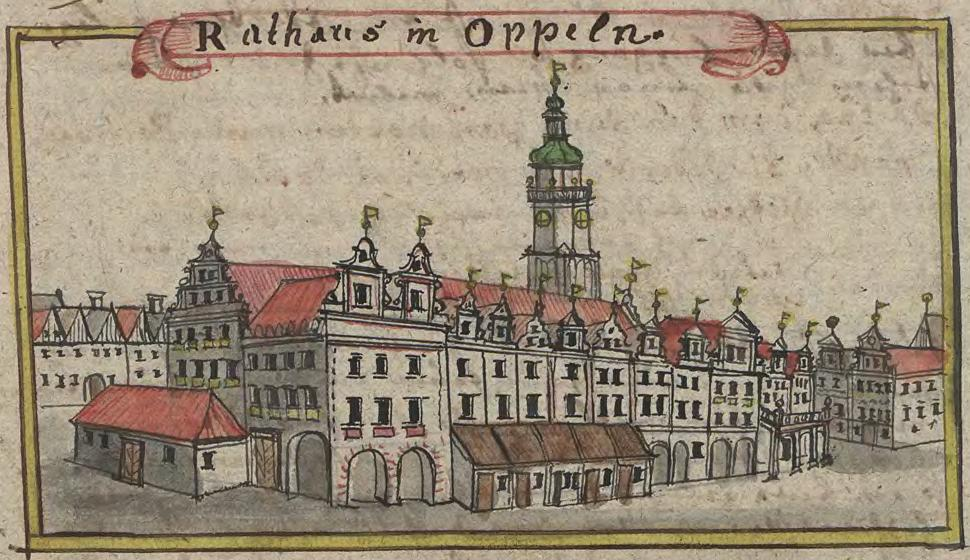
Desenho da prefeitura de Opole no século XVIII por Friedrich Bernhard Werner

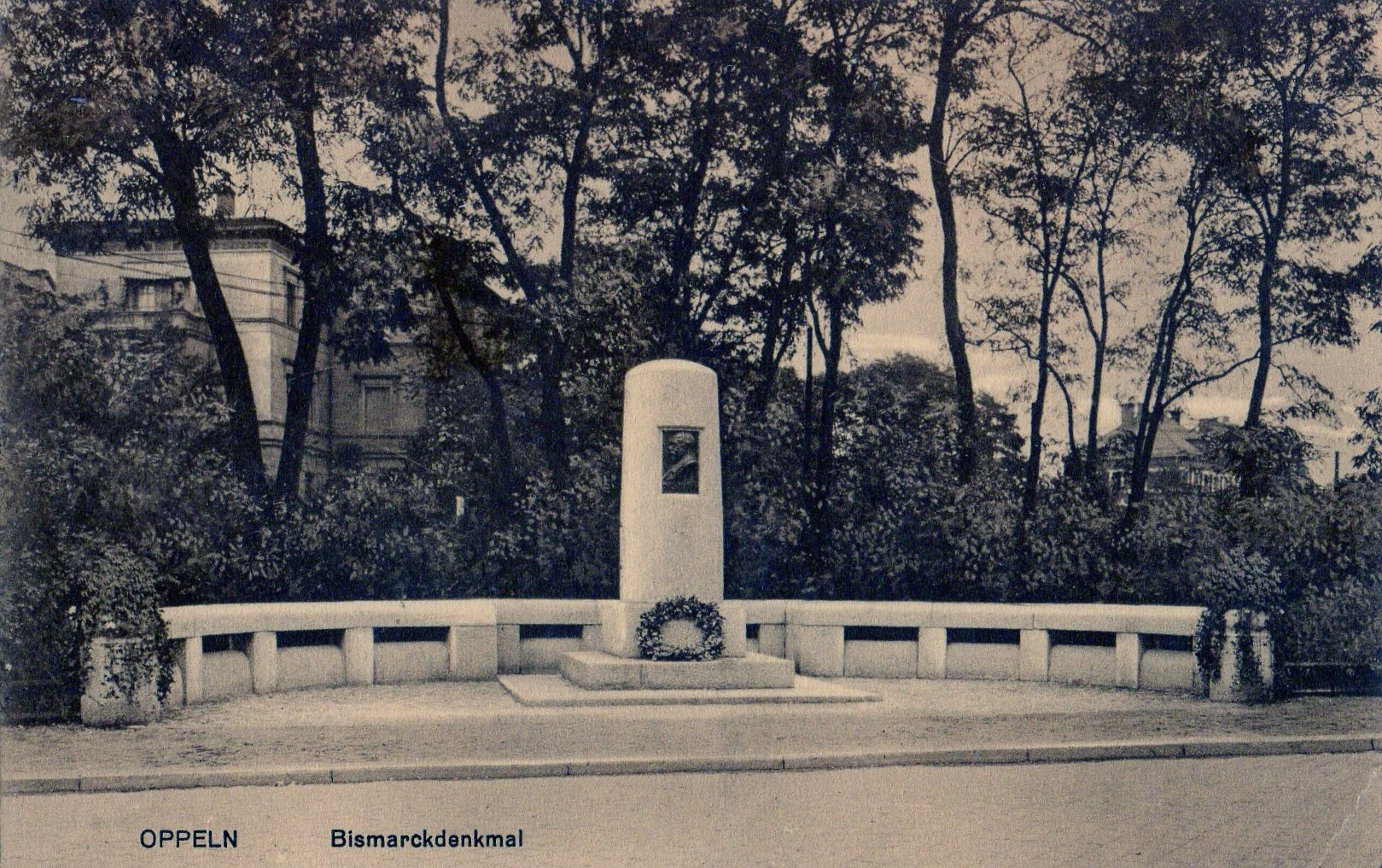
Monumento a Otto von Bismarck em um antigo cartão postal

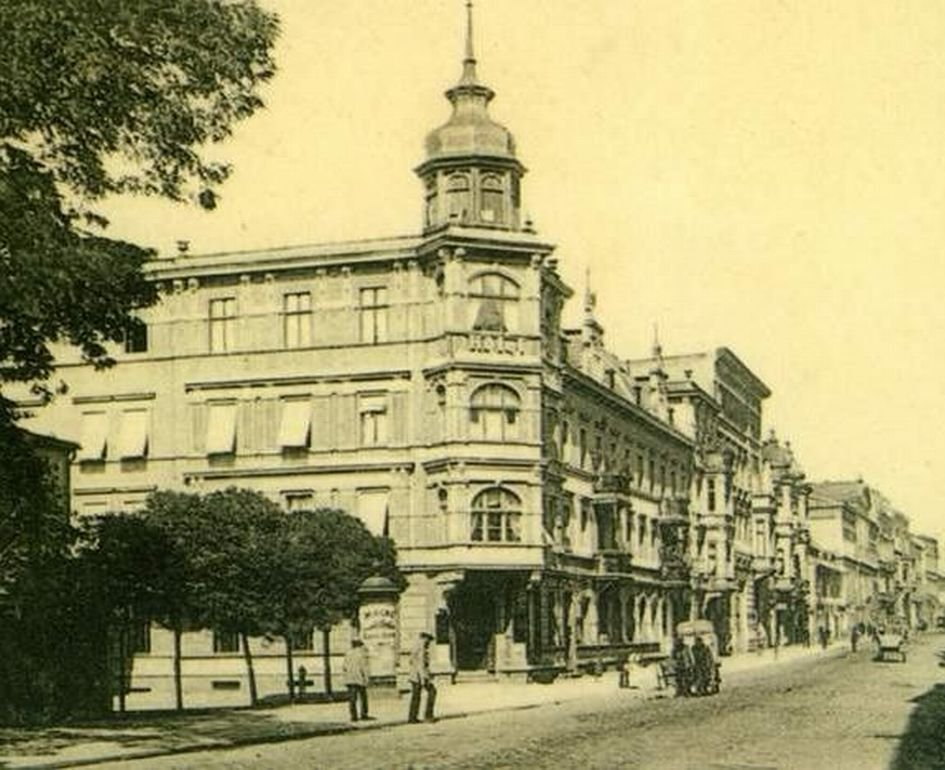
Hotel “Deutsches Haus” na rua Krakowska (1903)

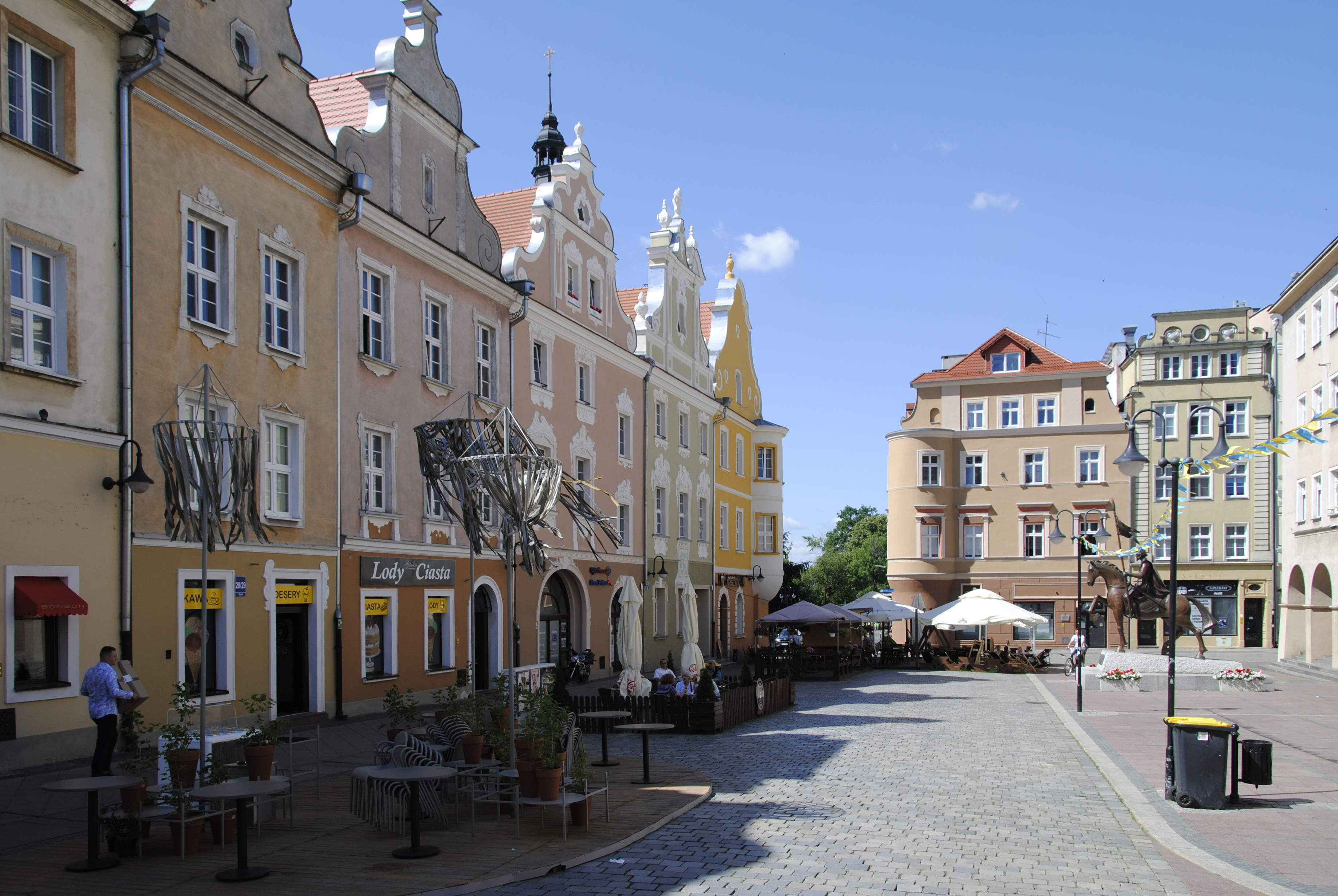
Praça principal em Opole

No século XVIII, Opole foi submetida a uma inspeção fiscal em Prudnik. Como resultado da eclosão de três guerras da Silésia entre a Monarquia dos Habsburgos e o Reino da Prússia, as tropas prussianas entraram em Opole. Após a Paz de Breslávia em julho de 1742, encerrando a Primeira Guerra da Silésia, a cidade e a Silésia ficaram nas fronteiras da Prússia. Após quase duzentos anos de pacificação, a primeira família judia estabeleceu-se na cidade. Naquela época, Opole era a terceira maior cidade da Alta Silésia, logo depois de Prudnik e Racibórz.
Nos anos 1756–1763, durante a Guerra dos Sete Anos, a cidade foi conquistada duas vezes pelos austríacos (1757, 1762) e pelos russos (1761). A paz em Hubertsburg deixou Opole sob o domínio prussiano, outra mudança na nacionalidade de Opole e da Alta Silésia. Em 1807, durante as Guerras Napoleônicas, os aliados dos franceses — os bávaros, e mais tarde as tropas francesas entraram na cidade (eles deixaram Opole em julho de 1808).
Em 1812, uma comunidade judaica independente foi criada, e construiu o primeiro cemitério judeu em 1821. Em 1815, Opole se tornou a capital da Região de Opole, uma unidade administrativa que abrangia toda a Alta Silésia prussiana. Um escritório de Região de Opole (Regierungsbezirk Oppeln) foi fundado na cidade, um dos quatro na província da Silésia. A primeira biblioteca pública da cidade foi fundada em 1824. Em 1828, o jornal oficial da cidade “Stadtblatt für Oppeln” começou a funcionar, mais tarde renomeado como “Oppelner Stadtblatt”. Em 1843, a primeira linha ferroviária da Silésia saindo de Breslávia chegou a Opole.
De janeiro de 1849 a setembro de 1850, o bispo Bernardo Bogedain publicou a “Gazeta Wiejska dla Górnego Śląska” em Opole. Foi criado para impedir a radicalização das massas populares durante a Primavera das Nações. Em 1862, foi construída uma fábrica de gás municipal, graças à qual Opole foi iluminada por 140 lâmpadas de rua a gás. A partir de 1864, o periódico alemão mais antigo em Opole foi publicado, inicialmente como “Wochenblatt für Stadt und Land”, a partir de 1890 como o jornal “Oppelner Zeitung”. A partir de setembro de 1881, Jan Kasprowicz frequentou o ginásio em Opole por um semestre. Ele também visitou a pousada polonesa “Harenda” em Czarnowąsy em muitas ocasiões. De 1890 a 1922, Bronisław Koraszewski publicou a “Gazeta Opolskią”. Em 1897, ele fundou o Banco do Povo, uma instituição cooperativa polonesa. Em 1899, Zakrzów foi incorporada aos limites administrativos da cidade e Opole tornou-se a sede de um condado urbano separado.
Em 1908, a Sociedade de Patinação no Gelo (Eislaufverein) foi fundada. Sua sede ficava no Lago do Castelo, na Casa do Gelo, construída em 1909. No mesmo ano, a estação ferroviária Opole Wschodnie (Oppeln Haltepunkt) entrou em operação. Em 27 de outubro de 1910, os vereadores de Opole decidiram criar um parque municipal na ilha Bolko, de forma que a maioria da floresta foi derrubada, os carvalhos mais antigos foram deixados (incluindo o Carvalho Piasta com uma circunferência de 410 cm e 400 anos), faias e carpinos. Novos arbustos e árvores foram plantadas, avenidas e terraços de observação foram instalados.
Em 1911, um monumento a Otto von Bismarck foi erguido em frente à principal agência dos correios, e Franciszek Ksawery Kurpierz começou a publicar o jornal Nowiny, a partir de 1922 aparecendo como “Nowiny Codzienne”. Em 1913, um porto fluvial foi inaugurado em Zakrzów. Durante a Primeira Guerra Mundial, os soldados do 4.º Regimento de Infantaria da Alta Silésia n.º 63 lutaram em todas as frentes: em Lorena, Champanhe, Flandres, no leste perto de Dunaburgo, no Tirol do Sul, no rio Piave.

### Período entre guerras

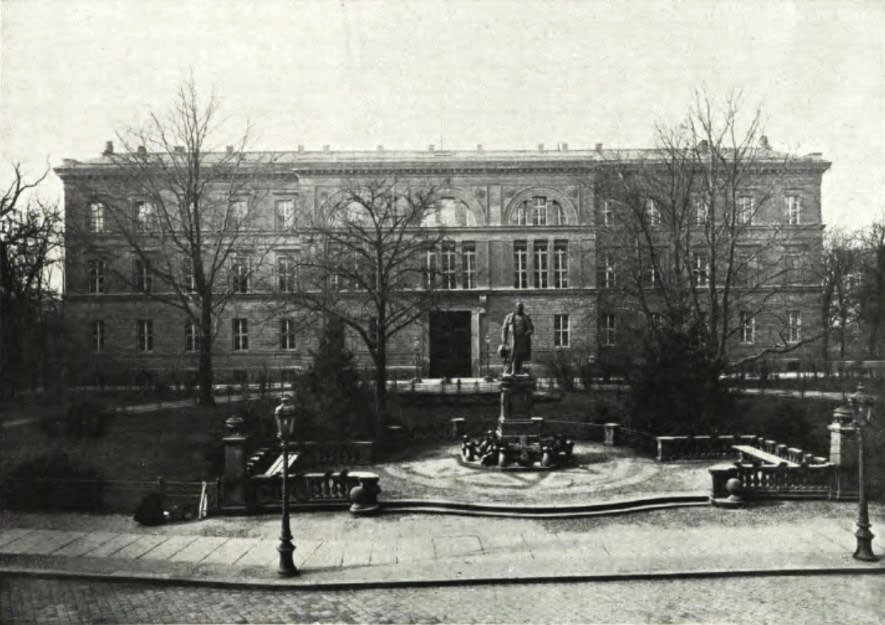
Edifício não mais existente da sede da Comissão Inter-Aliada

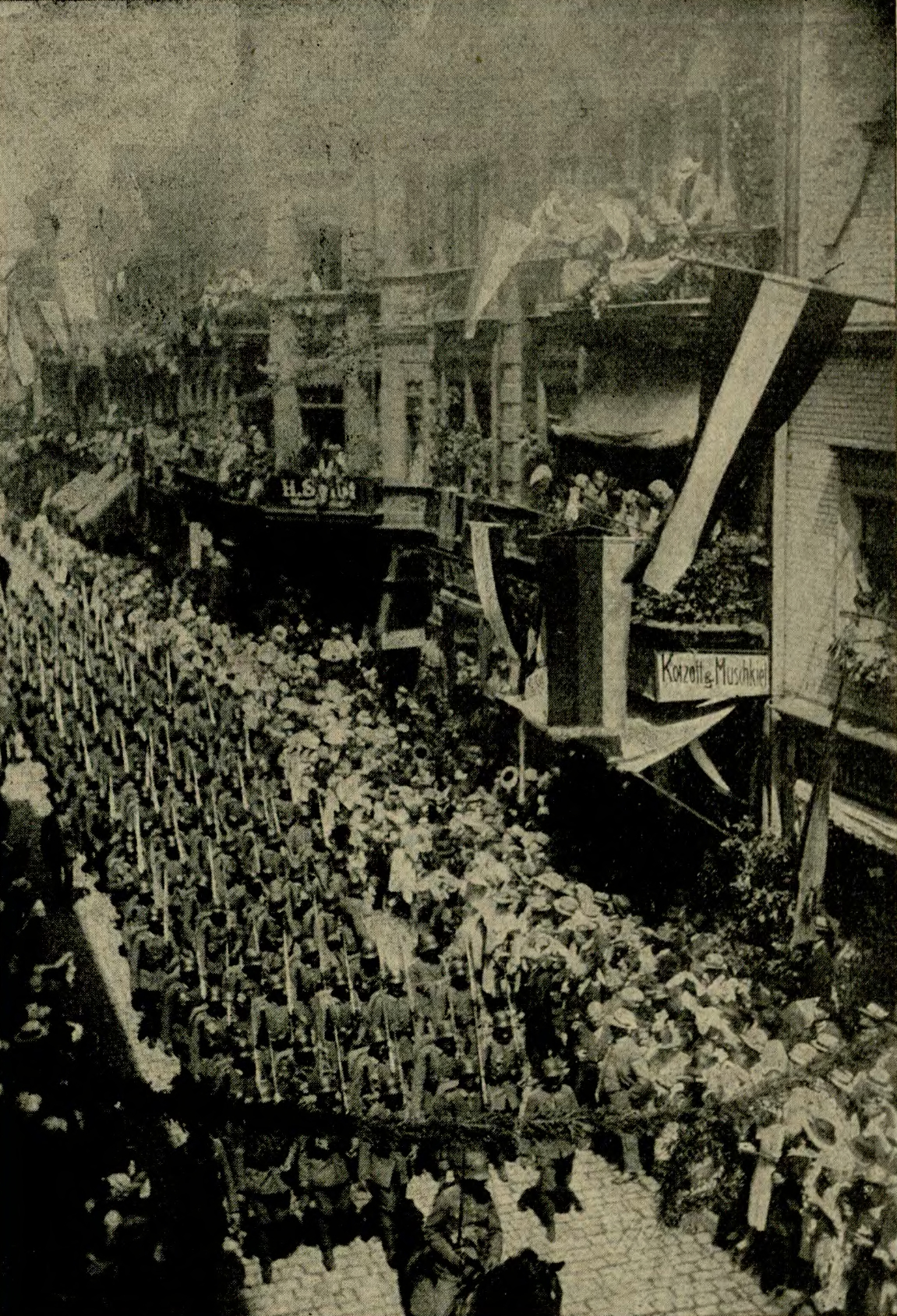
Entrada cerimonial do Reichswehr em Opole (1921)

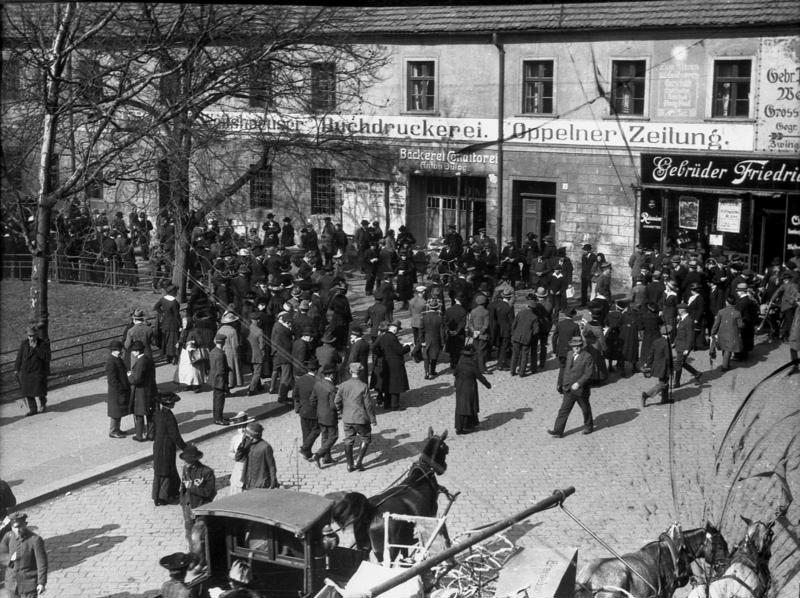
Espera pelos resultados do plebiscito da Alta Silésia na praça Wolności em Opole

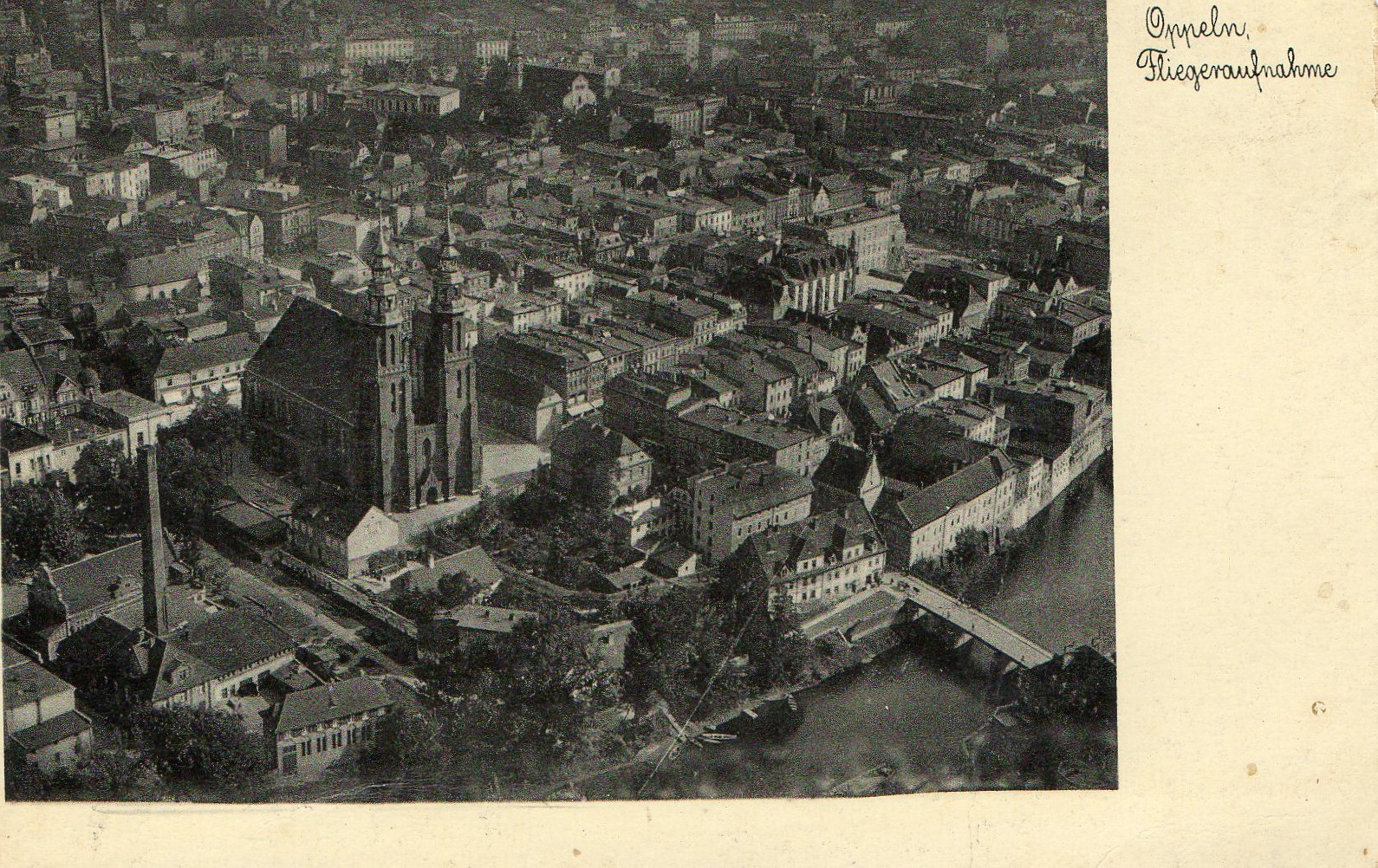
Foto aérea de Opole (1934)

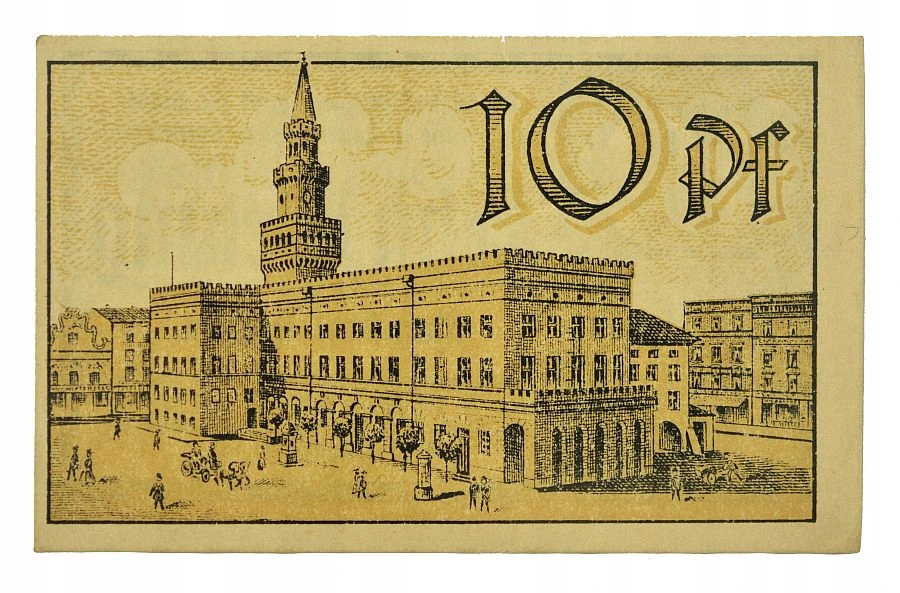
Notgeld de Opole no período entre guerras (anverso)

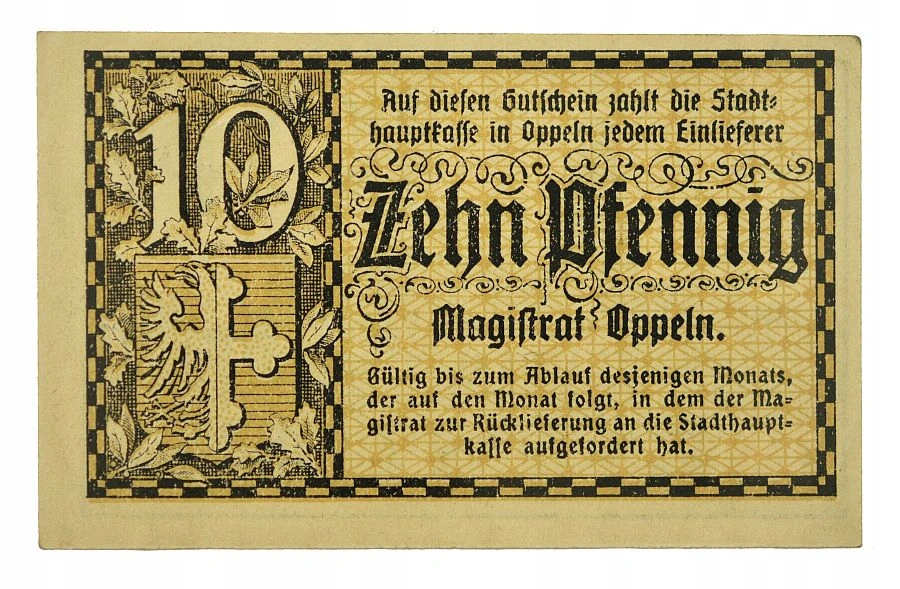
(reverso)

Durante a Revolução de Novembro, após uma manifestação na praça principal, foram formados um conselho de guarnição e um conselho de trabalhadores (posteriormente transformado em Conselho do Povo). Ao lado deles, também foram criados os conselhos populares poloneses, não reconhecidos pelo Conselho Popular Central em Breslávia.
Em 1920, por iniciativa de Szymon Kosz, foi fundada na cidade a Sociedade dos Escoteiros de Opole, que logo se subordinou à Associação Escoteira Polonesa na Alemanha. Em 33 círculos regionais, entre eles os de Grudzice, Gosławice e Szczedrzyk, a organização reuniu várias centenas de membros. Funcionou até 1939. Com os preparativos para o plebiscito da Alta Silésia, a Comissão Inter-Aliada de Governo e Plebiscito composta por: general Henri Le Rond (presidente), coronel Harold Percival e general Andreo de Marinis chegaram a Opole. De 1 de abril de 1920 a 1922, no prédio do Banco dos Agricultores, na atual rua Książąt Opolskich, havia um Consulado Geral da República da Polônia. Em 25 de abril de 1920, uma grande manifestação da população polonesa ocorreu em Zaodrze contra as atividades anti-polonesas da administração e da polícia alemã, na qual a população exigia a dissolução da polícia de segurança. A manifestação foi pacificada por milícias alemãs. Em 28 de abril, Wojciech Korfanty chegou a Opole, o que causou mais distúrbios anti-poloneses na cidade. Milícias alemãs arrancaram o emblema estatal do prédio do consulado polonês e atacaram a gráfica da Gazeta Opolska. As tropas francesas juntaram-se à ação, protegendo da destruição a sede da agência do Banco do Povo de Opole, fundada por Bronisław Koraszewski.
Durante o plebiscito na Alta Silésia em 1921 em Opole, 1 098 pessoas votaram pela adesão à Polônia e 20 816 pela permanência na Alemanha. Emigrantes do plebiscito (trazidos para as áreas do plebiscito para levantar o resultado; a Polônia apresentou um pedido de direito de voto para os emigrantes, mas, na prática, a grande maioria deles votou na Alemanha). As lutas da Terceira Revolta na Silésia não foram travadas nas proximidades da cidade. Após a decisão da Conferência dos Embaixadores e a divisão da área do plebiscito, Opole permaneceu nas fronteiras do Reich alemão. Em 1922, a administração alemã e a guarnição militar voltaram à cidade. Opole tornou-se a sede da Região e das autoridades da Província da Alta Silésia (até 1938). Nos anos de 1923 a 1933, os deveres do oficial administrador do condado foram realizados por Michael Graf von Matuschka — o último conselheiro não nazista de Opole, mais tarde acusado de participar do ataque a Adolf Hitler.
Em 1928, o Castelo Piasta em Pasieka foi demolido. Como resultado da emigração para a Palestina, a comunidade judaica em Opole contava com apenas 430 pessoas (em 1922, a cidade era habitada por cerca de 1 mil judeus). Em 28 de abril de 1929, o teatro polonês veio a Opole pela primeira vez (Teatr Polski z Katowic). No salão da prefeitura, ele encenou uma ópera de Stanisław Moniuszko, Halka. Após a apresentação, os atores foram espancados por uma milícia alemã.
Em 1931, o Consulado Geral da República da Polônia foi transferido de Bytom para Opole, localizado no prédio da atual rua Konsularnej. Em 1936, Szczepanowice e Półwieś foram incorporados à área de Opole.
Durante a Noite dos Cristais de 9 a 10 de novembro de 1938, milícias nazistas forçaram o rabino da Nova Sinagoga na Hafenstrasse (hoje rua Piastowska), Hans Hirschberg, a derramar gasolina no templo e incendiá-lo. Durante esse tempo, o corpo de bombeiros garantiu que o fogo não se propagasse para os prédios vizinhos. Ao mesmo tempo, os soldados do Sturmabteilung cercaram a sinagoga com um cordão, impedindo qualquer tentativa de extinção do fogo. Treze lojas judaicas também foram destruídas e as famílias de seus proprietários foram espancadas, seguidas de contribuições punitivas. O restante da população judaica começou a emigrar da cidade (principalmente para os Estados Unidos).

### Segunda Guerra Mundial

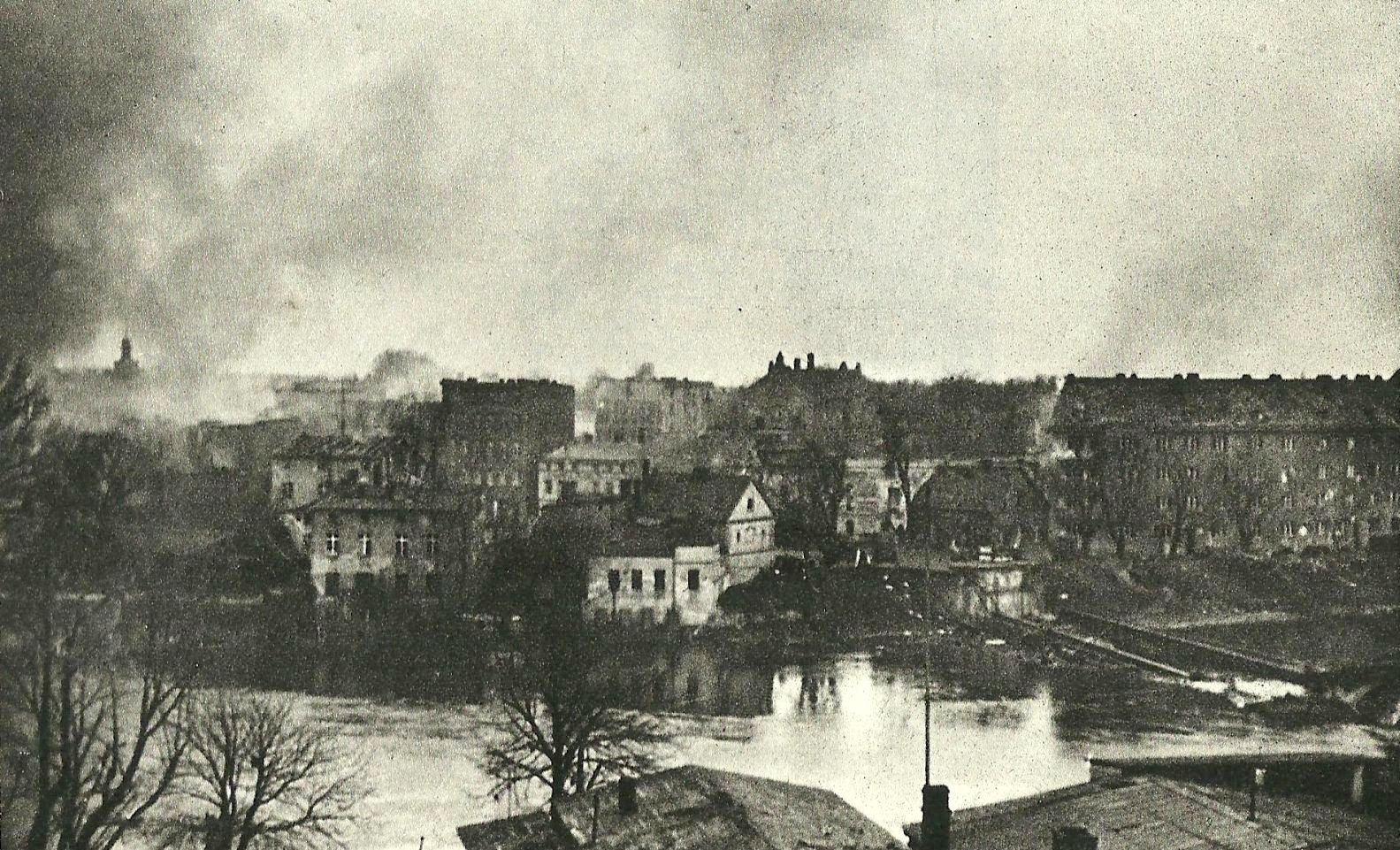
Panorama do pós-guerra em Zaodrze. A maioria dos edifícios mostrados na foto foram demolidos. A Ponte do Centenário destruída é visível

Em 1939, Opole tornou-se um local de concentração das forças do 10.º Exército alemão e o quartel-general de seu comando. Os ativistas da União dos Poloneses na Alemanha foram presos e os poloneses detidos foram transportados da principal estação ferroviária para os campos de concentração de Buchenwald e Ravensbrück. Nos anos de 1939 a 1945, havia campos de trabalhos forçados e unidades de trabalho de prisioneiros de guerra em Opole. O número de habitantes aumentou para cerca de 60 mil como resultado do fluxo de pessoas migrando das regiões bombardeadas do Terceiro Reich. De 1942 a 1943, os judeus de Opole e arredores, que não haviam conseguido emigrar antes da guerra, foram deportados para Terezín (KL Theresienstadt) e Auschwitz (KL Birkenau).
Em 1944, Opole foi proclamada uma cidade-fortaleza (em alemão: Festung Oppeln) devido à situação crítica da Wehrmacht na Frente Oriental e aos preparativos para defesa ao longo do rio Óder. O conde von Pfeil tornou-se o comandante da fortaleza. Em 18 de dezembro, a cidade foi bombardeada pela Força Aérea americana. O alvo era a estação principal (bombas caíram nos campos de Zaodrze) e pontes. As travessias do rio Óder sobreviveram, as bombas caíram sobre os edifícios da atual praça Józef Piłsudski, o prédio do tribunal e o hotel da atual rua Maria Konopnicka.
Em 17 de janeiro de 1945, mensagens transmitidas pelo rádio em Opole ordenavam a evacuação de mulheres, crianças e doentes. Três dias depois, uma ordem de evacuação foi emitida para todos os residentes. Da atual praça Mikołaj Kopernik, eles foram levados de ônibus para a estação ferroviária em Groszowice, de onde seguiram em trens para Kłodzko. Prisioneiros e trabalhadores forçados de 26 campos de trabalho existentes foram evacuados da mesma maneira. Em 4 dias, 58 mil pessoas deixaram a cidade. Em 21 ou 22 de janeiro, o general von Pfeil cometeu suicídio devido à sua incapacidade de manter Opole. O comando da guarnição do Festung Oppeln, contando apenas com 10 mil defensores (incluindo uma unidade de policiais azuis-marinhos poloneses que se retiraram do Governo Geral), foi assumido pelo general Fritz Gräser. Ele cancelou a ordem de defender a cidade até o último soldado e ordenou a retirada sobre o rio Óder, para uma nova linha de defesa.
Em 24 de janeiro de 1945, as unidades do 6.º Corpo Blindado de Guardas do 3.º Exército Blindado, da 15.ª Divisão de Infantaria de Guardas e da 118.ª Divisão de Infantaria do 34.º Corpo de Infantaria de Guardas do 5.º Exército de Guardas e da 120.ª Divisão de Infantaria do 21.º Exército da Primeira Frente Ucraniana do Exército Vermelho capturou a margem direita de Opole. Duzentos e dezoito soldados soviéticos foram mortos durante os combates. Estupros e assassinatos ocorreram, principalmente na área dos atuais subúrbios (apenas 300–600 habitantes permaneceram na parte da margem direita da cidade). Em 13 de fevereiro, em aldeias perto da Polônia (incluindo Kolonia Gosławicka, agora um distrito de Opole), começou a deportação da população local para campos de trabalho na União Soviética. A parte da margem esquerda de Opole tornou-se uma área fortificada sob o comando do major Matthias Wensauer. Os alemães conseguiram manter essa posição até março.

### Polônia do Povo

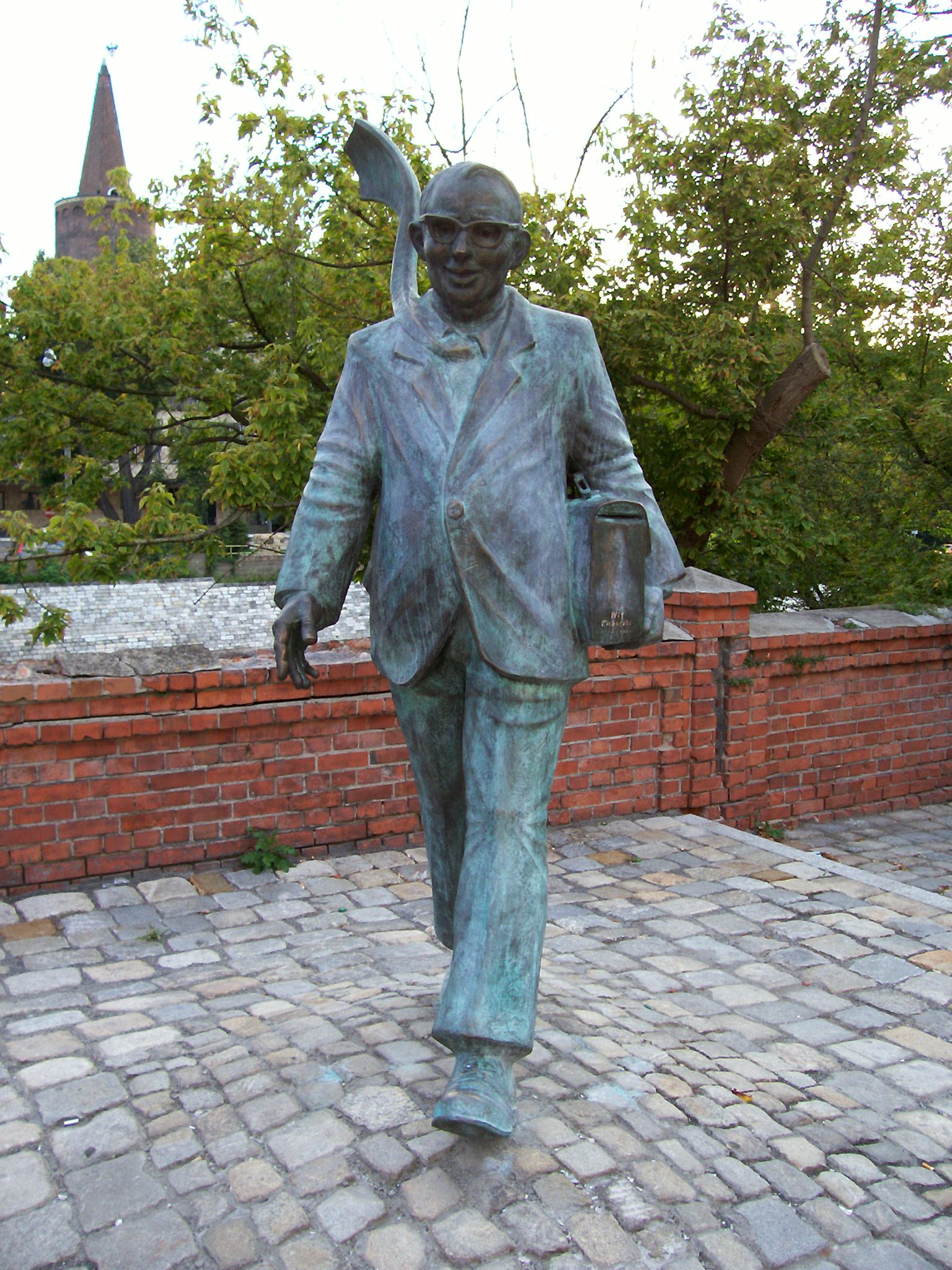
Monumento a Karol Musioł

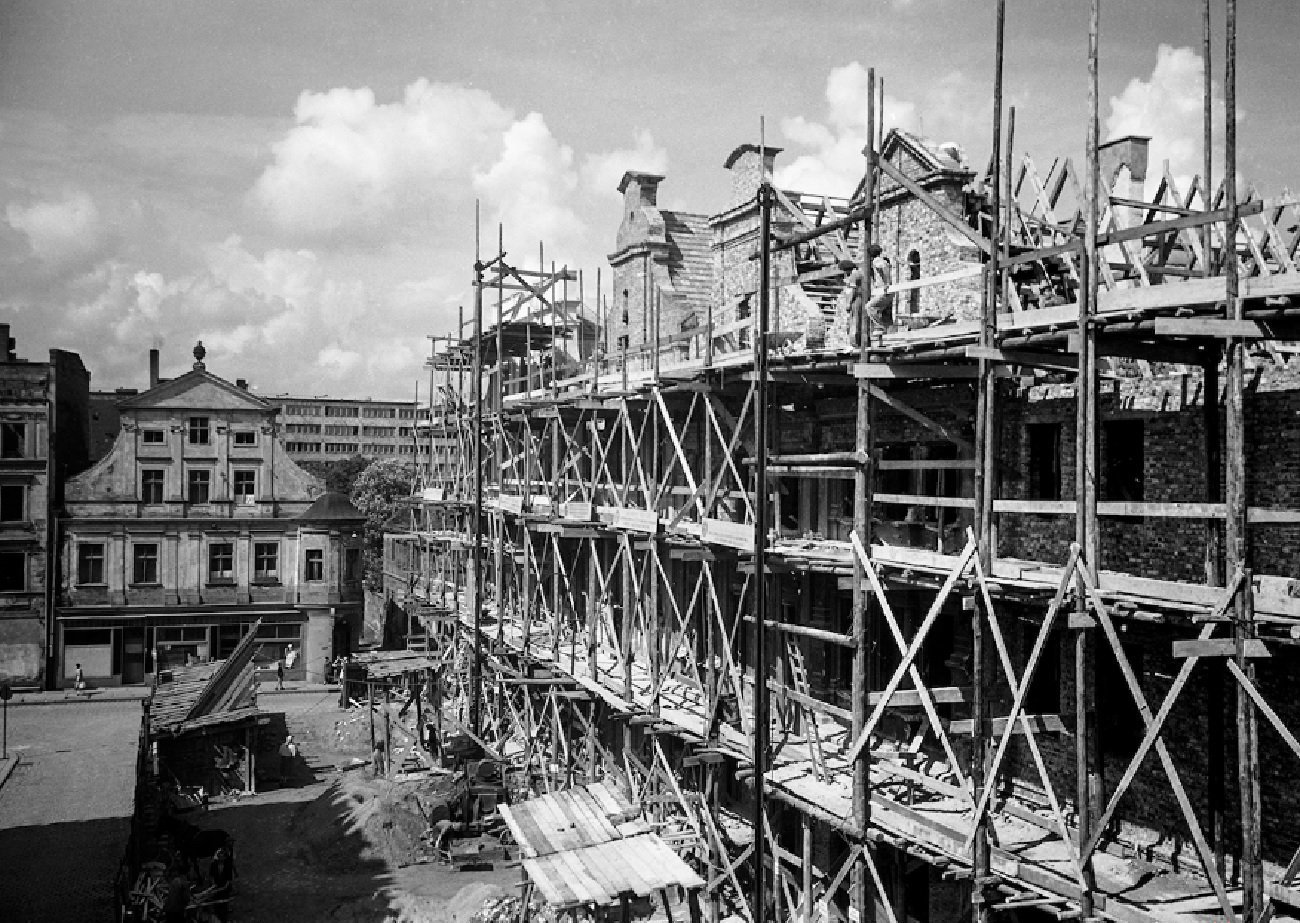
Reconstrução dos edifícios no lado norte da praça principal (1951–1953)

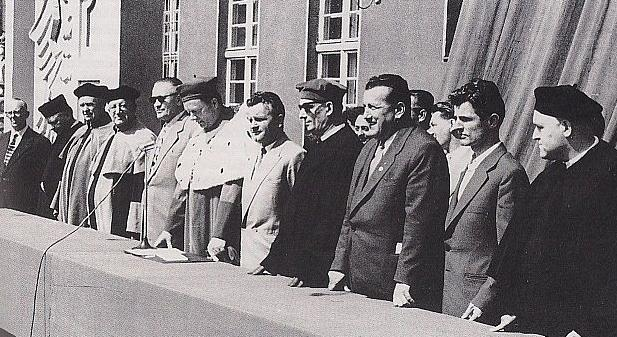
Festival da colheita em Opole em maio de 1961. Autoridades estaduais, partidários e universitários em frente à prefeitura

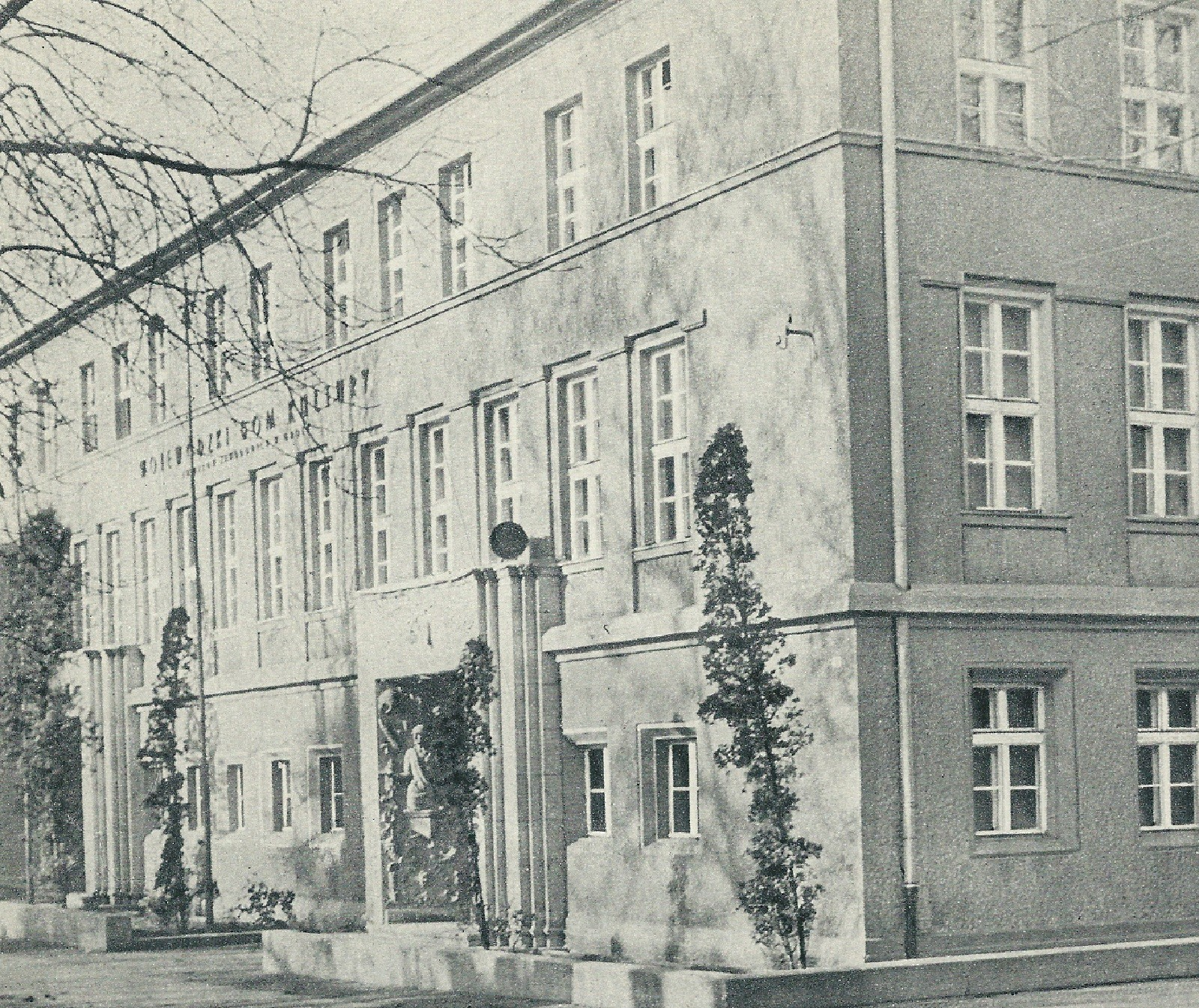
Casa Provincial da Cultura (1950–1955)

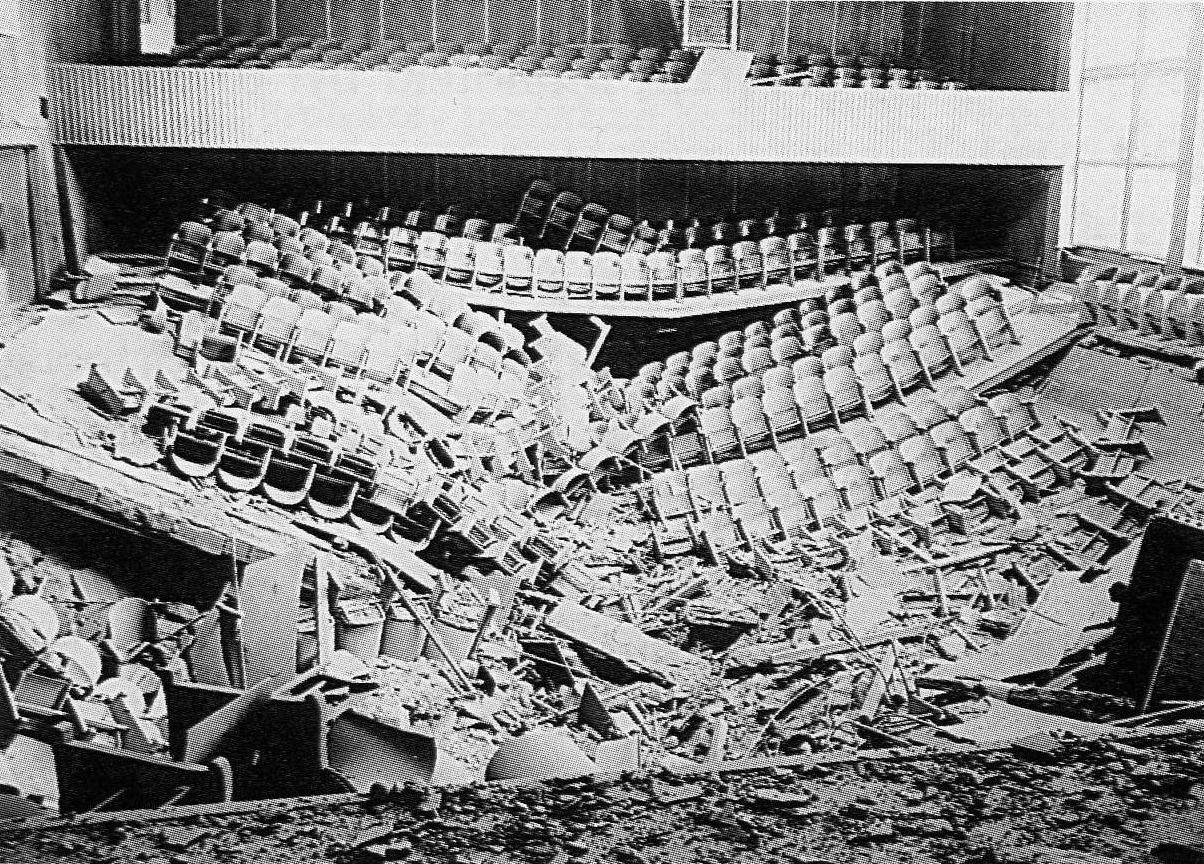
Os efeitos da explosão no auditório da Faculdade de Pedagogia em 6 de outubro de 1971

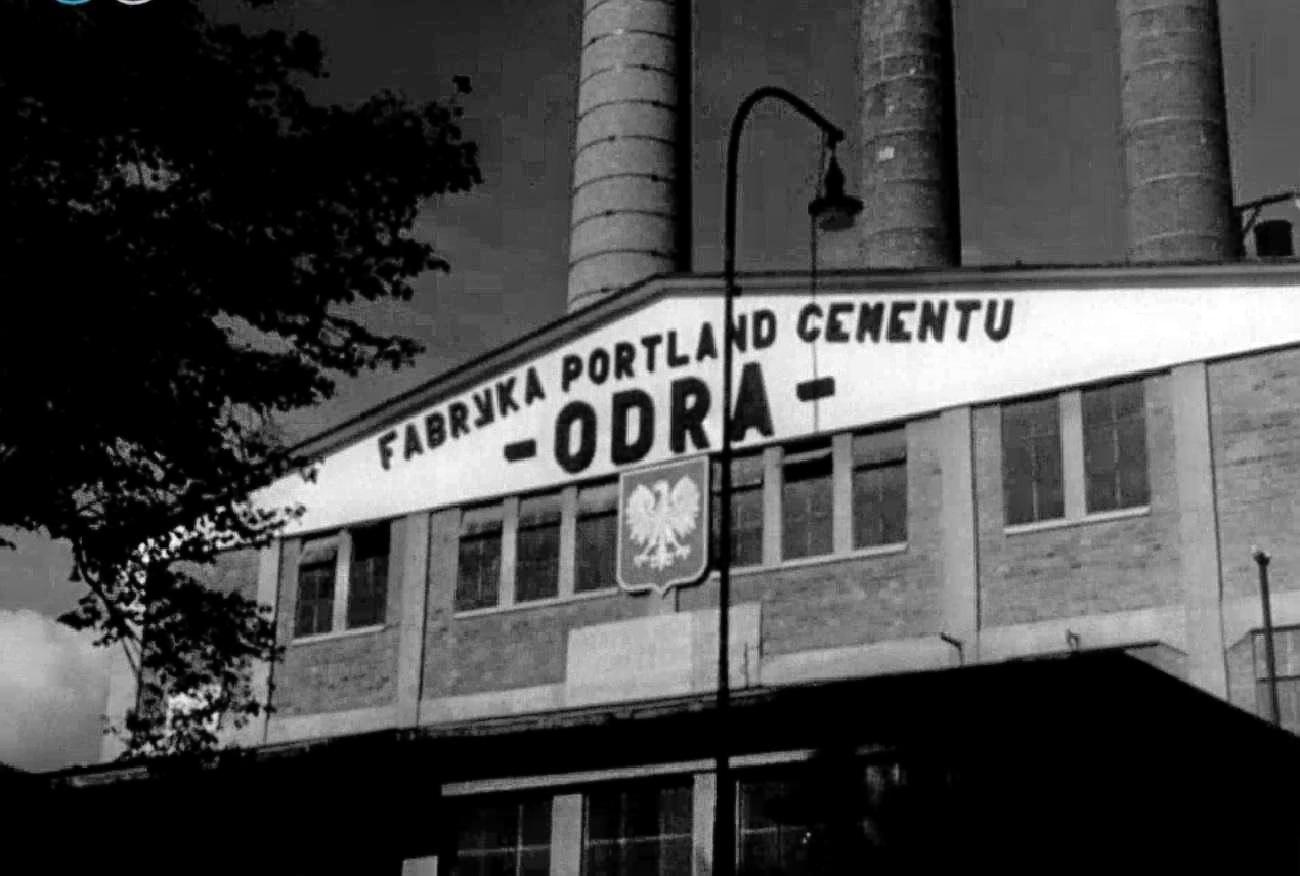
Fábrica de cimento "Odra" (1951)

O Comando de Guerra Soviético entregou o poder à administração polonesa. Os primeiros transportes de deslocados poloneses forçados de além do rio Bug chegaram em Opole. O Ginásio e a Escola Secundária Nicolau Copérnico começaram a funcionar. Opole mais uma vez mudou sua nacionalidade com a Silésia Ocidental. Depois de 610 anos como parte do Sacro Império Romano-Germânico e pós-sessão, ela foi mais uma vez incorporada à Polônia.
Em 6 de abril de 1945, o Ministério da Segurança Pública criou os Campos Centrais de Trabalho. Os campos n.º 146, 147 e 148, fundados em Opole, tinham o estatuto de campos de transição, depois foram transformados em campos de trabalhos forçados. Silesianos e alemães, bem como ex-membros da SS, foram mantidos lá. O acampamento também incluiu soldados do Exército de Anders que retornaram à Polônia, e que se juntaram a ele após a deserção da Wehrmacht, à qual haviam sido incorporados anteriormente como parte da Volksliste.
Em 8 de abril de 1946, um comício do Partido do Povo Polonês aconteceu com a participação de Stanisław Mikołajczyk. A assembleia foi dispersada pelo Gabinete de Segurança. Em 15 de setembro de 1946, o Festival da Colheita da Silésia aconteceu em Opole com a participação do presidente Bolesław Bierut, do vice-primeiro-ministro e ministro dos Territórios Recuperados, Władysław Gomułka, e do voivoda da voivodia da Silésia, Aleksander Zawadzki. Cerca de 300 mil delegados vieram de todo o país. No outono de 1946, foi fundado o Clube dos Estudantes da Universidade de Opole em Poznań — naquela época, a única associação de estudantes de Opole estudando em universidades polonesas, as autoridades proibiram a criação de filiais desta organização em Breslávia, Cracóvia e outras cidades.
Em 1947, a Biblioteca Pública Municipal foi inaugurada e o Comitê de Pesquisa Pré-histórica foi fundado (em maio de 1955 transformado na Sociedade Opole de Amigos das Ciências). Em 9 de maio de 1948, foi inaugurado o Ginásio e Liceu da Repolonização. Em 1949, foi reformado o prédio do teatro da rua 24 de março (agora rua Wolfgang Amadeusz Mozart). Um teatro de fantoches foi instalado próximo ao grande palco do Teatro Estatal da Região de Opole. A reconstrução do antigo Hospital Santo Adalberto na Praça do Exército Vermelho (agora Praça Nicolau Copérnico) também começou. Nos anos de 1949 a 1965, o 15.º Regimento do Corpo de Segurança Interna da Região de Opole estava estacionado em Opole e Prudnik.  Em 1950, Opole tornou-se a sede da recém-criada voivodia de Opole. Em 22 de julho de 1951, foi inaugurada a fábrica de cimento “Odra”. Em 1952 foi fundada a Orquestra Sinfônica de Opole (em setembro de 1972 foi rebatizada de Filarmônica Józef Elsner em Opole) e o Conjunto de Canções e Danças “Opole”. Em 1 de janeiro, foi publicada a primeira edição do “Trybuna Opolska” — então um órgão do Partido Operário Unificado Polonês (PZPR). Em 18 de junho, uma filial da Rádio Polonesa foi aberta em Opole. No dia 22 de julho foi inaugurada a Casa Provincial da Cultura. Em 26 de julho de 1953, Stanisław Wasylewski, escritor e editor — autor da obra Na Śląsku Opolskim, morreu em Opole.
Em 1 de outubro de 1954, o início do ano letivo ocorreu na Escola Superior Pedagógica transferida de Breslávia para Opole. Em 16 de agosto de 1955, foi fundada a filial de Opole da Associação de Escritores Poloneses, dirigida por Rafał Urban, de Głogówek. Em 1956, a Estação de Radiodifusão Polonesa foi inaugurada em Opole. Em 1960, foi organizada a 1ª Primavera Opole - o Festival Artístico dos Territórios do Oeste e do Norte. Em 1961, a Colônia Gosławicka foi incorporada às fronteiras de Opole. Em 26 de maio do mesmo ano, o primeiro trem elétrico chegou a Opole.
Em 1963, o 1º Festival Nacional da Canção Polonesa foi organizado em Opole. Em 2 de maio, foi inaugurada a piscina coberta. Em 1964, iniciou a sua atividade o Museu do Martírio dos Prisioneiros de Guerra de Łambinowice, com sede em Opole. Em março de 1968, estudantes da Universidade de Ciências Sociais e Humanas de Opole organizaram uma campanha de panfletos na cidade e uma greve de um dia em protesto contra a repressão que afetou a comunidade acadêmica em Cracóvia e Varsóvia. Em retaliação, uma comissão criada pelas autoridades do partido removeu várias dezenas de estudantes e funcionários da universidade de Opole. Eugeniusz Konik, decano da Faculdade de Filologia e História da Escola Superior de Educação, o professor associado Władysław Dziewulski, ex-decano da Faculdade de Filologia e História, e o professor Jan Biernat, decano da Faculdade de Matemática, Física e Química, foram afastados do ensino. e o professor Maurycy Horn foi destituído de seu cargo de reitor. Em 20 de julho, durante uma sessão cerimonial dos conselhos nacionais provinciais e municipais, foi inaugurado o novo salão de esportes e entretenimento — “Okrąglak”. Em 1970 foi publicada a primeira edição da revista mensal cultural “Opole”, o editor da revista era Edward Pochroń. Em 23 de setembro, o Opole Village Museum foi inaugurado em Opole-Bierkowice. Em 14 de novembro, a Sociedade Cultural e Educacional de Opole foi fundada.
Na noite de 5 para 6 de outubro de 1971, os irmãos Kowalczyk plantaram uma carga explosiva no auditório da Universidade de Pedagogia de Opole. O auditório e os depósitos da biblioteca foram destruídos. Em janeiro de 1975, foi inaugurado o Teatro Jan Kochanowski. De 10 a 20 de maio foram realizados os Primeiros Confrontos do Teatro de Opole — Clássicos Poloneses. Em 27 de maio de 1976, numa reunião de representantes da cooperativa habitacional de Opole “Przyszłość”, foi aprovada uma resolução nomeando o imóvel habitacional Związku Walki Młodych. Começou a construção do maior conjunto habitacional de Opole. Em 23 de setembro, o  bispo Franciszek Jop de Opole faleceu — Alfons Nossol tornou-se o novo bispo.
Em 1980, ocorreram greves de alerta entre os trabalhadores de Opole, na indústria têxtil ZPB “Frotex” em Prudnik, no Departamento de Veículos Comerciais em Nysa, na usina a carvão de Opole e na coqueria em Zdzieszowice. Em 29 de setembro, o 1º secretário do Partido Operário Unificado Polonês, Józef Masny, se reuniu com ativistas do Sindicato Autônomo “Solidariedade”. Em junho de 1981, foi fundada a Sociedade de Jazz de Opole, liderada por Tadeusz Pabisiak. Em 15 de junho, no anfiteatro de Opole, Lech Wałęsa, o presidente do Sindicato “Solidariedade”, se reuniu com os habitantes da região de Opole. Em novembro e dezembro, uma greve de estudantes associados ao NZS e funcionários de ativistas do Solidariedade estourou nas universidades de Pedagogia e Politécnica em Opole. A greve nos dormitórios, que durou mais de 20 dias, foi o mais longo protesto desse tipo realizado em 1981 na região de Opole.

### Terceira República

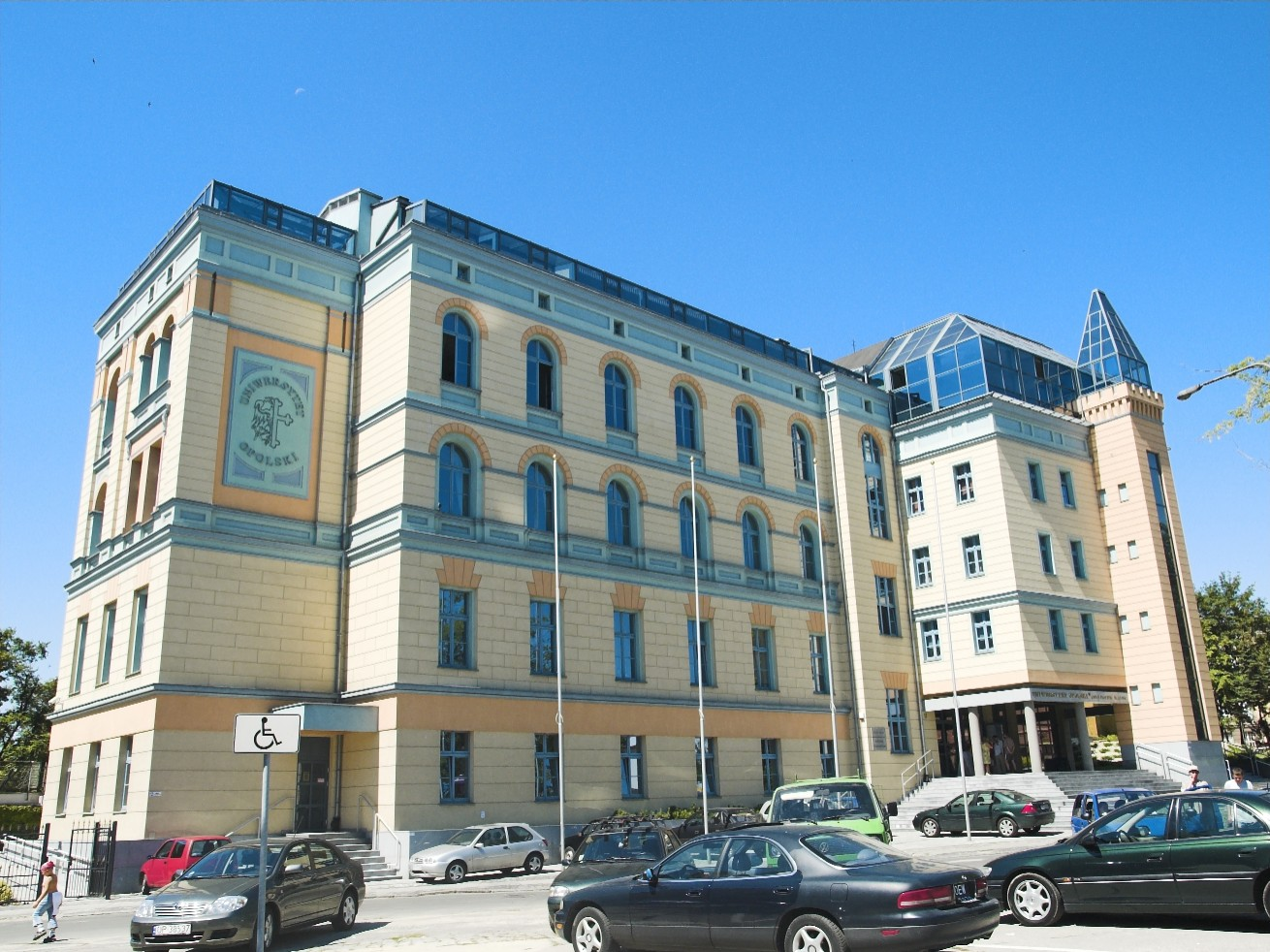
Universidade de Opole

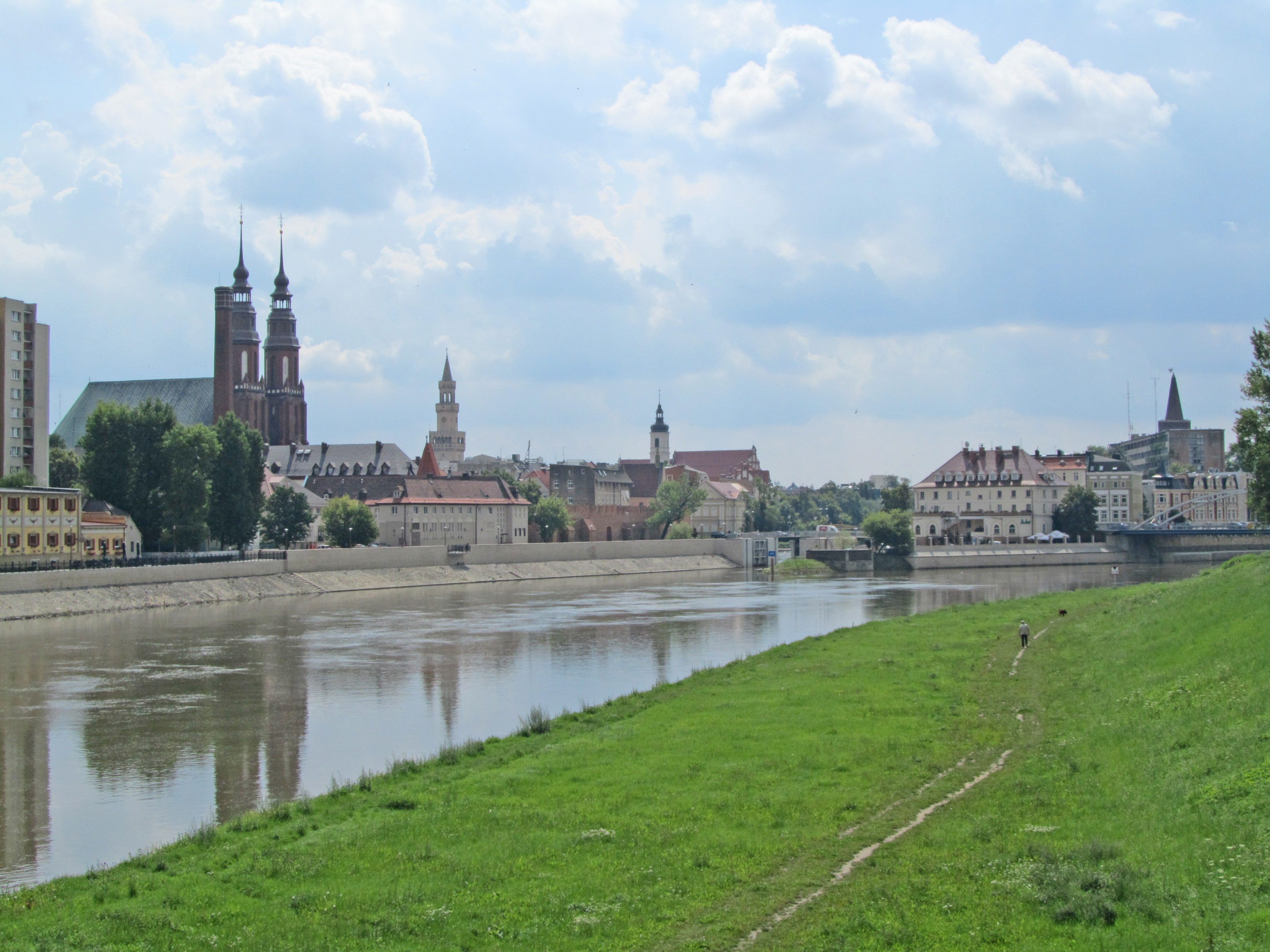
Panorama

Em 1990, o primeiro número da Gazeta Opolska foi publicado, com Edward Pochroń como seu editor-chefe. Em 1992, o vice-consulado da República Federal da Alemanha foi inaugurado em Opole. Em 1994, a Universidade de Opole foi criada como resultado da fusão da antiga Universidade Pedagógica Insurgentes da Silésia e o Instituto Teológico — Filial da Universidade Católica de Lublin em Nysa. Em 6 de maio de 1997 foi inaugurado no prédio da rua Juliusz Słowacki, um Centro de Reabilitação para Crianças com Paralisia Cerebral. Em 10 de julho, Opole e muitas cidades e vilas da região de Opole sofreram uma inundação catastrófica com consequências trágicas. Em 1 de agosto, o Centro Médico Provincial começou a operar nas novas instalações da avenida Wincentego Witosa. Uma porta de 4,5 toneladas, fundida em bronze por um artista de Opole, Adolf Panitz, foi instalada na Catedral da Exaltação da Santa Cruz em Opole.
Em 11 de janeiro de 1998, a fim de defender a preservação da voivodia de Opole no mapa administrativo da Polônia, o Comitê Cívico para a Defesa da Região de Opole (OKOOP) foi fundado por iniciativa das elites autônomas locais. Em 11 de março, vários milhares de habitantes de Opole protestaram no monumento aos Lutadores pelo polonês da Opole silesiana contra os planos do governo de liquidar a voivodia de Opole e incorporá-la à voivodia da Silésia. No dia 16 de maio, teve lugar a cerimônia de entrega da bandeira de honra da Opole, atribuída pelo Conselho da Europa pela sua contribuição para as atividades em prol da integração europeia. Em 18 de julho, o Sejm aprovou uma resolução sobre a nova divisão administrativa da Polônia em 16 voivodias, incluindo Opole, que foi ampliada pela anexação do condado de Oleski.
Em 17 de fevereiro de 1999, um dos mais modernos laboratórios de testes genéticos do país foi inaugurado no laboratório forense da Delegacia Provincial de Opole. Na feira “Investcity '99” em Poznań, Opole ganhou os principais prêmios em duas (e a única) competições de feiras: a participação mais bem preparada na feira e o estande mais bem organizado. Os conselheiros da voivodia da Sejmik escolheram o brasão do último príncipe Piasta, Jan II, o Bom, para o brasão da voivodia de Opole.
Em 2000, Opole foi distinguida com a Placa Honorária do Conselho da Europa, atribuída pelo Parlamento Europeu pela sua atividade no estabelecimento de contatos internacionais e na promoção da ideia de Europa moderna. Após a renovação da inundação, a histórica “Casa do Gelo” foi inaugurada, ou seja, o edifício da Sociedade de Turismo e Passeios da Polônia (PTTK) na lagoa na rua Norbert Barlicki. No ranking das cidades com maior potencial de desenvolvimento elaborado pelo Centro de Pesquisa Regional de Varsóvia, Opole foi colocada na vanguarda das cidades, atrás de Sopot, Poznań e Cracóvia.
Em 2004, o Papa João Paulo II recebeu um doutorado honorário da Universidade de Opole, no Vaticano. Em 2007, uma subzona da Zona Econômica Especial Wałbrzych foi fundada na cidade. Em junho, Opole ocupava a 9.ª posição na categoria das cidades mais atraentes para os negócios e a 3.ª entre as cidades mais atraentes para o capital estrangeiro no ranking da Forbes. Opole conquistou o primeiro lugar em termos de obtenção de fundos europeus per capita no ranking das autarquias publicadas em 13 de julho pela Rzeczpospolita.
Em 2016, houve um conflito sobre a extensão das fronteiras administrativas de Opole. Em última análise, em 2017, 12 aldeias ou suas partes dos municípios de: Dąbrowa, Dobrzeń Wielki, Komprachcice e Prószków foram incorporadas às fronteiras administrativas da cidade.

## Monumentos históricos

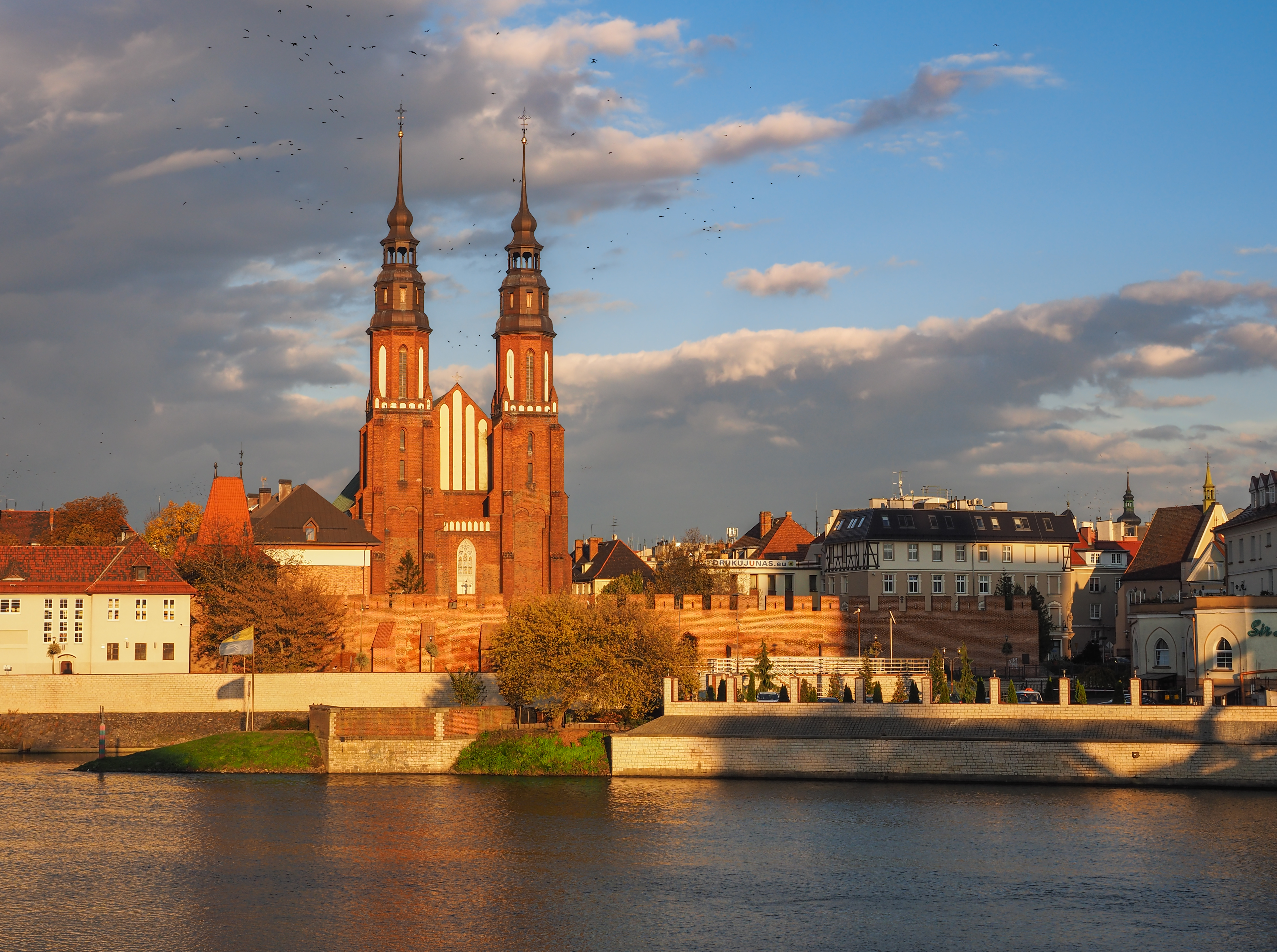
Catedral Basílica da Elevação da Santa Cruz

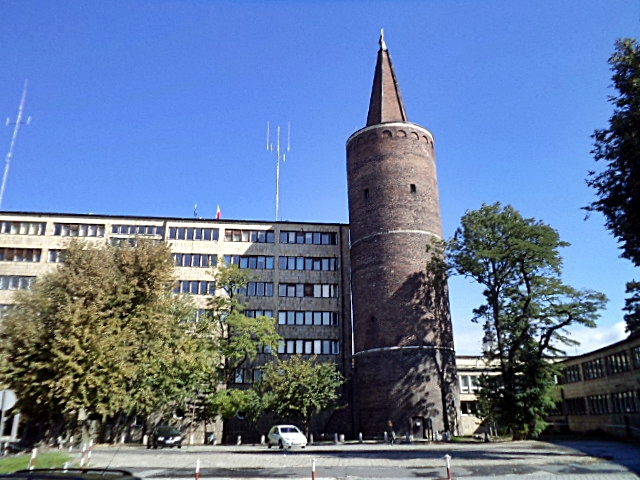
Torre Piasta

- Catedral Basílica da Elevação da Santa Cruz — uma igreja gótica do século XV, com duas torres de 73 metros de altura de 1899; fica no local onde Bolesław Chrobry ergueu uma igreja de madeira por volta de 1005; nas abóbadas estão os túmulos dos Piastas da Silésia.
- Igreja da Santíssima Trindade — uma igreja de salão de 1309, reconstruída nos séculos XVIII e XX, com um interior barroco; nas abóbadas estão os túmulos dos Piastas da Silésia.
- Igreja de Nossa Senhora das Dores e Santo Adalberto — a igreja mais antiga de Opole (datada do século X), segundo a lenda construída no local dos fervorosos sermões de Santo Adalberto; em 1739, foi reconstruída em estilo barroco e, em 1875, foi acrescentada uma torre; devido à sua localização, é chamada de igreja em uma colina.
- Igreja de São Sebastião — construída em 1696 como uma oferta votiva após a extinção da epidemia de peste em 1680, no local da então pousada onde a primeira vítima da peste faleceu.
- Igreja de Santo Aleixo — construída após 1421 por iniciativa do arcebispo Jan Kropidło, reconstruída em 1691 em estilo barroco.
- Igreja de São Pedro e São Paulo
- Torre Piasta — construída por volta de 1300, o único remanescente do Castelo Piasta demolido na década de 1930; há um terraço de observação a uma altura de 42 metros.
- Torre do Castelo Superior — datada do final do século XIV, o único remanescente de um castelo incendiado em 1615; reconstruída em 1844, agora incorporada aos prédios de uma escola próxima.
- Prefeitura — construída em 1864 e reconstruída em 1936 (após o colapso da torre) com base no modelo do Palazzo Vecchio florentino.
- Torre de água neogótica — construída em 1896, no que hoje é a rua Oleska
- Antiga Sinagoga na rua Szpitalna, construída em 1842, atualmente a sede da TVP Opole.
- Edifício do Correio Polonês
- Prédio do Escritório Provincial
- Prédio da Estação Ferroviária Central
- Restos das muralhas da cidade

## Atrações turísticas
- Catedral da Santa Cruz
- Igreja da Santíssima Trindade com a capela dos piastas e o mausoléu dos piastas da Silésia
- Praça da Cidade Velha
- Rua Krakowska
- Fonte com a estátua de Ceres de Opole de 1907 na Praça Daszyńskiego
- Praça da Liberdade
- Monumento aos Lutadores pela Liberdade de Opole Silésia de 1970 (por Jan Borowczak)
- Prédios do centro histórico
- Ponte Groszowy (a chamada Ponte Verde)
- Jardim Zoológico − os únicos leões-marinhos-da-califórnia na Polônia e um dos dois únicos jardins poloneses onde os gorilas são exibidos
- Avenida das Estrelas do Festival de Canções Polonesas
- Torre Piasta
- Anfiteatro
- Veneza de Opole
- Igreja paroquial de Nossa Senhora do Perpétuo Socorro em Opole-Nowa Wieś Królewska

Fonte de Ceres
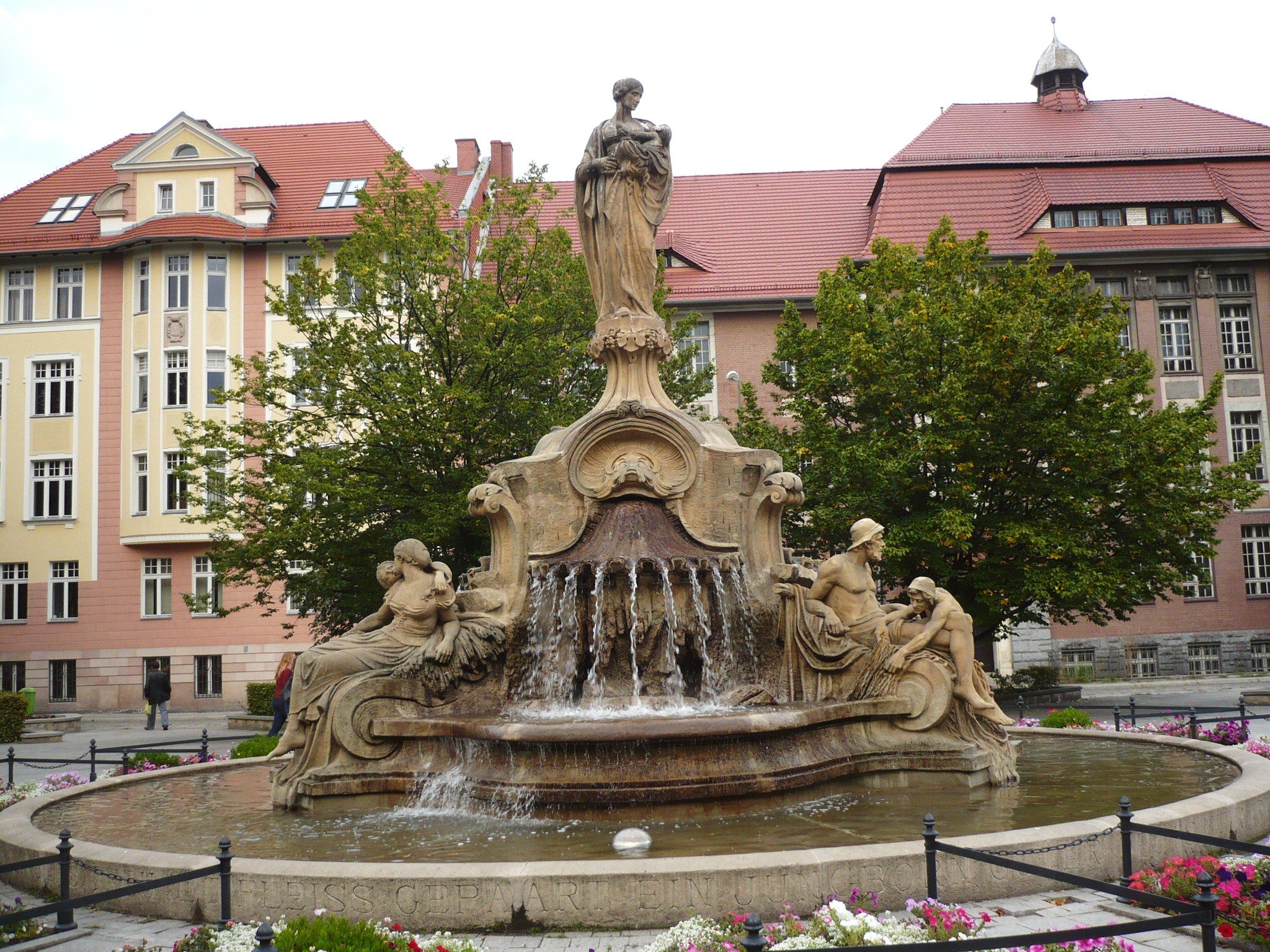
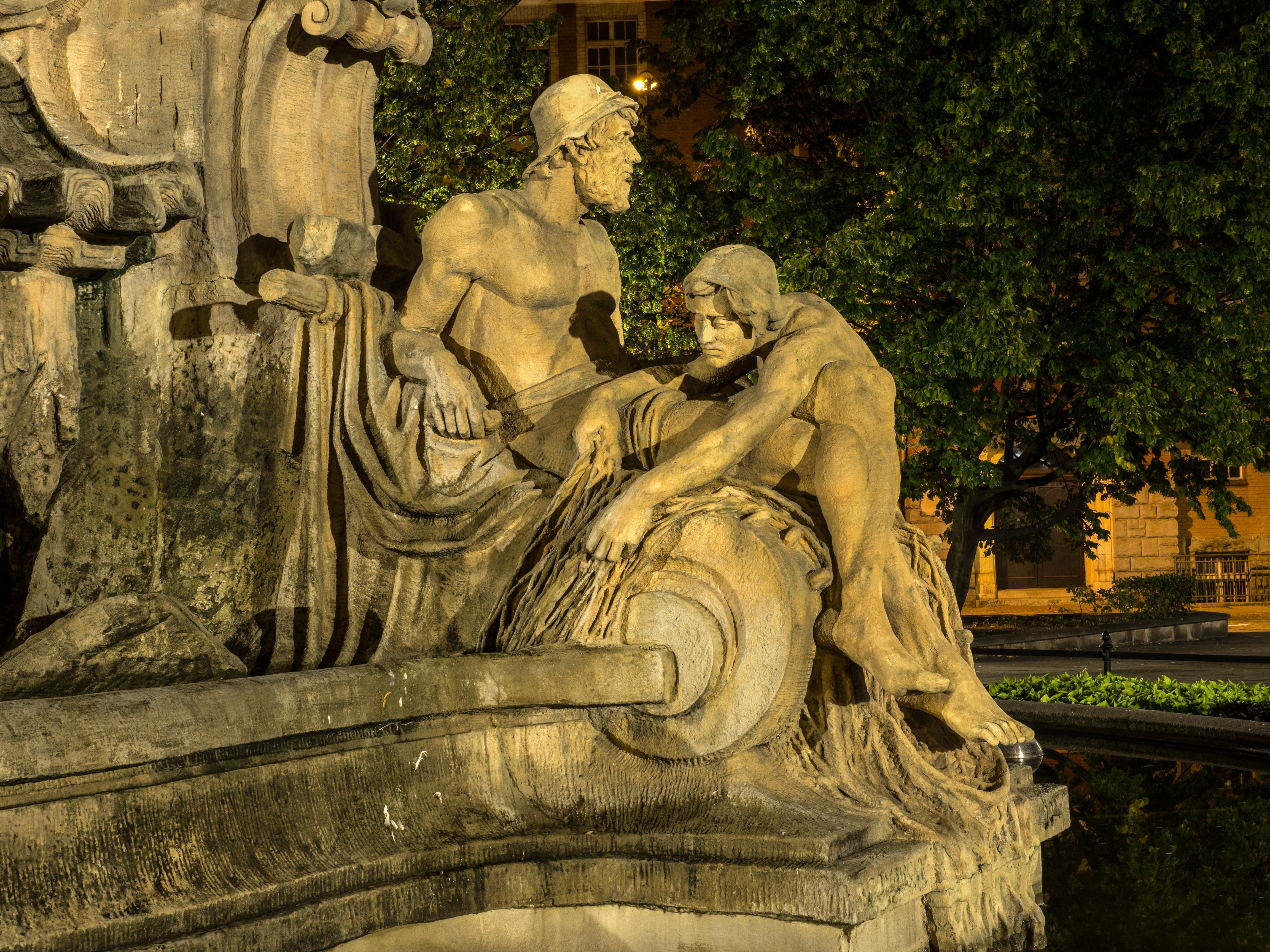
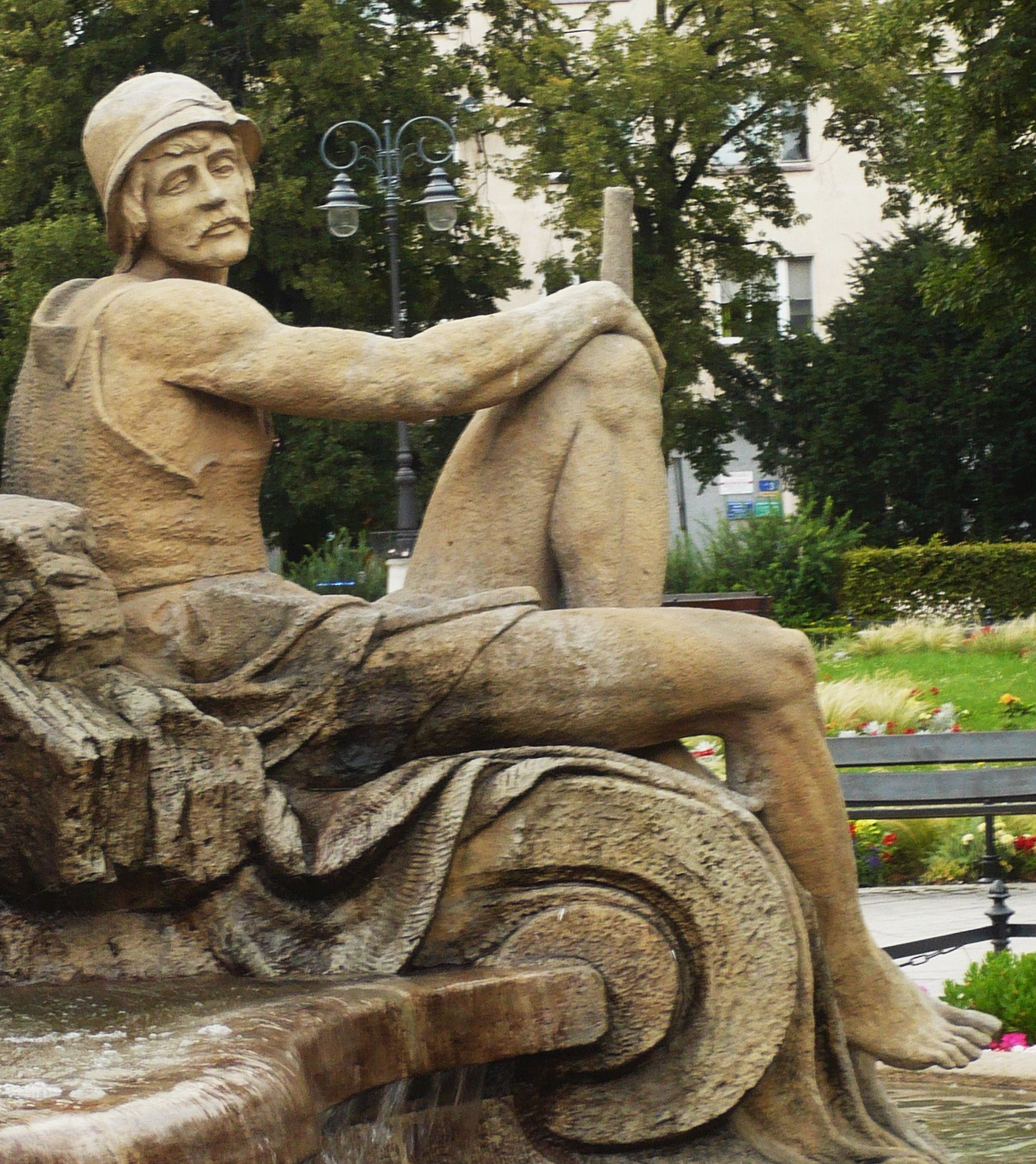

## Demografia
Conforme os dados do Escritório Central de Estatística da Polônia (GUS) de 31 de dezembro de 2024, Opole é uma cidade de tamanho médio com uma população de 125 812 habitantes (1.º lugar na voivodia de Opole e 27.º na Polônia), tem uma área de 149 km² (1.º lugar na voivodia de Opole e 16.º lugar na Polônia) e uma densidade populacional de 844 hab./km² (9.º lugar na voivodia de Opole e 383.º lugar na Polônia). Entre 2002–2024, o número de habitantes diminuiu 2,7%.
Os habitantes de Opole constituem cerca de 13,48% da população da voivodia de Opole.
| Descrição                         | Total      | Total   | Mulheres   | Mulheres | Homens     | Homens  |
| --------------------------------- | ---------- | ------- | ---------- | -------- | ---------- | ------- |
| unidade                           | habitantes | %       | habitantes | %        | habitantes | %       |
| população                         | 125 812    | 100     | 66 978     | 53,2     | 58 834     | 46,8    |
| área                              | 149 km²    | 149 km² | 149 km²    | 149 km²  | 149 km²    | 149 km² |
| densidade populacional (hab./km²) | 844        | 844     | 449        | 449      | 395        | 395     |

### População da cidade
Em termos de população, Opole é a 27.ª cidade da Polônia. Opole é também o segundo condado mais populoso, o condado com a maior densidade populacional e a única cidade com direitos de condado na voivodia de Opole. Em 2016, a taxa de desemprego em Opole era de 4,1% (dados do Escritório Central de Estatística da Polônia). Opole tinha a maior população em 1999 - 130 969 habitantes. Desde então, o número de pessoas registradas em Opole tem diminuído constantemente a cada ano.

Gráfico da população de Opole nos últimos 5 séculos:

## Economia

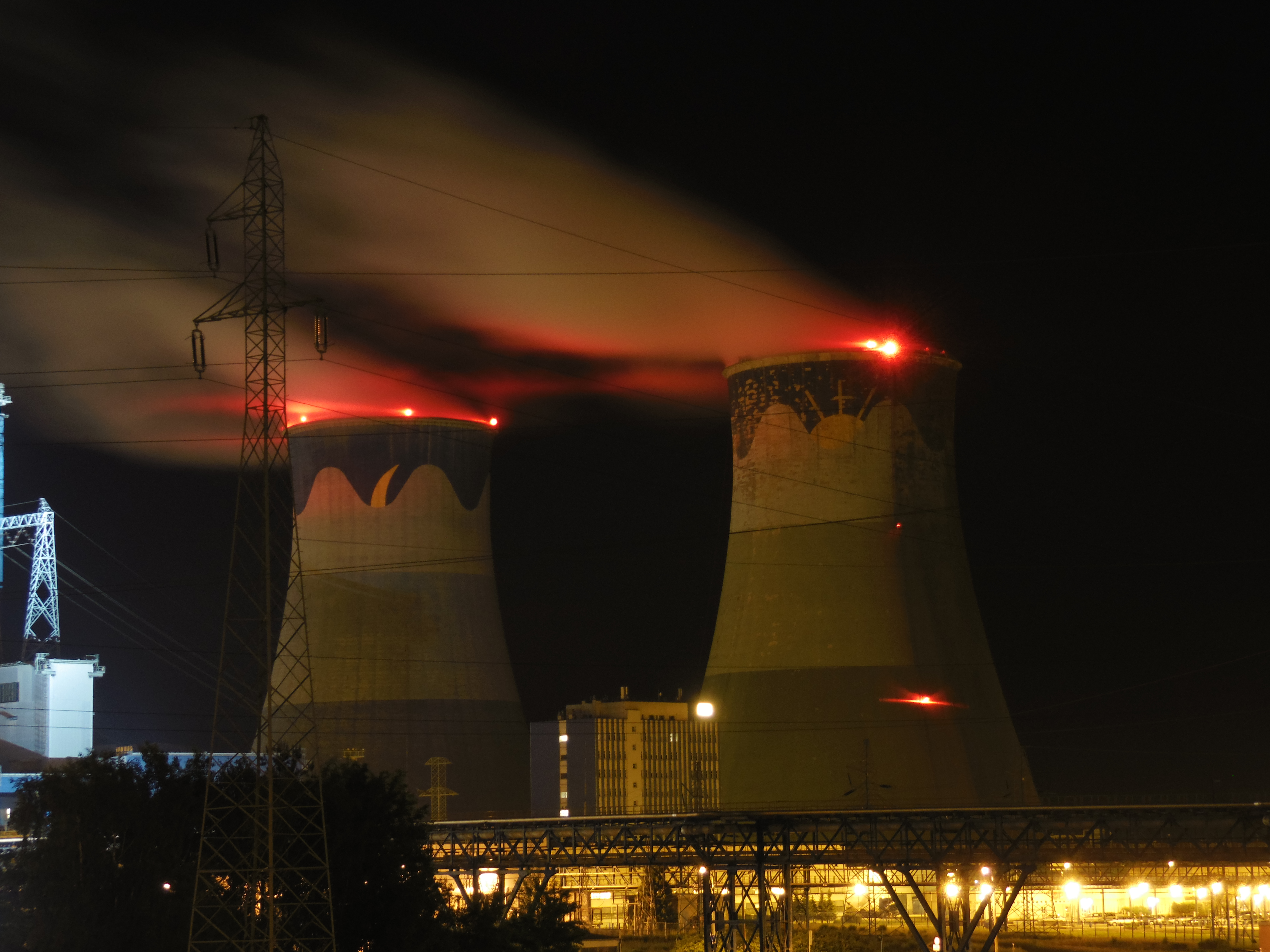
Usina a carvão de Opole

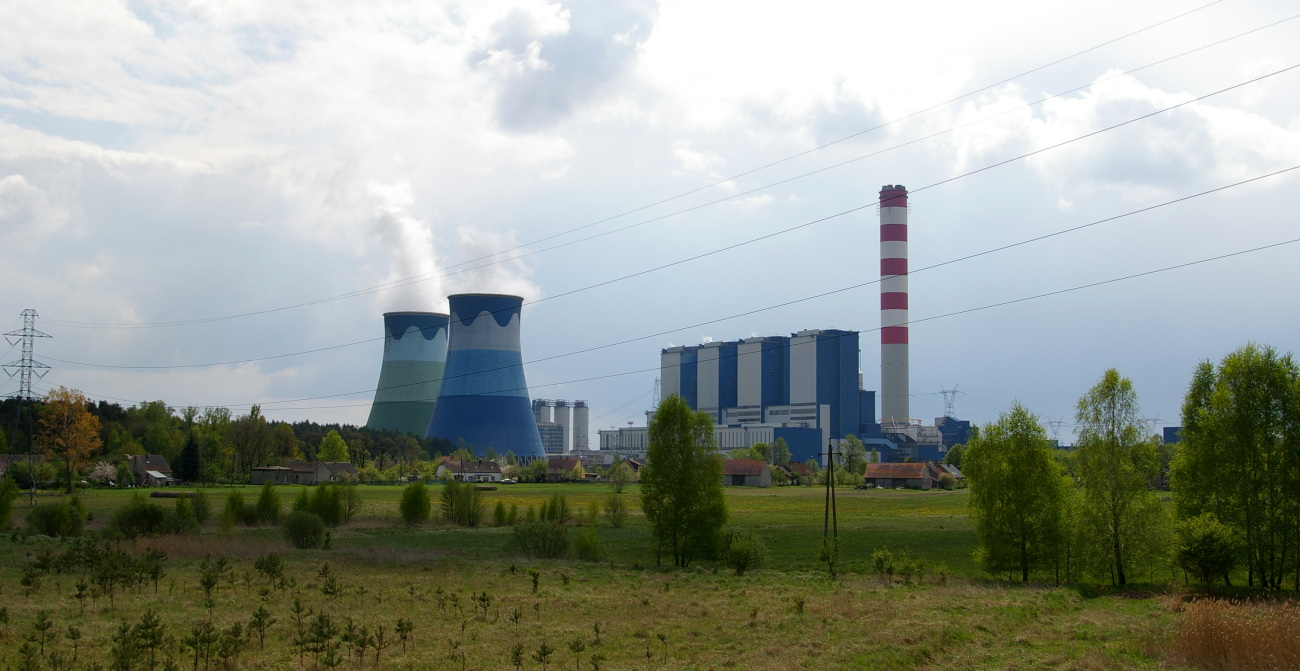
Central Elétrica de Opole em Brzezie

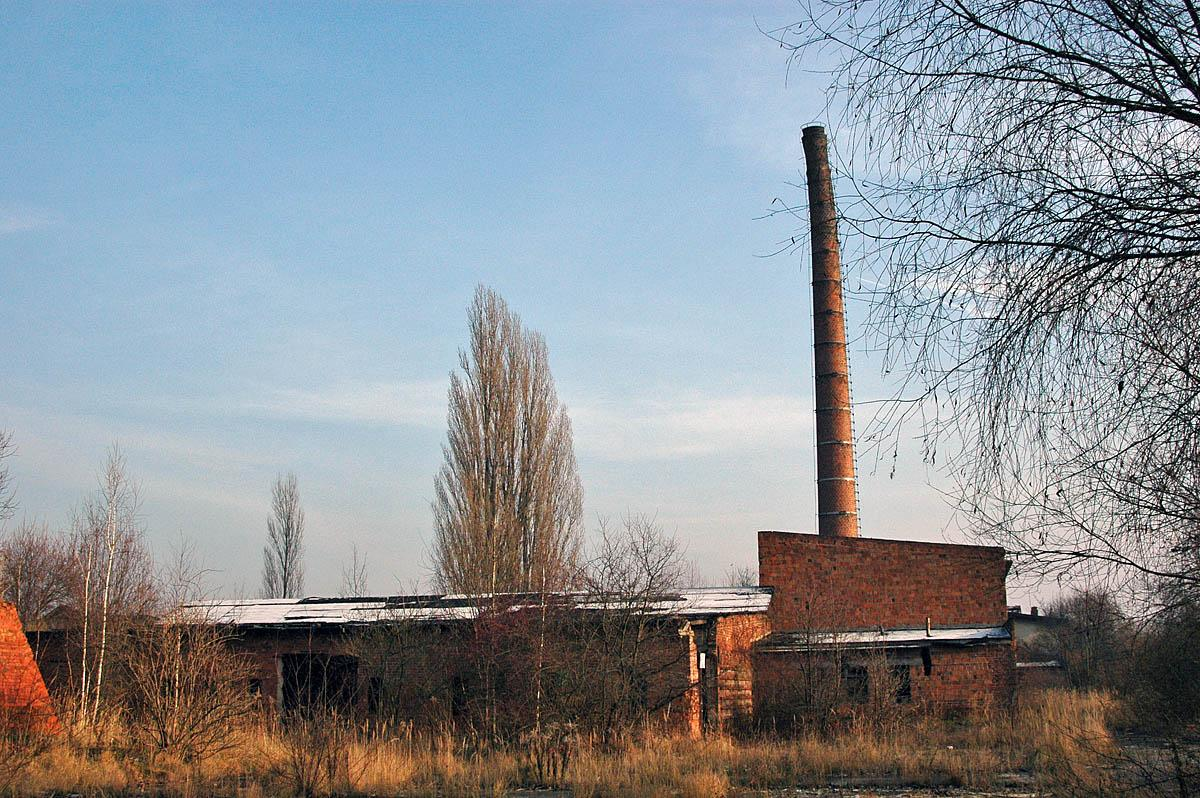
Olaria abandonada na extensão da rua Partyzancka em Opole

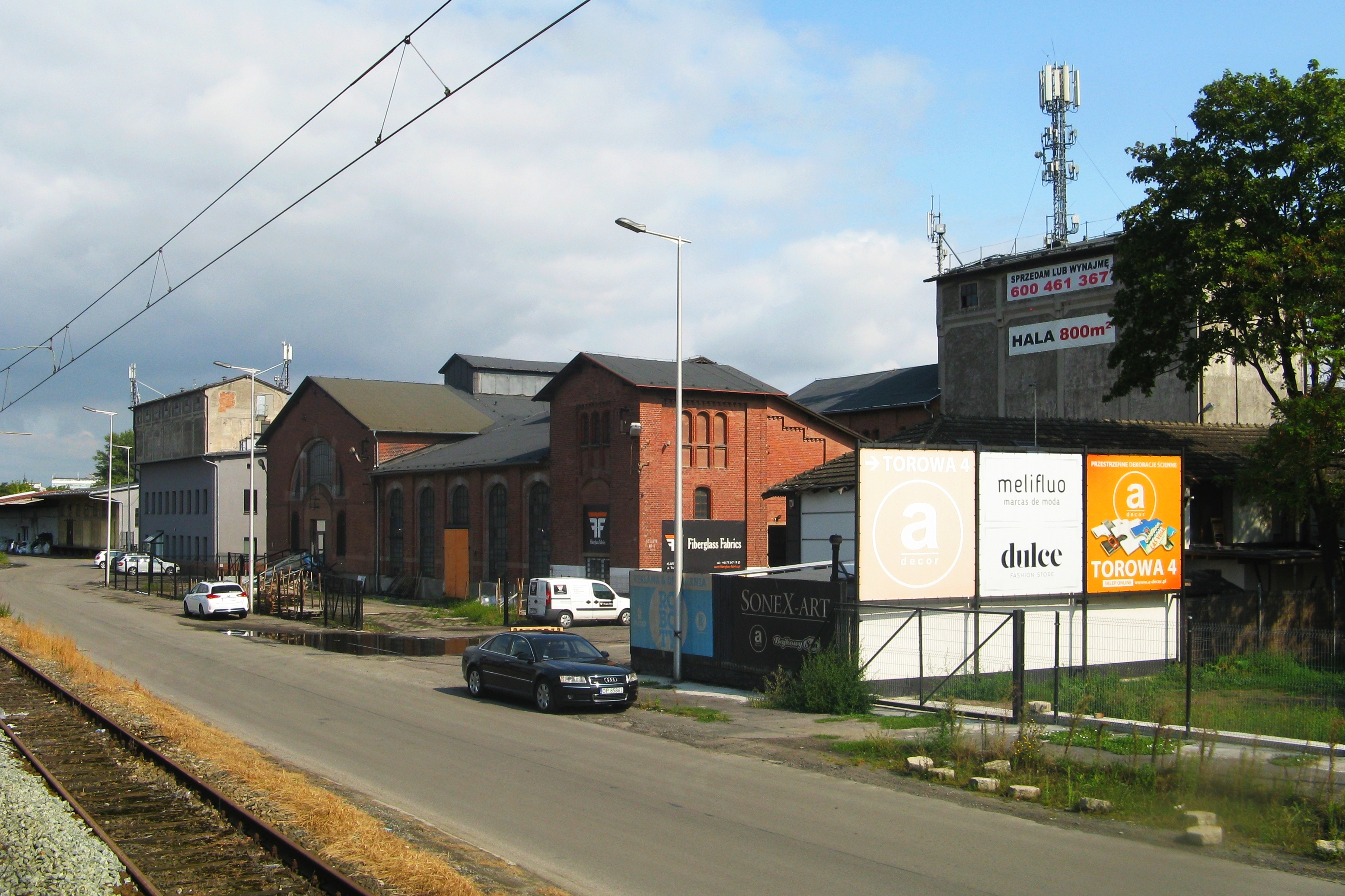
Edifícios da antiga fábrica de cimento Giesel em Opole-Groszowice

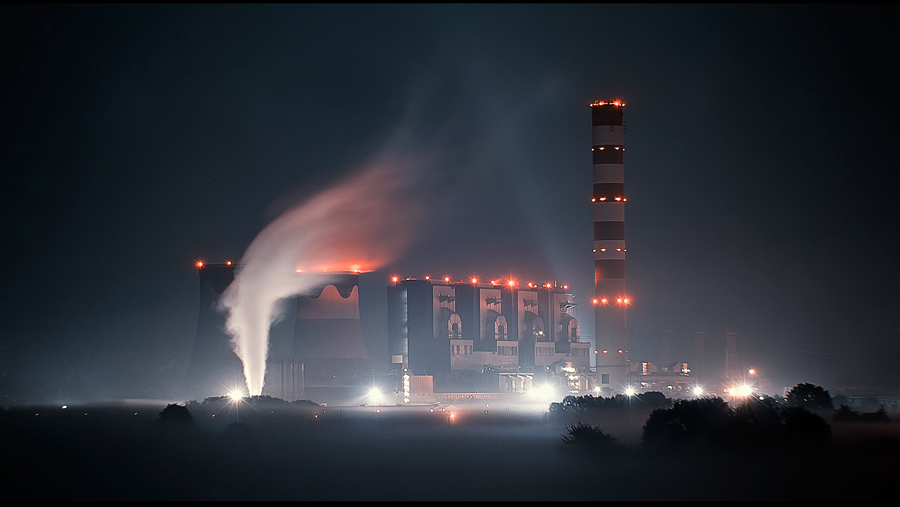
Vista noturna da Central Elétrica de Opole

Em Opole existem fábricas de materiais de construção, alimentos, máquinas e equipamentos, TI e outras indústrias. Opol e registra um grande aumento no investimento direto.
Em 2017, em Opole, estavam inscritas no registo REGON 21 966 entidades da economia nacional, das quais 13 798 eram pessoas físicas com atividade empresarial. No mesmo ano, 1 319 novas entidades foram cadastradas e 1 291 tiveram seu registro cancelado. Ao longo dos anos de 2009–2017, a maioria (1 601) das entidades foi registrada em 2010, e o menor registro (1 267) ocorreu em 2012. No mesmo período, a maioria (1 561) das entidades foram retiradas do registro REGON em 2009, o mínimo (929) das entidades, porém, seu registro foi cancelado em 2010. Conforme os dados do registo REGON, o maior número de entidades com personalidade jurídica em Opole (2 608) são sociedades comerciais de responsabilidade limitada. Analisando o cadastro em termos de número de empregados, pode-se concluir que a maioria (21 050) são microempresas com emprego de 0 a 9 empregados. 0,8% (177) entidades declararam a agricultura, silvicultura, caça e pesca como tipo de atividade, 16,9% (3 716) entidades declararam o seu tipo de atividade como indústria e 82,3% (18 073) entidades no cadastro estão classificadas como outras atividades. Entre as pessoas físicas que dirigem uma empresa em Opole, os tipos de atividade predominante mais frequentemente declarados são comércios por atacado e varejo; reparo de veículos automotores, incluindo motocicletas (22,7%) e atividades profissionais, científicas e técnicas (16,0%).
Em cada mil habitantes em Opole, 438 pessoas trabalham. Isso é muito mais do que o valor para a voivodia de Opole e muito mais do que o valor para a Polônia. 50,2% do total de ocupados são mulheres e 49,8% homens. O desemprego registrado em Opole foi de 4,1% em 2017 (4,7% entre as mulheres e 3,5% entre os homens). Em 2017, a remuneração mensal bruta média em Opole ascendeu a 4 615,56 PLN, correspondendo a 101,90% da remuneração mensal bruta média na Polônia. Entre os habitantes economicamente ativos de Opole, 3 080 pessoas vão trabalhar em outras cidades e 15 772 funcionários vêm trabalhar de fora da comuna - portanto, o saldo de chegadas e partidas para o trabalho é de 12 692,1,0% dos habitantes economicamente ativos de Opole trabalham no setor agrícola (agricultura, silvicultura, caça e pesca), 23,0% na indústria e construção, e 25,2% no setor de serviços (comércio, reparo de veículos, transporte, hospedagem e alimentação, informação e comunicação) e 4,8% no setor financeiro (atividades financeiras e de seguros, serviços do mercado imobiliário).
Nos anos 2012–2018, mais de 860 milhões de PLN foram investidos em Opole como parte de investimentos externos diretos. Esses investimentos geraram quase 4 mil empregos, constituindo 7,35% do número total de pessoas que trabalham em Opole (54 390). A Usina Opole está sendo expandida, onde duas novas unidades de energia estão sendo construídas, no valor de 11,5 bilhões de PLN.

### Empreendimentos

#### Setor de automação industrial
- Ifm Ecolink — fabricante de sensores e sistemas de controle para processos industriais. Desde 2012, a empresa tem um centro de pesquisa e desenvolvimento em Opole.[95]

#### Indústria alimentícia
- Nutricia — produtora de alimentos para bebês e crianças na Polônia, membro do Grupo Danone; produz alimentos para bebês e crianças com o estatuto de alimentos para usos nutricionais específicos. A partir de 1951, como a “Opolska Wytwórnia Kawy Zbożowej”, produzia café em grão, sopas em pó, arroz preparado e, a partir de 1962, suplementos em pó e conservas infantis;[96]
- Zott — indústria de produtos lácteos, que detém cerca de 20% do mercado de iogurte na Polônia;[97]
- Animex — produtora de carnes brancas, que faz parte da empresa internacional Smithfield Foods Inc.;[98]
- Pasta Food Company — em 2011, atua na indústria de alimentos (pratos prontos e pratos de carne) como uma empresa da empresa belga Ter Beke e da empresa francesa Stefano Toselli na subzona Opole da Zona Econômica Especial Wałbrzych;[99]
- Prawdziwe Lody — produtor nacional de sorvetes tradicionais, em 1988 começou a operar criando a primeira sorveteria em Opole sob a marca Sopelek.[100]

#### Indústrias automotivas
- Global Steering Systems — uma empresa global com 40 anos de experiência no projeto e entrega de sistemas de barra de direção; também funciona como uma unidade de pesquisa e implementa projetos da União Europeia;[101]
- International Automotive Components — um fornecedor global de acessórios para interiores para automóveis de passageiros e um fornecedor global de acessórios para interiores de automóveis; sucursal inaugurada em 2017;[102]
- Polaris — fabricante de veículos quadriciclo (ATV), a fábrica foi inaugurada em setembro de 2014;[103]
- Tower Automotive Polska — empresa polonesa que faz parte da empresa americana Tower International, que produz componentes para a produção de automóveis de passageiros.[104]

#### Metal e indústria de máquinas
- Remak S.A. — empresa para a modernização de equipamentos de energia (lista da Bolsa de Valores de Varsóvia);[105]
- Kelvion (anteriormente GEA Technika Cieplna Sp. z o.o.) — parte da konzern internacional GEA AG — especializada na concepção e produção de dispositivos altamente eficientes para troca e recuperação de calor (trocadores de energia térmica);[106]
- APC Presmet Sp. z o.o. — produção de reatores de alta pressão para a indústria química e outros produtos siderúrgicos, em expansão no distrito industrial de Metalchem;[107]
- Famet Sp. z o.o. — produz, entre outras coisas, partes de parques eólicos. Equipamentos únicos no mundo, incluindo: fresa tipo Gantry – PowerTec 8000 AG-S20 (dimensões da máquina: largura 26 m, comprimento 48 m, potência 150 kW, 9 eixos controlados) e um torno de carrossel - PowerTurn 14000 AS (dimensões da máquina: largura 33 m, comprimento 22 m, potência 200 kW, 8 eixos controlados);[108]
- Heerema Fabrication Group — empresa pertencente ao ramo que produz elementos de plataformas petrolíferas para extração de petróleo bruto;[109]
- Kamex — fabricante de cilindros hidráulicos para a indústria de mineração;[110]
- Movie Bird International — líder mundial na produção de fitas de filme e televisão profissionais;[111]
- Explomet — empresa especializada em galvanoplastia.[112]

#### Indústria de materiais de construção

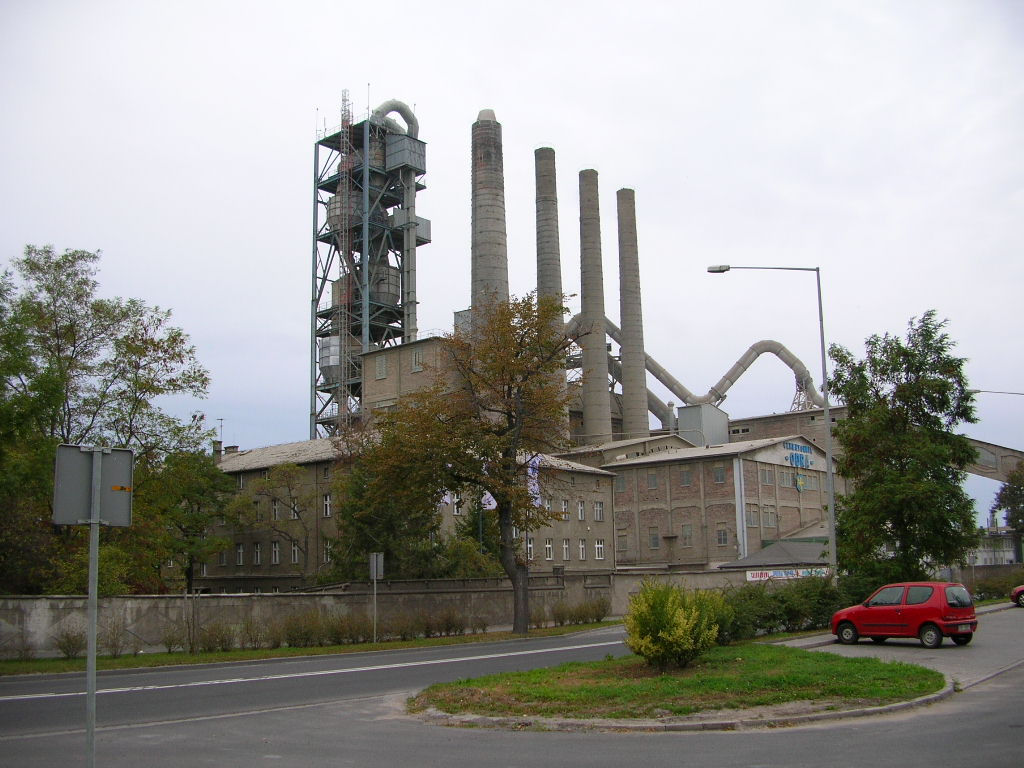
Fábrica de cimento Odra (rua Budowlanych)

A história econômica da Opole foi mais influenciada pela produção de materiais de construção, em particular a produção de cimento. A partir de 1857, a indústria do cimento se desenvolveu em Opole. Ao longo dos anos, existiram 9 fábricas de cimento: Odra — rua Budowlanych, Groszowice, Bolko — Nowa Wieś Królewska, Piast (Cidade de Opole), Grundmann, Pringsheim, Giesel, Wróblin, Silésia — rua Kępska. Nos anos do pós-guerra, as quatro primeiras estavam em operação e agora permanece a fábrica de cimento Odra.
Empresas existentes:
- Monier-Brass Sp. z o.o. — fabricante de materiais para telhados;[113]
- Schiedel Sp. z o.o. — fabricante de sistemas de chaminés;[114]
- Norgips — a empresa oferece sistemas completos de alta qualidade de divisórias, tetos falsos, forros de paredes e tetos, sótãos e contrapisos.[115]

#### Indústria de TI
- Atmoterm — criação de sistemas informáticos integrados de apoio à gestão de informação ambiental;[116]
- Axxiome — desenvolvimento, implantação e manutenção de sistemas de TI para bancos, seguradoras e grandes instituições financeiras. A Axxiome é um dos maiores fornecedores de sistemas SAP Banking e SAP Insurance do mundo;[117]
- Atos Polska — presta serviços a empresas dos setores de telecomunicações, financeiro, energia, industrial e administração pública. A empresa é uma das líderes mundiais de mercado na criação e manutenção de soluções de TI que dão suporte ao atendimento ao cliente e ao autoatendimento;[118]
- Asseco Poland — a maior empresa polonesa de TI listada na Bolsa de Valores de Varsóvia. Cria software tecnologicamente avançado para empresas de setores de importância fundamental para a economia;[119]
- codelabs.rocks — a empresa cria aplicativos web e soluções blockchain para clientes dos setores de energia, educação, mídia social e novas tecnologias. As empresas que usam código escrito nesta companhia de software em Opole incluem corporações como Disney, Intel ou Booking.com;[120]
- Future Procesing — imagiologia médica, vigilância por vídeo inteligente e sistemas de análise de dados, e ferramentas de sistema e aplicações para o setor financeiro;[121]
- Publuu – conversão de arquivos PDF em flipbooks interativos e envolventes para uso como revistas digitais, catálogos, folhetos, e-books e muito mais;[122]
- Stefanini — uma empresa global especializada no suporte a corporações de médio e grande porte em consultoria, implementação de sistema ERP, desenvolvimento e manutenção de aplicativos e serviços especializados relacionados à resposta improvisada às necessidades de recursos humanos em áreas-chave.[123]

#### Centros de serviços de terceirização
- Capgemini — líder mundial em consultoria, tecnologia, terceirização e serviços especializados locais;[124]
- Optadata GmbH – suporte ao mercado médico alemão e serviços relacionados;
- Ista Shared Services Polska — atendendo clientes de língua alemã da Ista;[125]
- PwC — uma organização global líder no fornecimento de serviços de consultoria profissional.[126]

#### Transporte e logística
- Sindbad — o maior operador de ônibus da Polônia;[127]
- Piomar — mais de 120 kits automotivos modernos;[128]
- Kano — mais de 60 kits de carros modernos;[129]
- Bedmet Logistic — transporte de grande porte;[130]
- Busy do Holandii — transporte internacional.[131]

#### Turismo
- Itaka — a maior agência de viagens da Polônia.[132]

#### Instituições ambientais de negócios e ciências

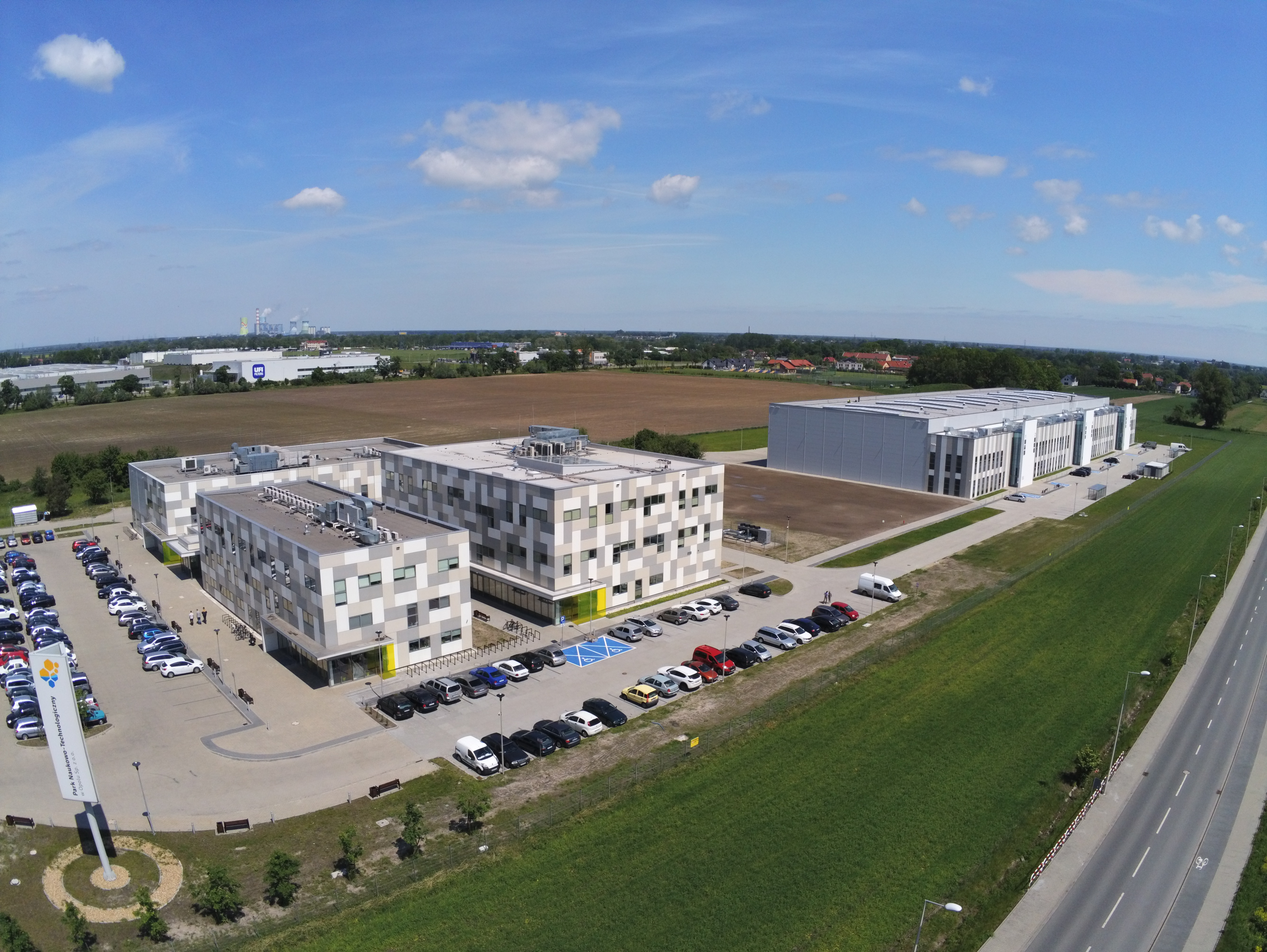
Parque de Ciência e Tecnologia em Opole

- Centro de Exposições e Congressos em Opole — a instalação possui um confortável salão de exposições, salas de conferências, uma área de restaurante, uma área de concertos ao ar livre, soluções multimídia, um sistema de paredes móveis à prova de som que permite qualquer arranjo de espaço, um arranjo moderno da zona do espectador, estacionamento gratuito para 300 carros. O CWK foi inaugurado em janeiro de 2014 e é a primeira e mais moderna instalação desse tipo na região de Opole;[133]
- Parque Científico e Tecnológico de Opole — a instituição é um espaço de cooperação entre ciência e negócios, criando oportunidades de busca e implementação de novas soluções tecnológicas. Ele cria condições favoráveis para o desenvolvimento econômico e científico da cidade de Opole e da região de Opole. É um lugar onde empresas pró-inovadoras ganham acesso a laboratórios de pesquisa especializados, um ambiente de TIC avançado, salas de escritório de alto padrão e qualquer outra infraestrutura e serviços necessários para conduzir seus negócios, incluindo atividades de pesquisa e implementação.

### Comércio

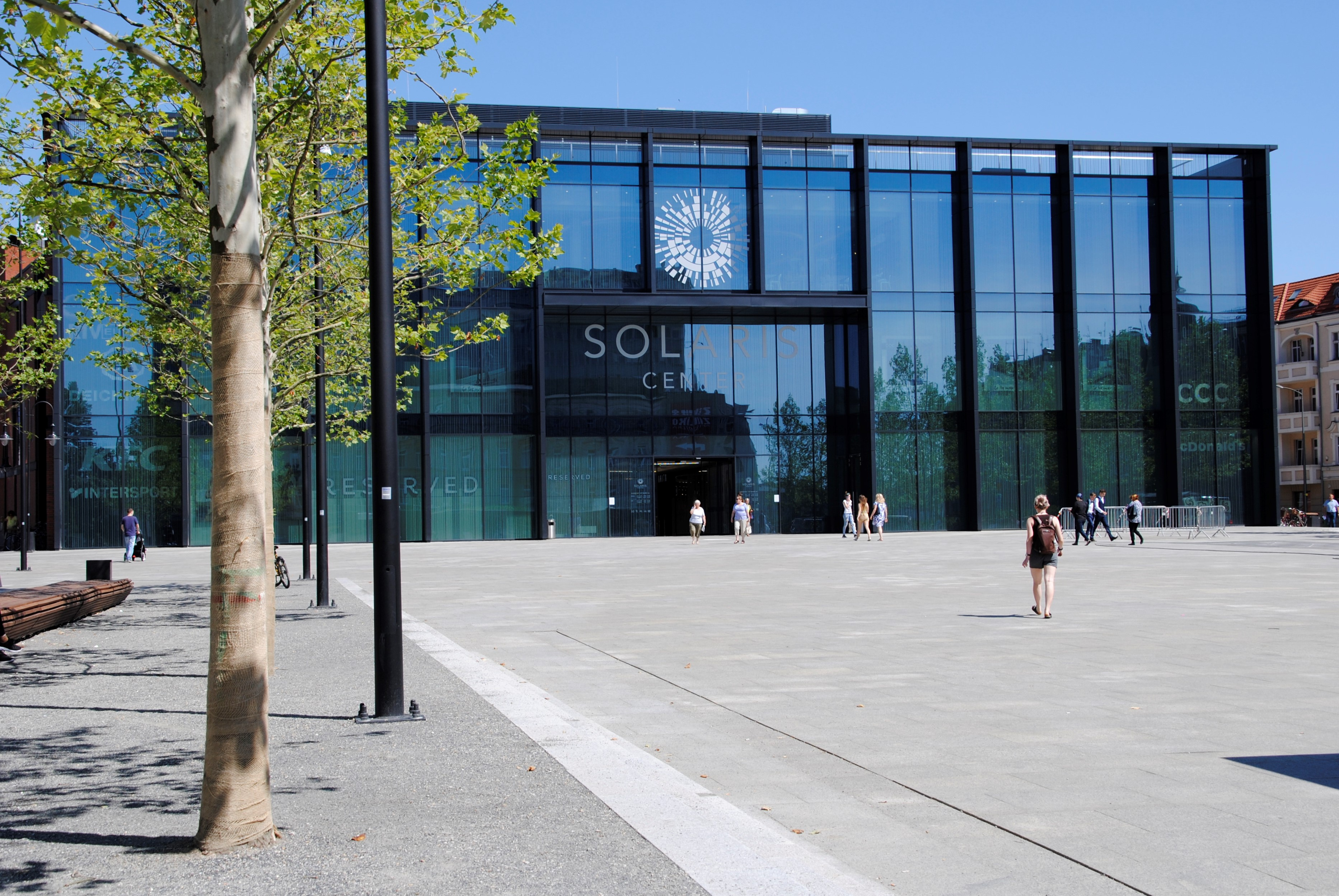
Galeria Solaris

Opole é um centro financeiro, empresarial e comercial. O Business Center Club tem sua sede aqui. Atualmente, existem vários centros comerciais e shoppings em Opole.
Existem:
- Centrum Handlowe Karolinka — o maior shopping center da voivodia de Opole
- Auchan Sosnkowskiego — o primeiro shopping center em Opole (inaugurado como Real)
- Ozimska Park — galeria construída no local da antiga Galeria Ozimska
- Galeria Opolanin
- Galeria Piastowska — o antigo cinema Odra
- Galeria Ziemowit — já foi uma loja de departamentos
- Solaris Center — construído no local da galeria inacabada do Copernicus Center.

Fora dos limites administrativos de Opole, na aldeia de Zawada, na rua Dębowa 1, fica o Shopping Center Turawa Park.

## Transportes

### Estradas e pontes

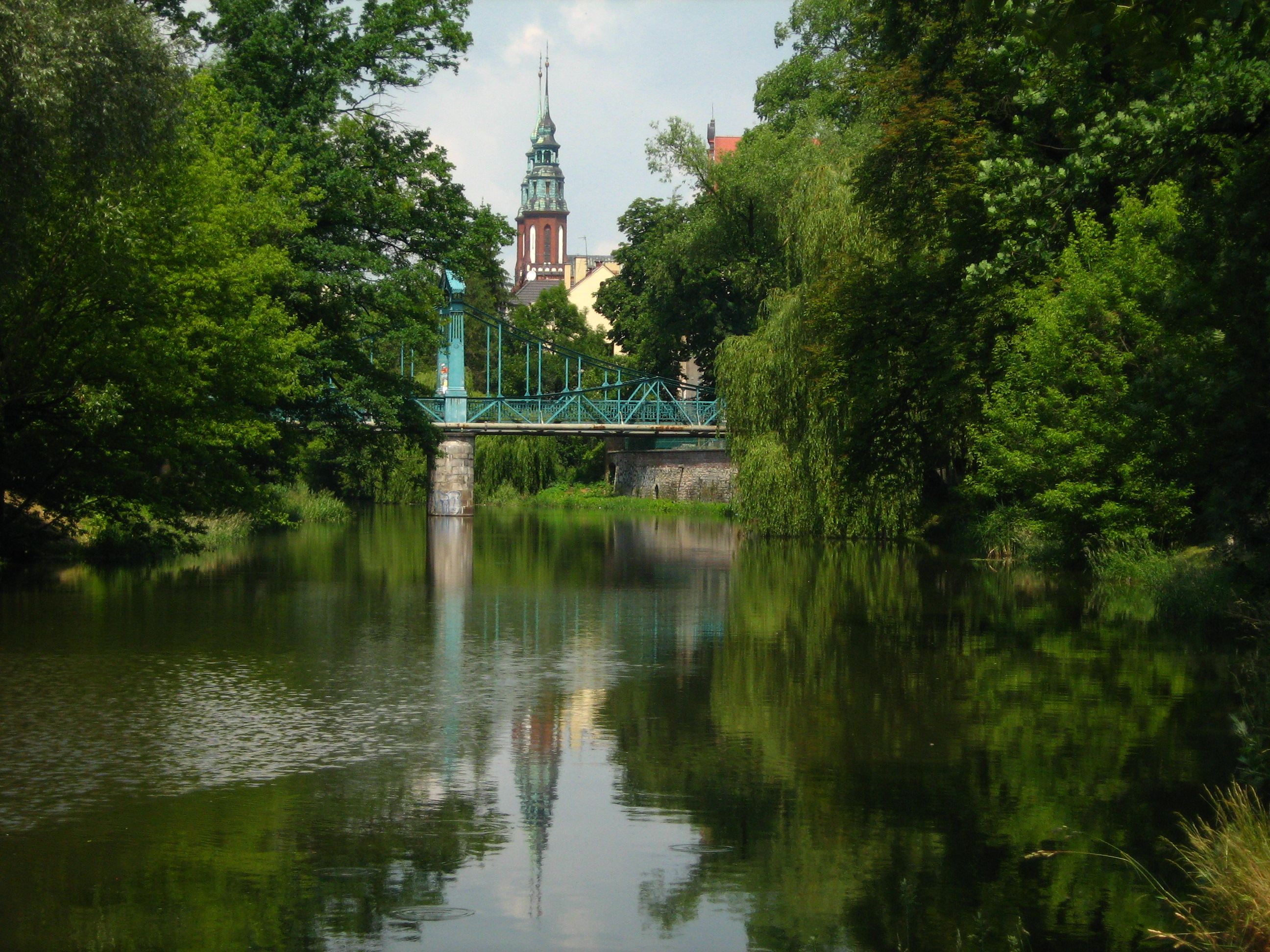
Ponte Groszowy

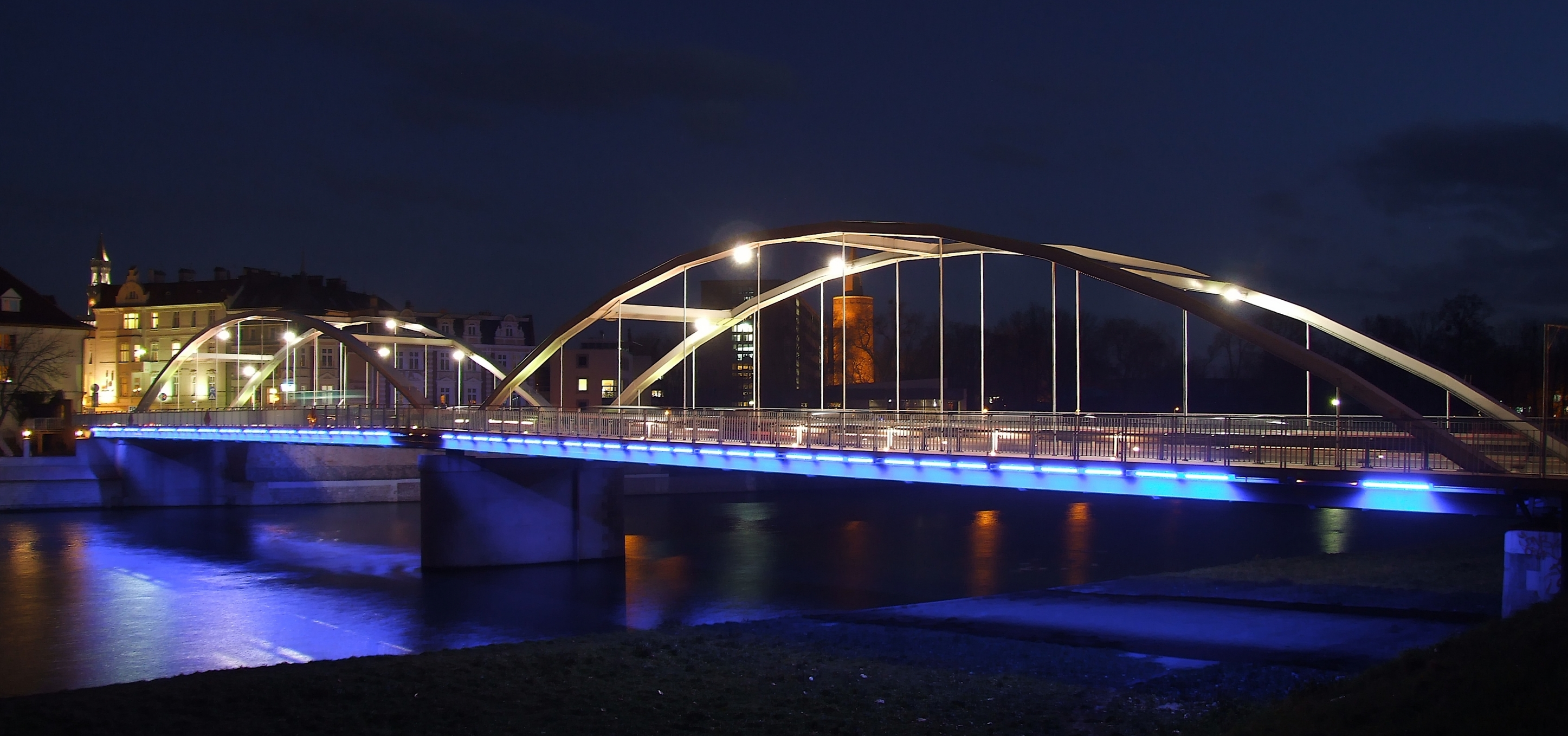
Ponte Piasta

A autoestrada A4 passa a aproximadamente 13 km do centro da cidade. As estradas nacionais passam por Opole e pelo desvio do norte:
- : ruas Krapkowicka — Prószkowska — Wróblewskiego — Wojska Polskiego — Niemodlińska — Obwodnica Piastowska — Powstańców Warszawskich — Oleska
- : ruas Częstochowska — Powstańców Warszawskich
- : ruas Strzelecka — Powstańców Warszawskich

Além disso, as seguintes estradas da voivodia começam e passam pela cidade:
- : Prudnik — Prószków — limite da cidade — ruas Prószkowska — Niemodlińska — Wrocławska — intersecção com as estradas DK46 e DK94 em Wrzoski
- : Krapkowice — ruas Oświęcimska — Popiełuszki — Marka z Imielnicy — Reymonta — Ozimska — Częstochowska — interseção com as estradas DK46 e DK49 (anel viário)
- : Prądy — Wawelno — Chróścina — limite da cidade — ruas Niemodlińska — Nysy Łużyckiej — Batalionów Chłopskich — Bohaterów Monte Cassino — Plebiscytowa — Fabryczna — Armii Krajowej — Jerzego i Ryszarda Kowalczyków — Strzelecka — intersecção com a estrada DK94
- : praça Konstytucji 3 Maja — ruas Budowlanych — Sobieskiego — Jagiełły — Namysłowska — limite da cidade — Dobrzeń Wielki — Namysłów
- : rua Hallera — Domańskiego — Partyzancka — limite da cidade — Narok — Skorogoszcz

Os distritos de Opele são:s Mała Panew, Swornica, Prószkowski Potok, mas acima de tudo, o rio Óder também se divide em Młynówkę, canal Ulgi e canal Wiński. Tal situação exige um amplo sistema de pontes que garantam uma boa comunicação com a cidade. Na cidade existem, entre outras 4 pontes rodoviárias sobre o rio Óder, 4 sobre o canal Ulgi, 3 sobre o Młynówka.

### Transporte público

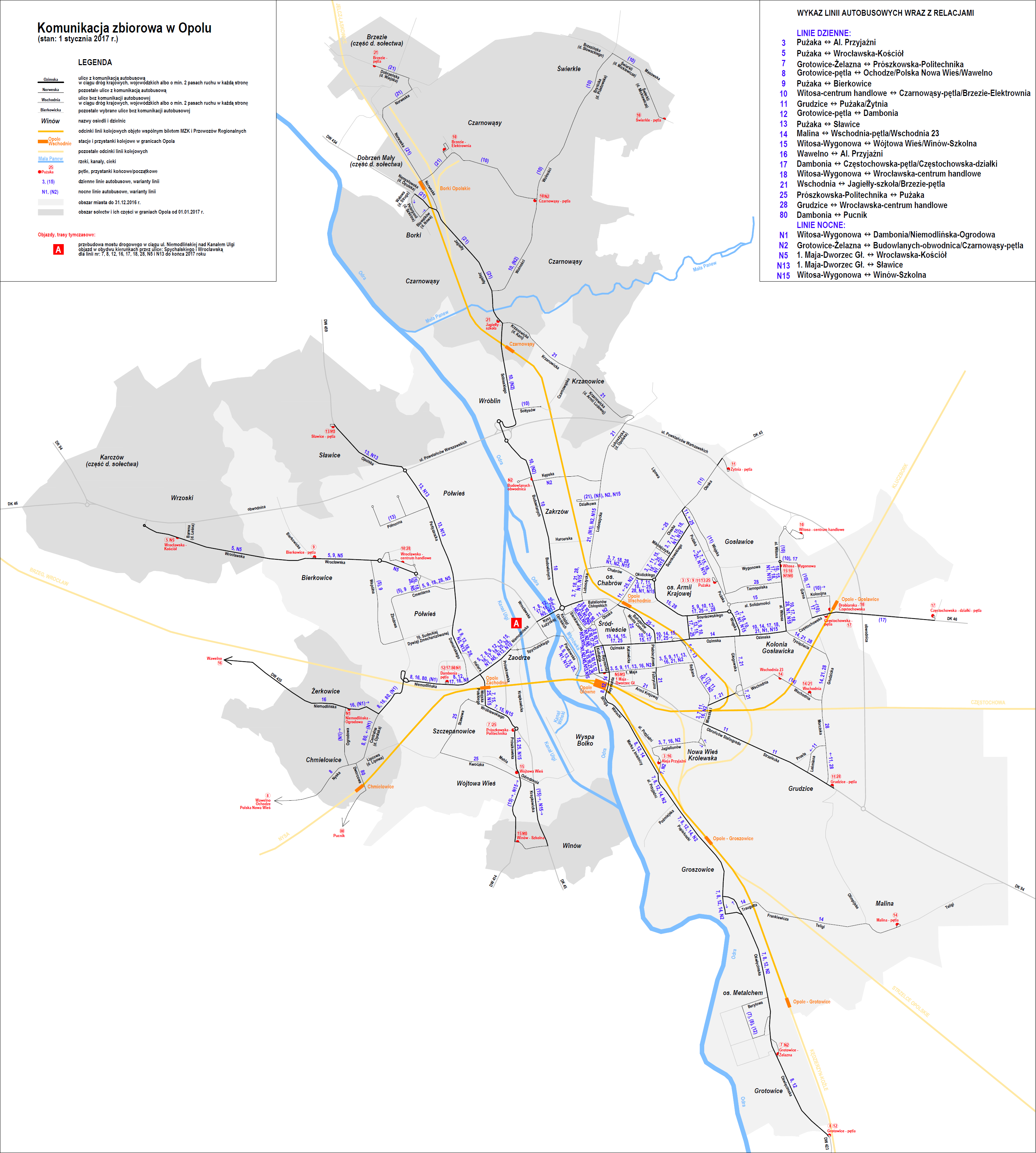
Linhas de ônibus em Opole em 2017

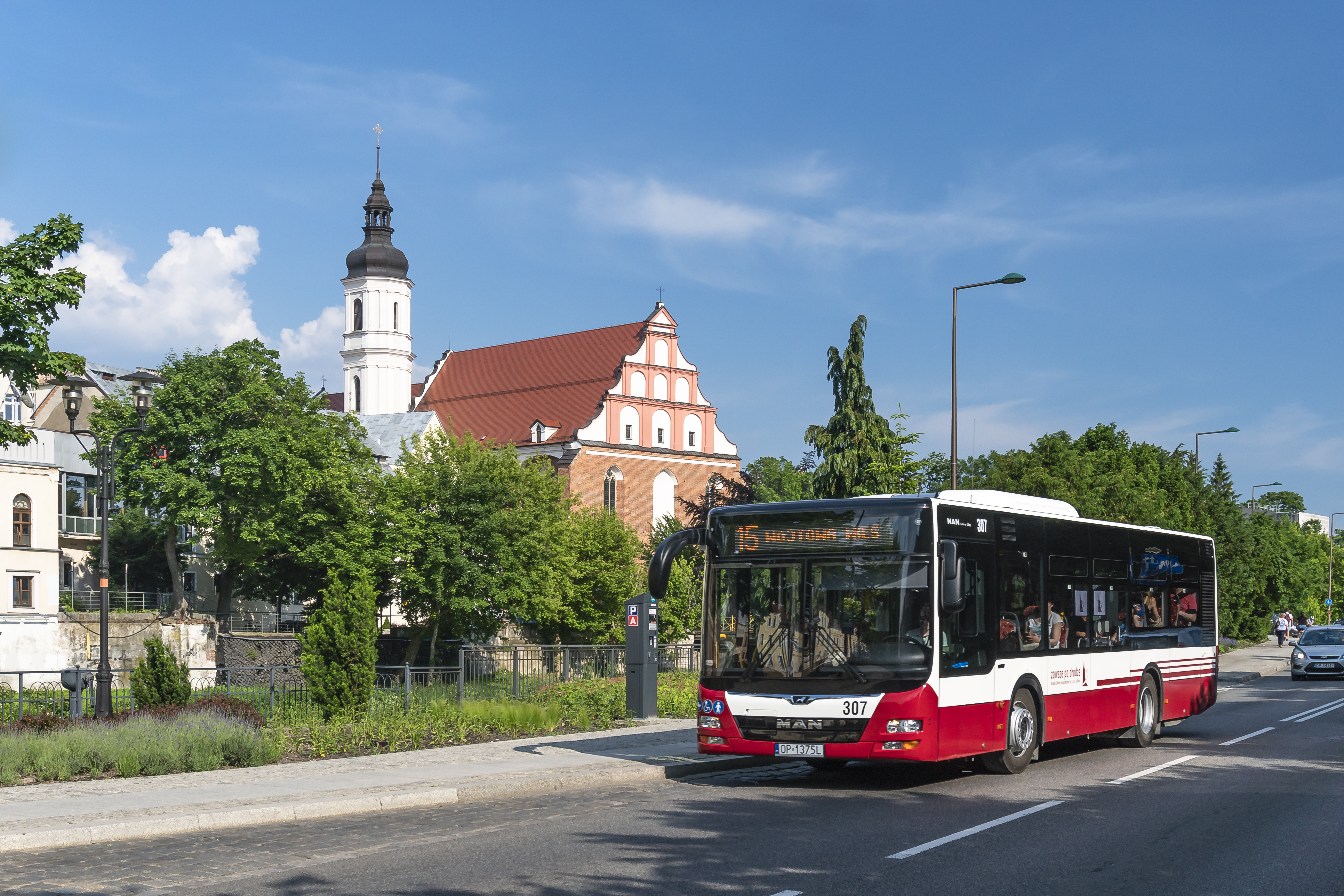
MAN Lion's City MZK Opole na rua Piastowska

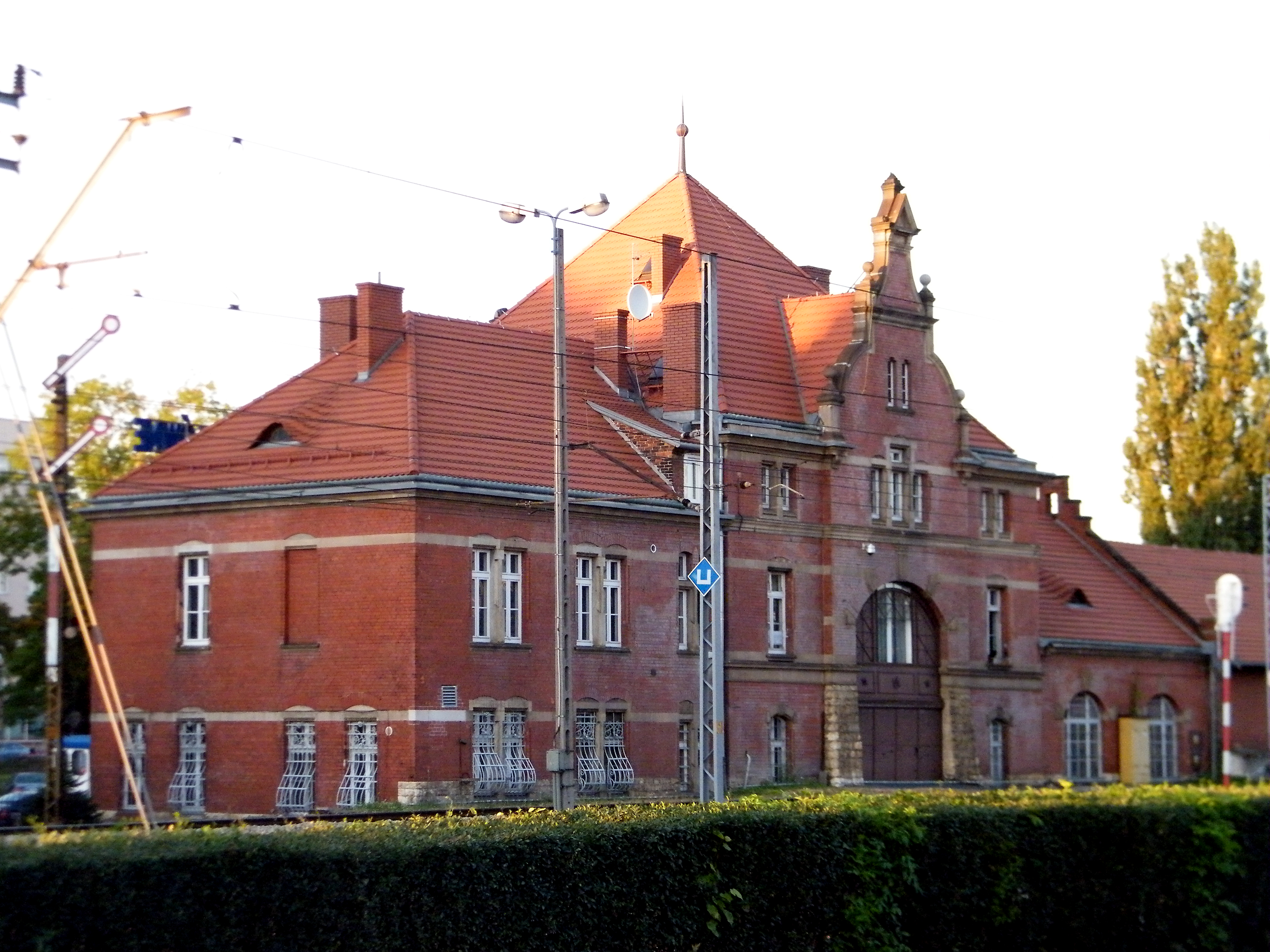
Estação ferroviária principal de Opole

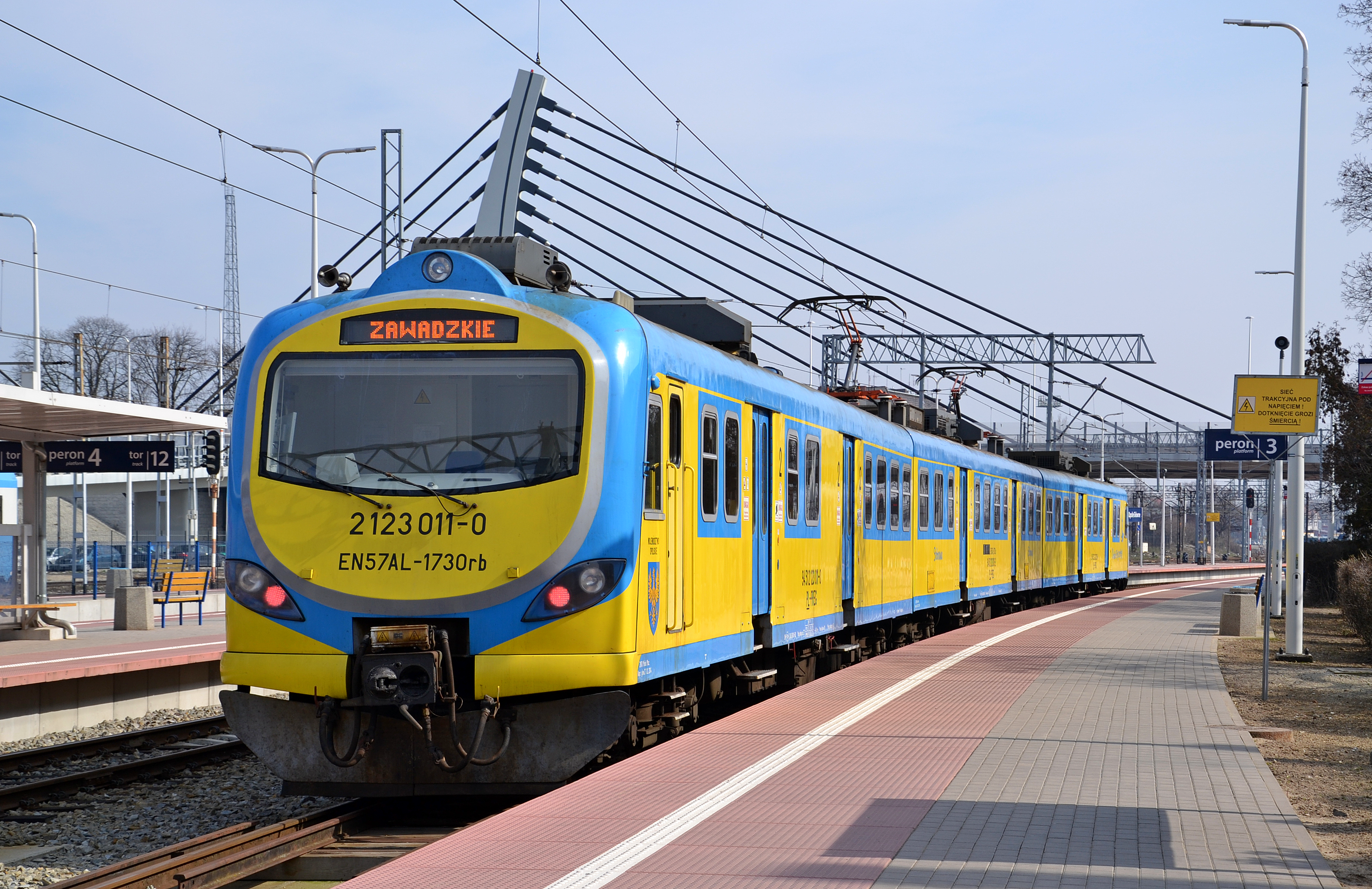
Unidade múltipla elétrica EN57AL em Opole

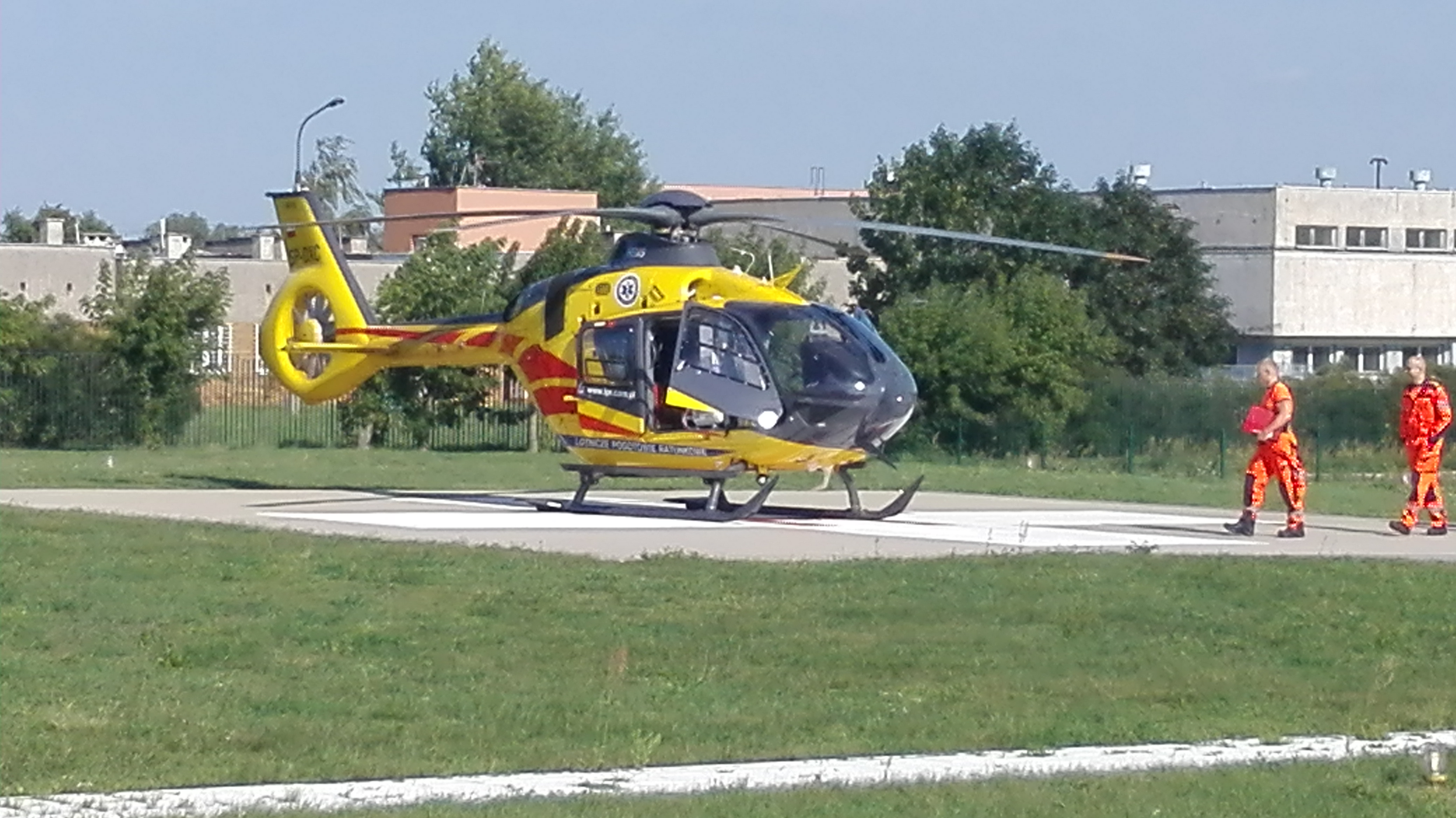
Eurocopter EC135 P3 (H135), no campo de pouso do Hospital Universitário em Opole

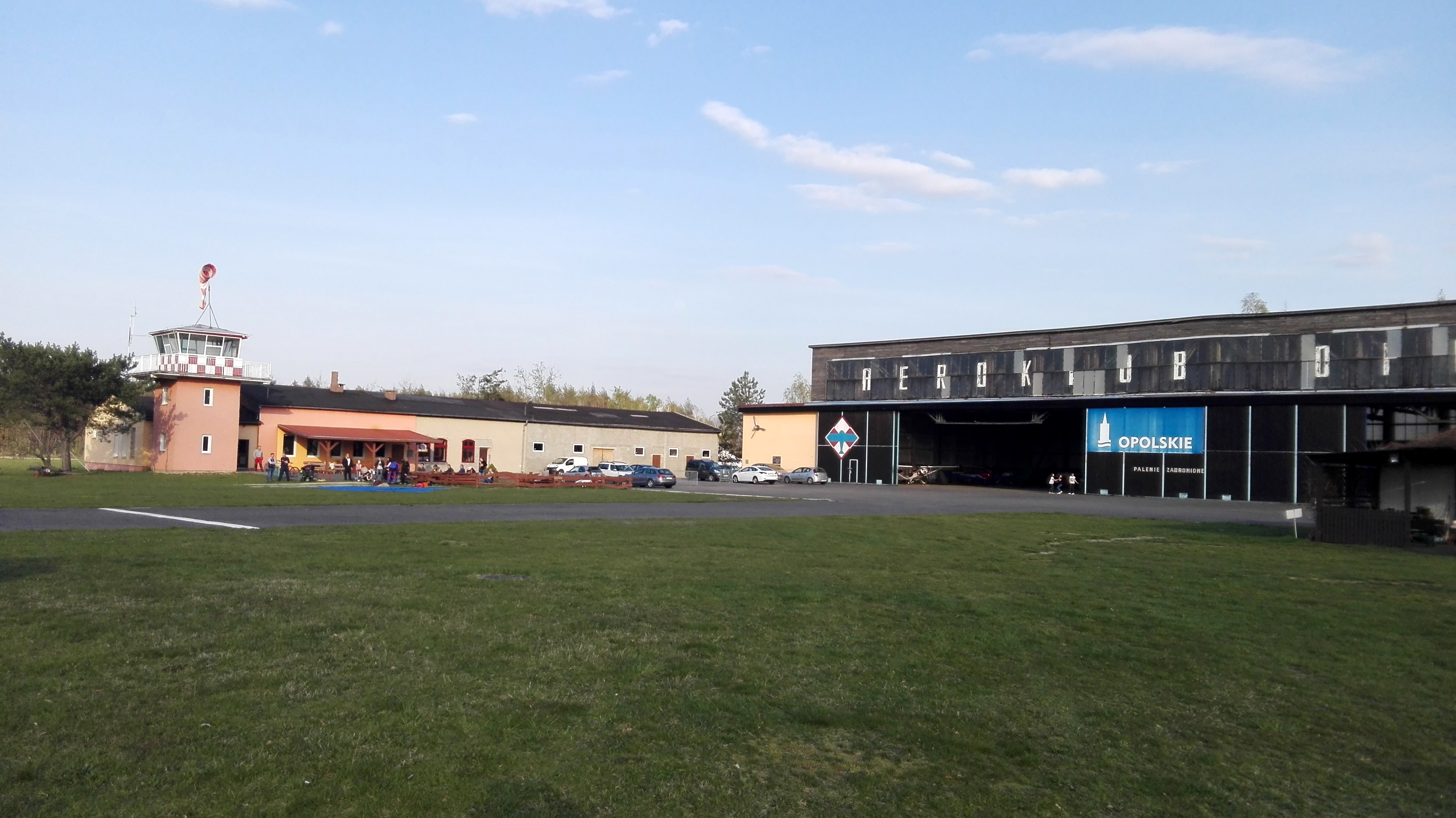
Aeroporto Opole-Polska Nowa Wieś

#### Ônibus municipal
Os primeiros ônibus começaram a circular nas ruas de Opole na década de 1920. Imediatamente após a Segunda Guerra Mundial, a PKS estava envolvida no transporte, em 1953 foi criado a Empresa Municipal de Transporte, que atualmente atende 19 linhas diurnas e 1 noturna; algumas linhas têm finais variantes, 5 linhas (8, 10, 15, 16, 80) se estendem além da zona urbana. A MZK tem mais de noventa carros à disposição, dos quais mais de 70 ônibus fazem o transporte de passageiros todos os dias.

#### Ônibus suburbanos e interurbanos
Na rua 1 Maja, 6 (temporariamente mudado para as ruas Dubois e Armii Krajowej), há uma Rodoviária, de onde partem os ônibus da Opole PKS, de outras transportadoras PKS e empresas privadas.

#### Transporte ferroviário
O início das ferrovias em Opole remonta à primeira metade do século XIX. Em 28 de maio de 1843, uma linha férrea de 2 vias com 37,4 km para a vizinha Brzeg foi colocada em operação.
Existem atualmente 9 estações de passageiros ou paradas ferroviárias em operação em Opole:
- Opole Główne
- Opole Zachodnie
- Opole Wschodnie
- Opole Gosławice
- Opole Groszowice
- Opole Grotowice
- Opole Czarnowąsy
- Opole Borki
- Opole Chmielowice

Elas partem de Opole
- Ferrovias eletrificadas para:
  - Breslávia via Brzeg (linha ferroviária n.º 132)
  - Kędzierzyn-Koźle (linha ferroviária n.º 136)
  - Tarnowskie Góry através de Fosowskie (linha ferroviária n.º 144) e posteriormente para Lubliniec e Częstochowa
  - Breslávia via Jelcz-Laskowice (linha ferroviária n.º 277)
  - Gliwice através de Strzelce Opolskie
- Linhas ferroviárias não eletrificadas para: Nysa e Kluczbork via Jełowa (6,1 km, parte da linha ferroviária n.º 301 Jełowa - Mańczok está fechada).
- Opole tem conexões ferroviárias diretas com cidades polonesas como: Białystok, Bielsko-Biała, Częstochowa, Ełk, Gdynia, Gliwice, Jelcz-Laskowice, Jelenia Góra, Katowice, Kielce, Koluszki, Kołobrzeg, Koszalin, Kostrzyn, Cracóvia, Legnica, Leszno, Lublin, Lubliniec, Olsztyn, Poznań, Racibórz, Radom, Rybnik, Słupsk, Suwałki, Szczecin, Świnoujście, Tarnów, Ustka, Wałbrzych, Varsóvia, Breslávia, Zabrze, Zakopane, Zamość, Zielona Góra.
- Além disso, trens para a Alemanha (Berlim) e Ucrânia (Lviv) partem de Opole.
- Existem também ligações locais com: Brzeg, Głuchołazy, Kędzierzyn-Koźle, Kluczbork, Namysłów, Nysa, Strzelce Opolskie, Zawadzkie.

#### Transporte aéreo
Os aeroportos mais próximos estão em Breslávia e Pyrzowice. A cerca de 15 km do centro da cidade fica o aeroporto Opole-Polska Nowa Wieś. Também estava planejado o lançamento de voos regulares do aeroporto regional Opole-Kamień Śląski (a aproximadamente 20 km do centro da cidade). Em 2011, a pista sanitária foi inaugurada oficialmente na avenida W. Witos.

## Segurança Pública

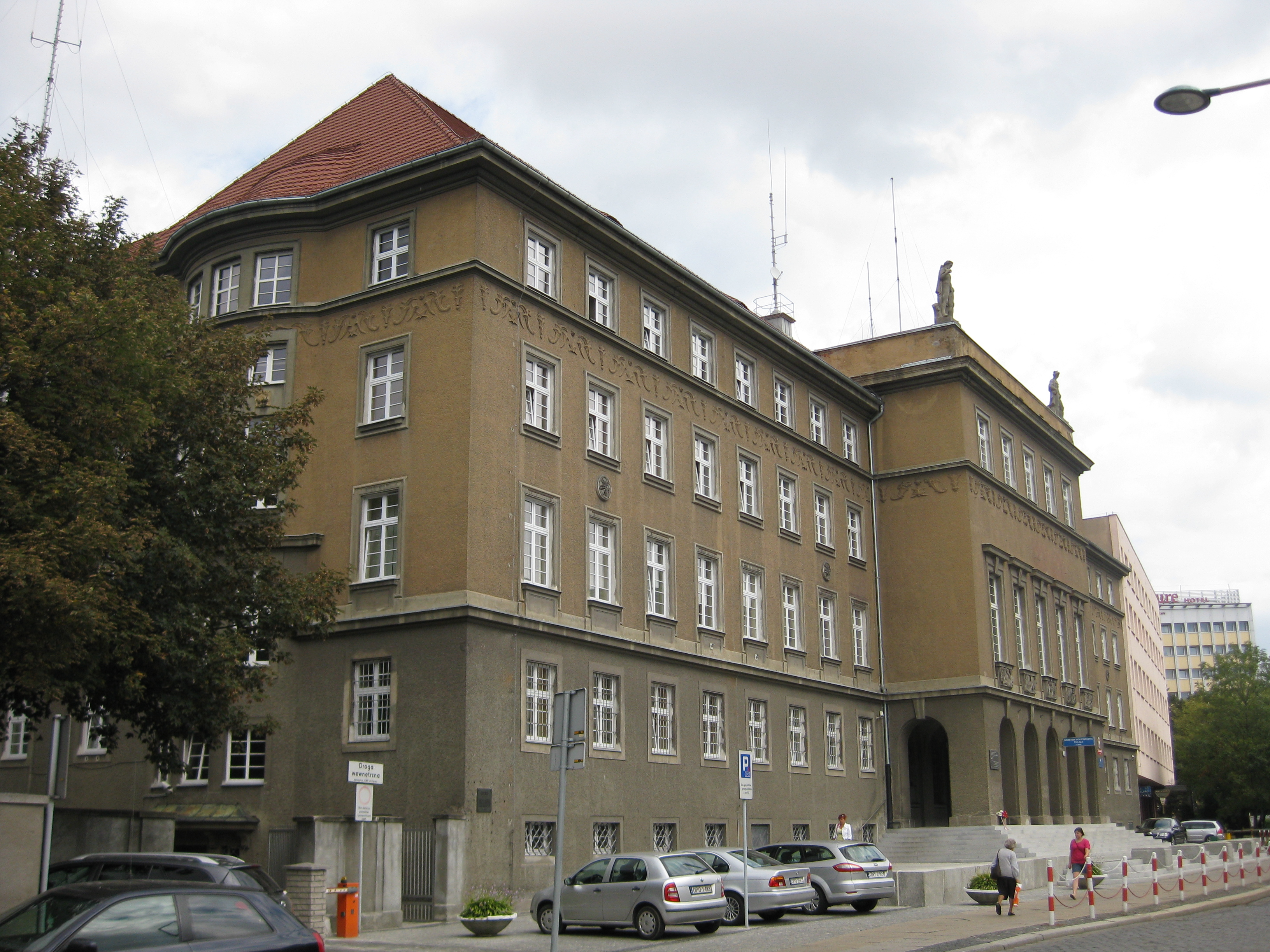
Edifício da Polícia em Opole

Há um centro de notificação de emergência em Opole, que lida com relatórios de emergência para os números de emergência 112, 997, 998 e 999.
Uma prisão criada em 1990 está localizada em Opole. A capacidade da unidade é de 152 lugares.

### Hospitais públicos
- Hospital Provincial em Opole
- Hospital especialista em ginecologia e obstetrícia e recém-nascidos em Opole
- Centro de Oncologia em Opole
- Hospital Clínico Universitário em Opole
- Hospital Provincial Especializado — Equipe Neuropsiquiátrica em Opole
- Hospital Militar 116 com Centro de Saúde Ambulatorial em Opole
- Hospital do Ministério do Interior e Administração em Opole[138]

## Educação

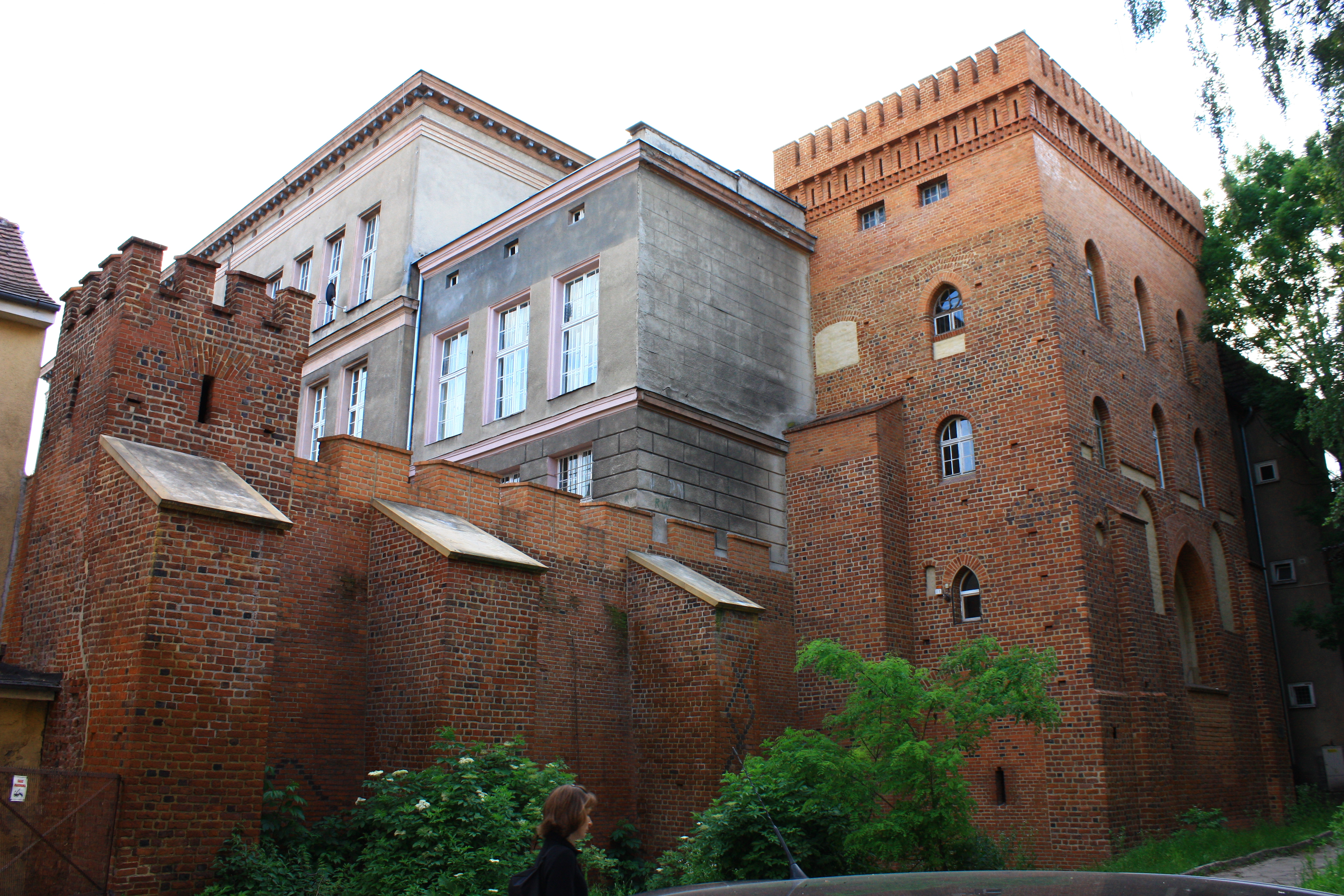
A torre superior do castelo faz parte do edifício do Complexo Escola de Mecânica

Há dezenas de jardins de infância na cidade (incluindo 2 inclusivos e 1 especial), dezenas de escolas primárias (1 especial, 1 com departamentos inclusivos, 1 católica). Além dos estabelecimentos públicos, há também vários complexos de escolas comunitárias e particulares.

### Escolas de ensino médio

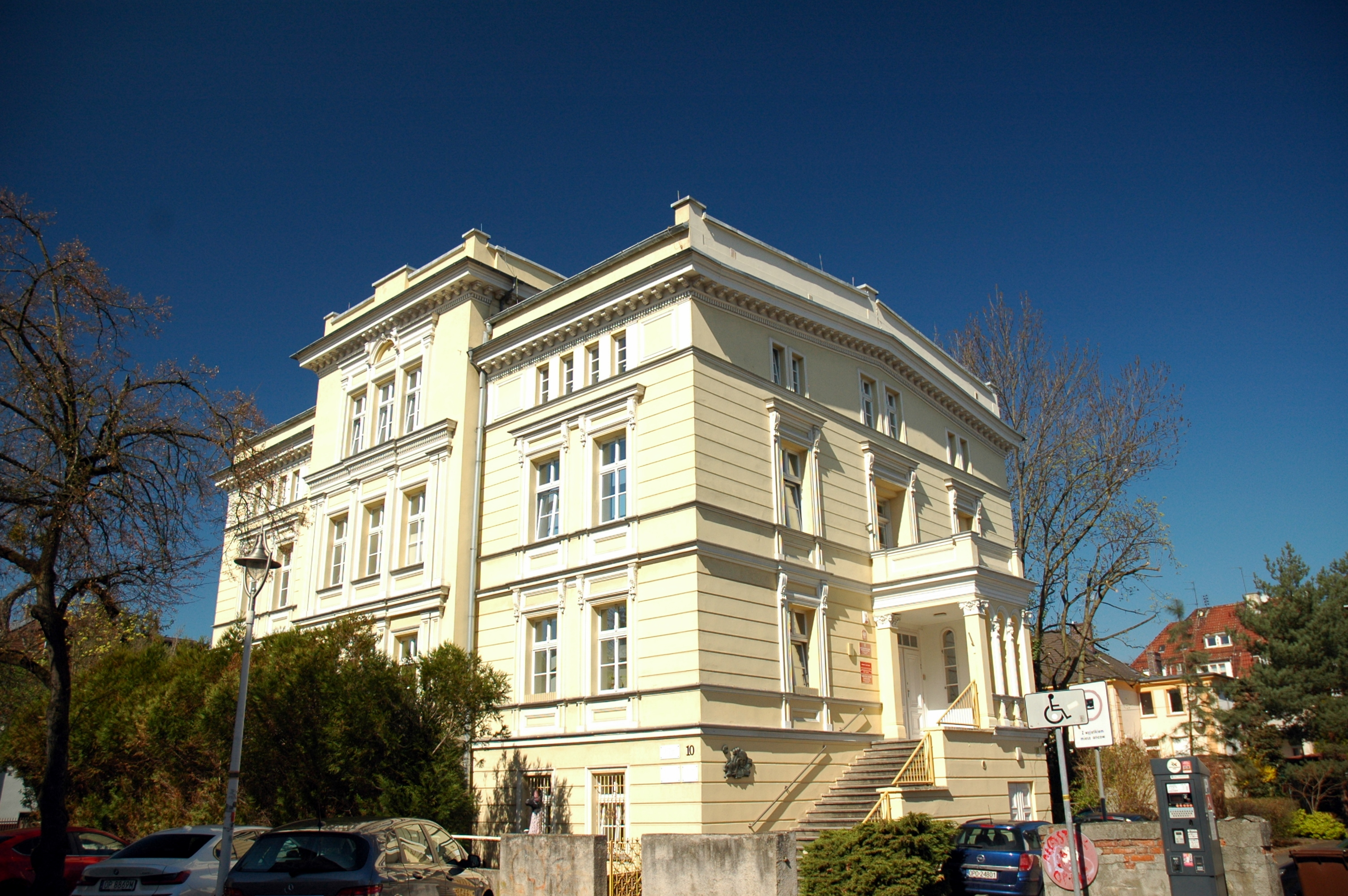
Escola secundária de artes em Pasieka

- I Escola Secundária Nicolaus Copernicus
- II Escola Secundária com filiais bilíngues Maria Konopnicka
- III Escola Secundária com filiais bilíngues Maria Skłodowskiej-Curie
- Conjunto de Escolas Técnicas e Gerais Kazimierz Gzowski[139]
- V Escola Secundária Primaz do Milênio, Cardeal Stefan Wyszyński
- VI Escola Secundária General Leopold Okulicki
- VIII Escola Secundária Pública de Educação Geral Aleksander Kamiński
- Escola Secundária Pública com unidades bilíngues
- Centro Regional de Línguas Estrangeiras em Opole
- Complexo das Instituições de Ensino de Arte do Estado Jan Cybis
- Complexo escolar Primaz do Milênio, Cardeal Stefan Wyszyński
- Complexo escolar da Construção civil Papa João Paulo II
- Complexo escolar de Economia General Stefan Rowecki "Grot"
- Complexo escolar de Eletricidade Tadeusz Kościuszko
- Complexo escolar de Mecânica
- Complexo escolar profissional Stanisław Staszic
- Complexo escolar profissional n.º 4 Bronisław Koraszewski
- Complexo escolar especial
- Ensino Médio de linguagem social Albert Einstein W.S.E.R.O.

### Faculdades
Públicas
- Escola Politécnica de Opole
- Universidade de Opole

Privadas
- Escola Superior de Gestão e Administração em Opole
- Universidade WSB em Breslávia
  - Faculdade de Economia em Opole

Edifícios selecionados de universidades em Opole
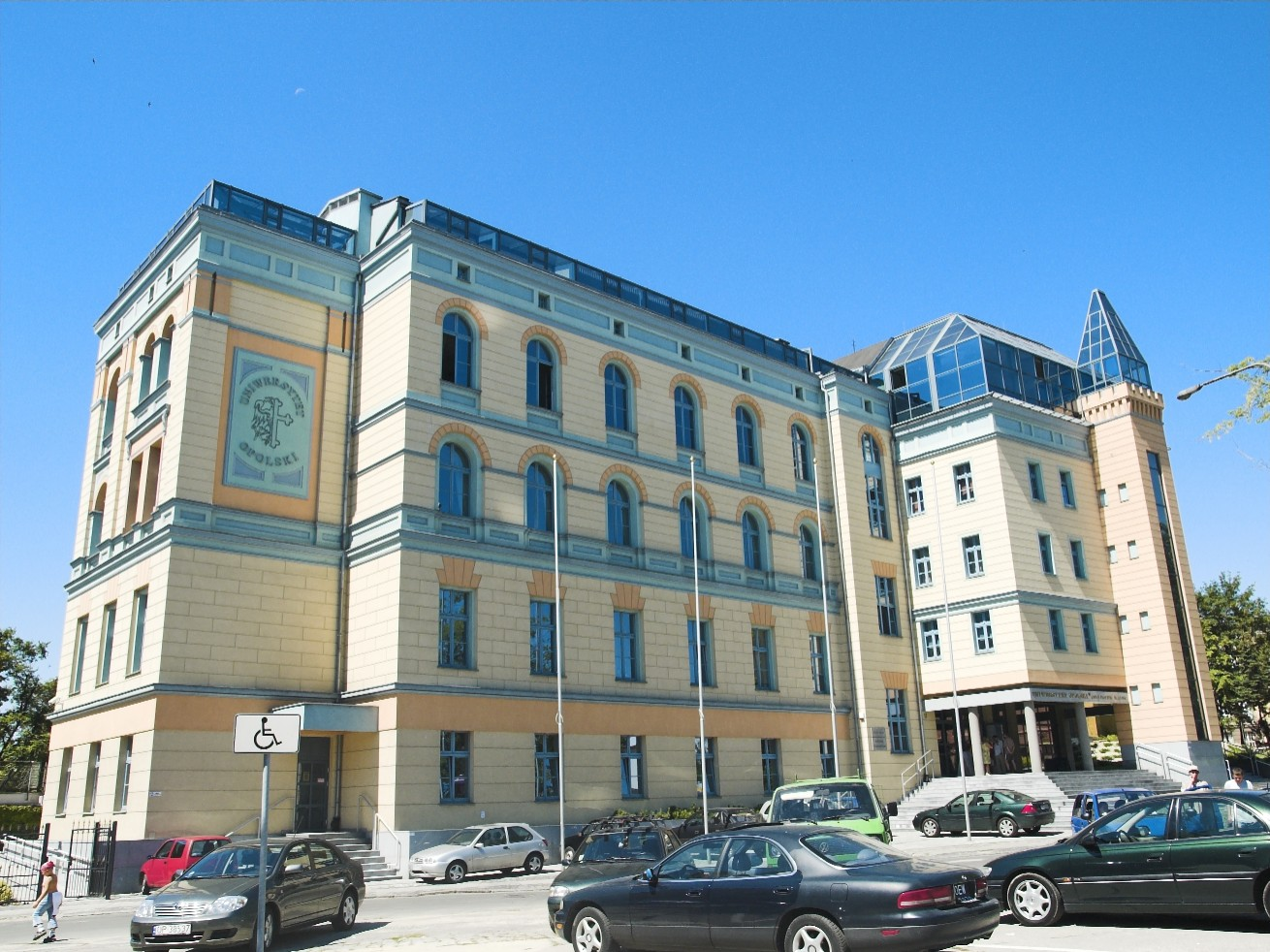
Collegium Maius Universidade de Opole
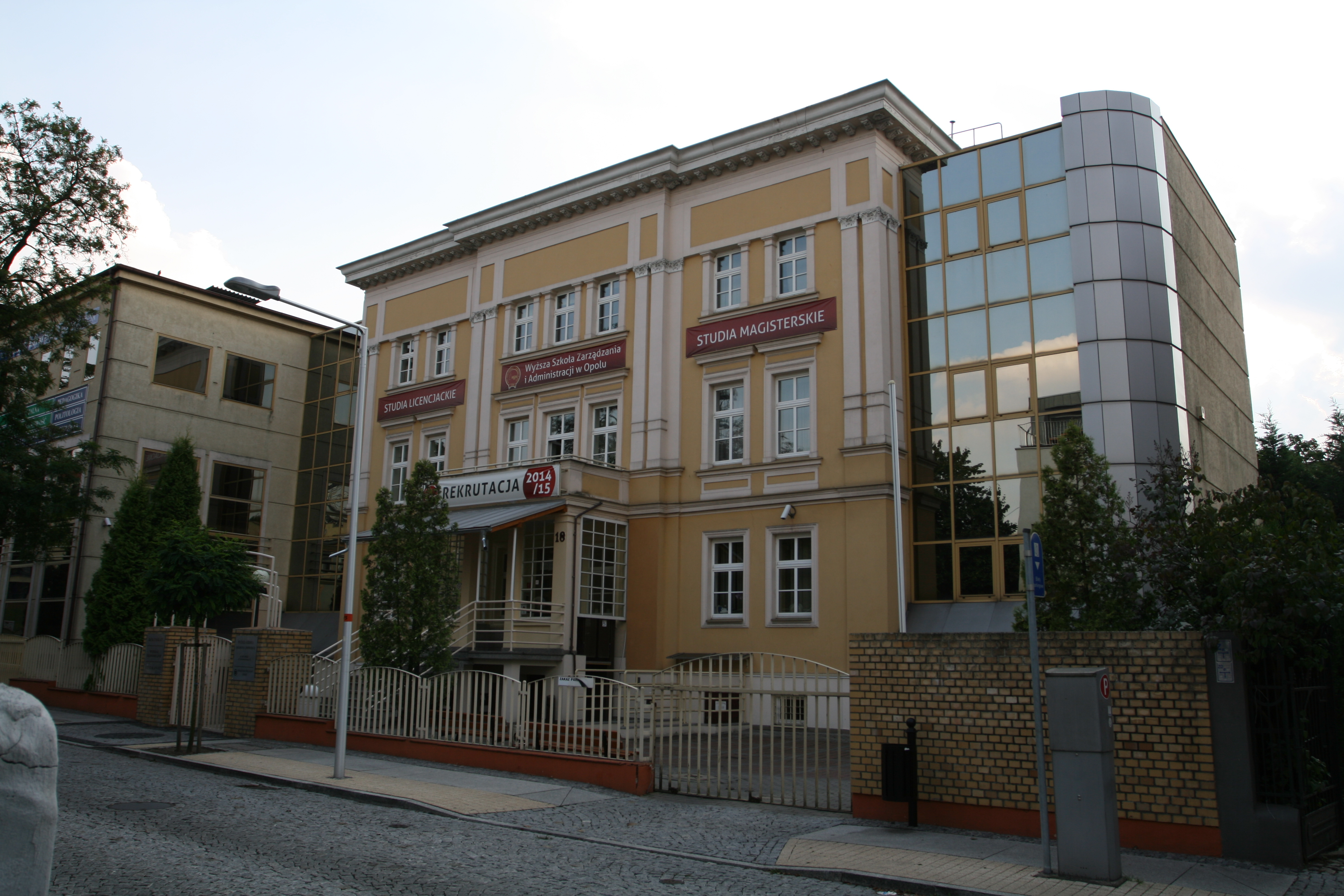
Escola Superior de Gestão e Administração
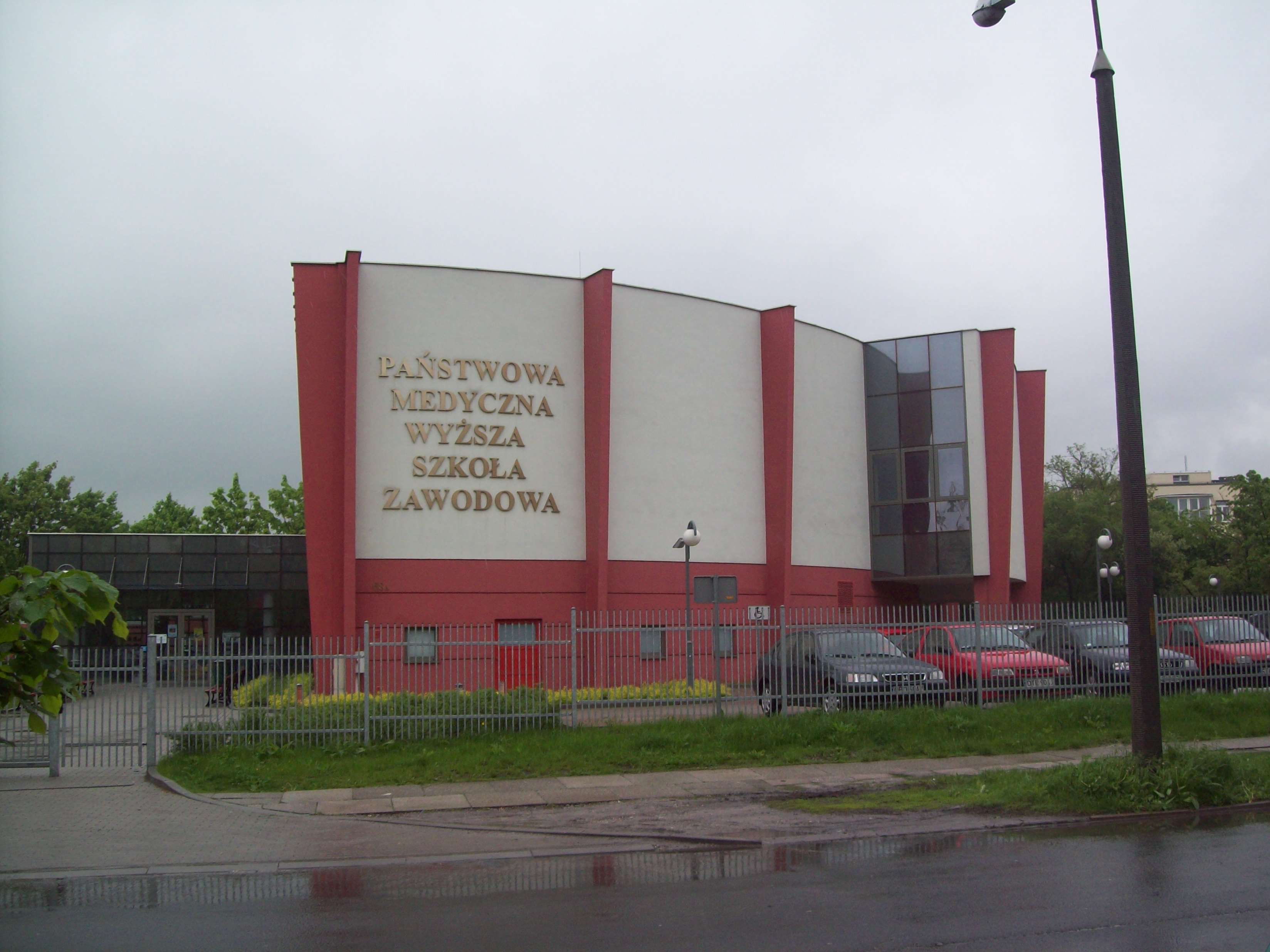
Escola Estatal de Medicina
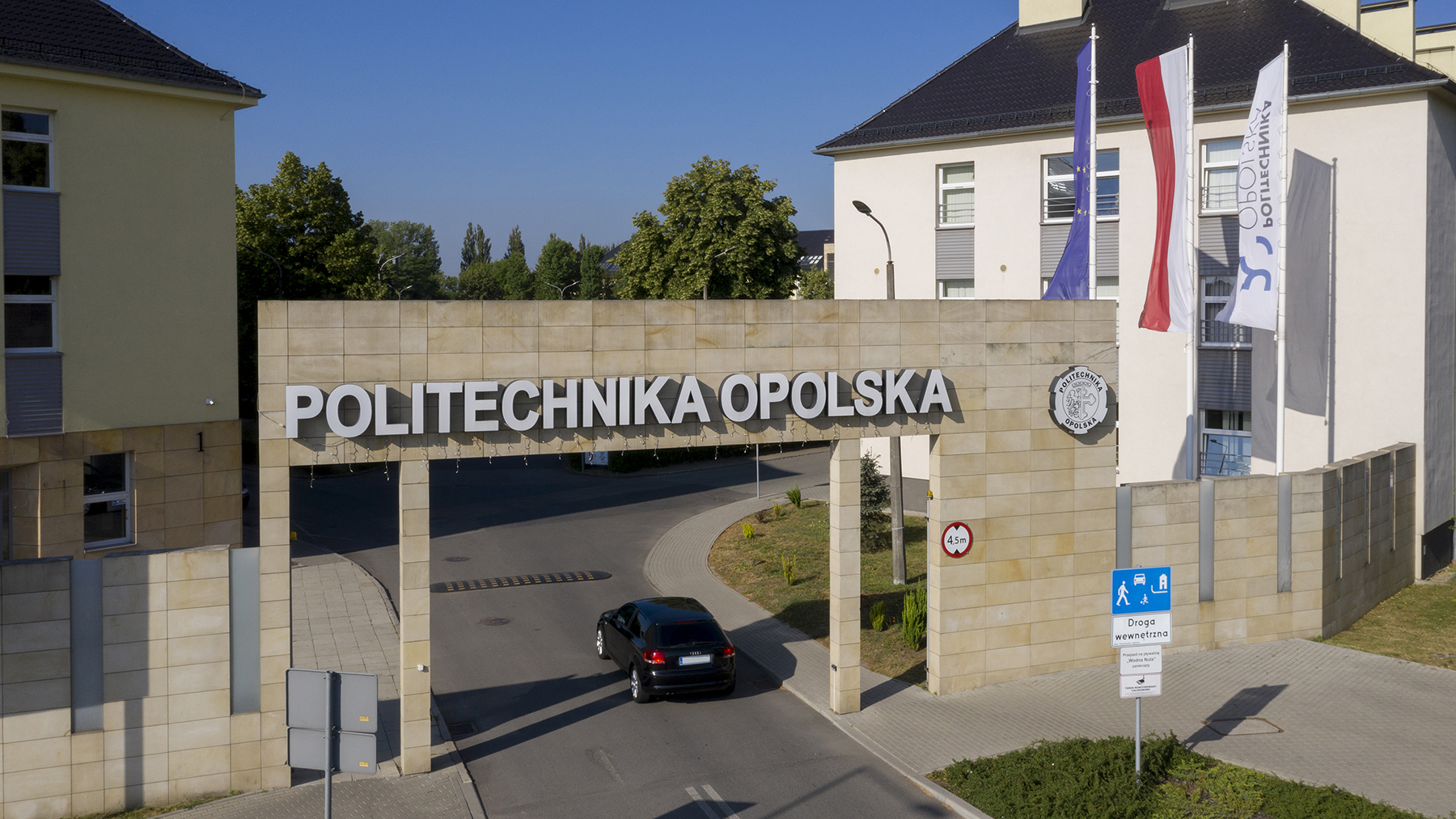
Escola Politécnica em Opole

No total, funciona em Opole:
- 7 escolas secundárias gerais
- 7 escolas técnicas
- 5 escolas vocacionais básicas
- Escola Secundária de Arte e Escola Secundária de Belas Artes
- Mais de uma dúzia de escolas secundárias para adultos

## Cultura e arte

### Eventos cíclicos
- Festival Nacional da Canção Polonesa — KFPP Opole
- Festival Internacional de Percussão
- Rua da cultura
- Festival Nokta
- Festival de Compositores de Opole
- Confrontos do Teatro Opole “Clássico Polonês”
- Festival de Teatro de Marionetes Opole
- O tempo da Europa, o tempo do teatro — um festival de jovens teatros de rua
- Outono literário de Opole
- Festival Nacional de Cinema Opole Lamy
- Dias Internacionais da Jovem Dramaturgia Odrama (no Teatro J. Kochanowski desde 2005)
- Opole Cabaret Night
- Dias de Opole
- Exposição Canina Internacional
- Exposição Internacional do Gato
- Feira da Construção Opole “Minha Casa”
- Feira do Livro Científico de Opole
- Feira Automotiva Internacional
- Corridas de 1/4 de milha no Aeroporto Opole-Kamień Śląski
- Feira Franciscana
- Feira de Santo Adalberto (realizada na Páscoa)
- Mercado de Natal, organizado pelo grupo de jovens da Minoria Alemã
- Encontro de Jazz Rock
- Workshop Internacional de Escultura (em cooperação com a cidade italiana de Carrara)
- Silesia Superior Attack
- Convenção Opolcon

### Teatros e filarmônica
- Anfiteatro Millennium em Opole
- Teatro dramático Jan Kochanowski
- Teatro de Bonecos e Atores de Opole Alojzy Smolka
- Teatro Eko Studio
- Teatro Jednego Wiersza
- Teatro Acadêmico de Dança
- Cabaré Cegła
- Teatro de comédia improvisada Narwani z Kontekstu
- Orquestra filarmônica Józef Elsner

Locais culturais selecionados em Opole
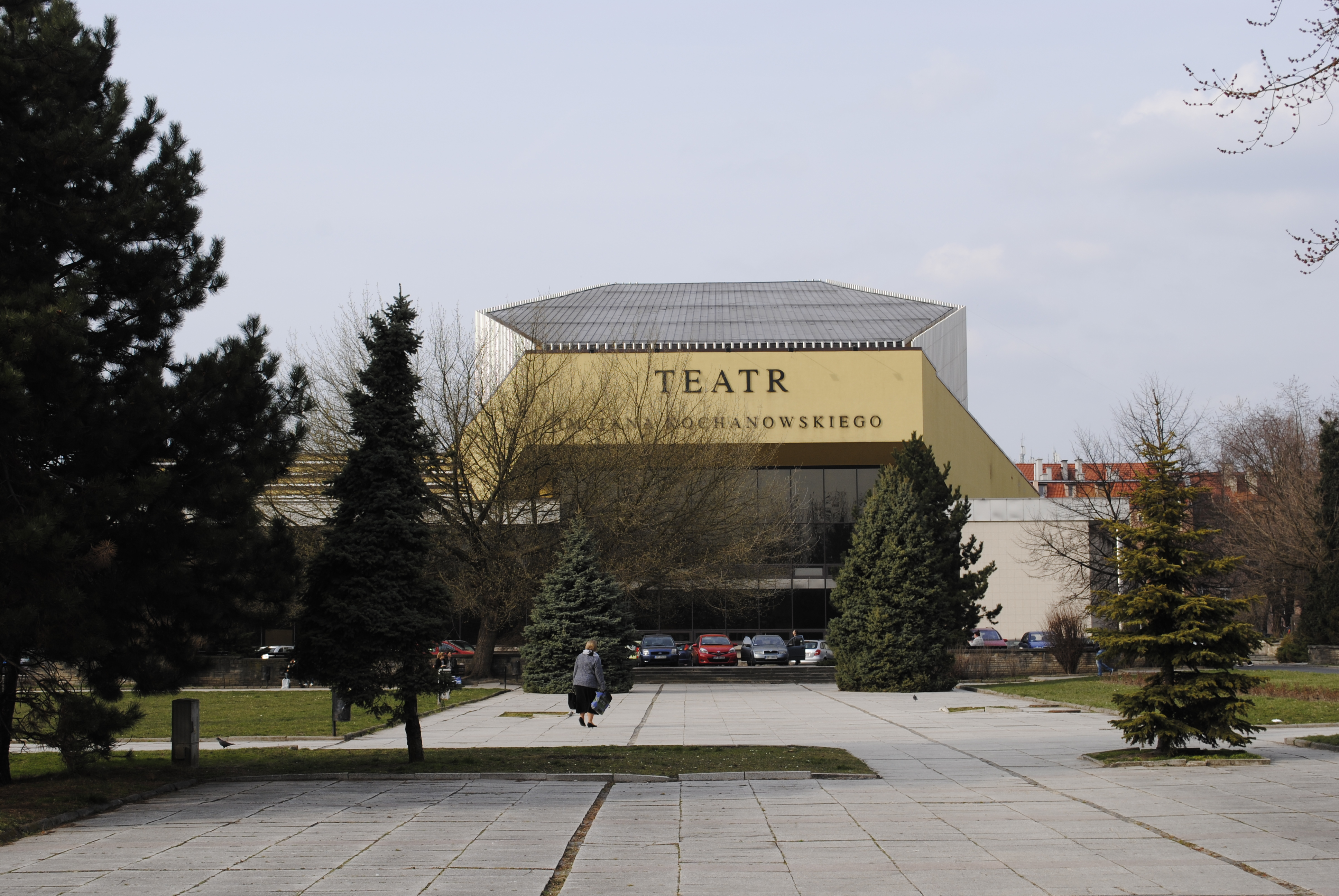
Teatro dramático Jan Kochanowski
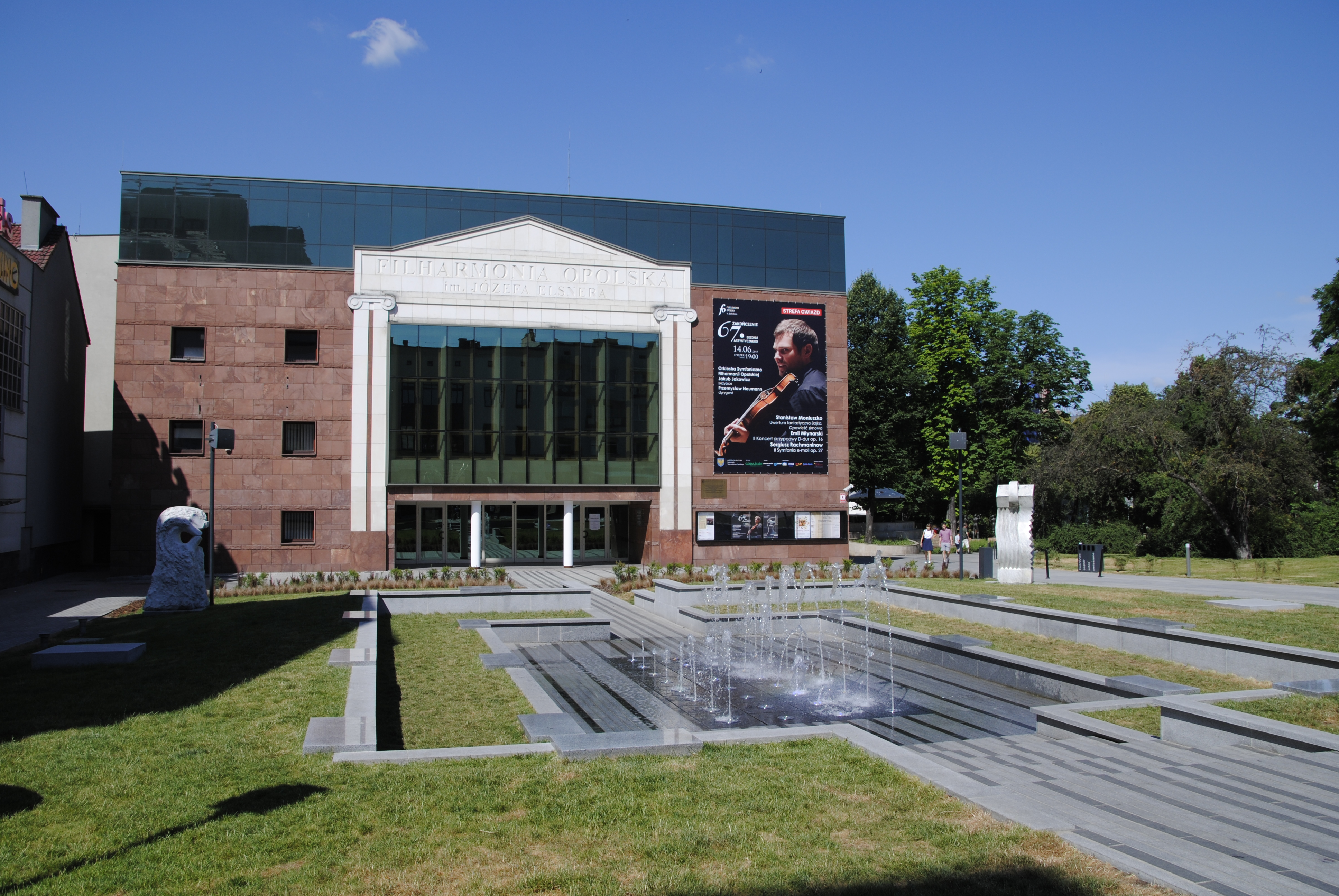
Filarmônica Józef Elsner
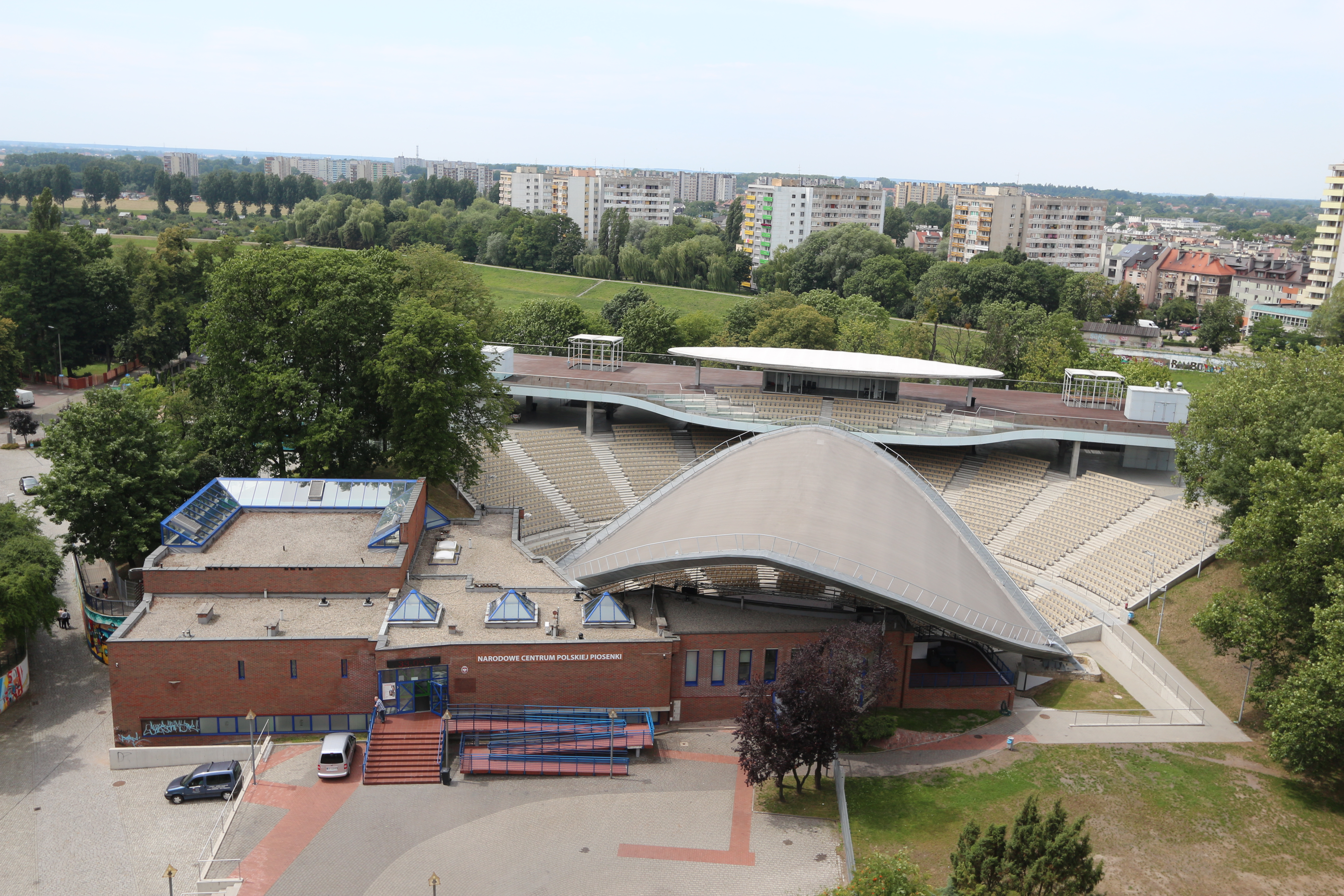
Anfiteatro Millennium — (Centro Nacional da Canção Polonesa)

### Museus e galerias
Existem vários museus e galerias em Opole. O mais antigo deles é o Museu de Opole silesiano, fundado em 1900.
| Museu                                                     | Imagem | Endereço                 | Acervo                                                                                        | Fundado em                       | Fonte           |
| --------------------------------------------------------- | ------ | ------------------------ | --------------------------------------------------------------------------------------------- | -------------------------------- | --------------- |
| Museu de Opole silesiano                                  |        | rua św. Wojciecha 13     | arqueologia, etnografia, história regional, arte, coleção de porcelana de Tułowice            | 1900                             | [ 140 ] [ 141 ] |
| Museu da Vila de Opole                                    |        | rua Wrocławska 174       | monumentos da cultura da madeira da região de Opole, antiga fazenda e equipamentos rurais     | 1961 1970 (aberto para turistas) | [ 142 ] [ 143 ] |
| Museu Diocesano                                           |        | rua Kardynała Kominka 1A | obras de arte sacra                                                                           | 1987                             | [ 144 ]         |
| Museu da Canção Polonesa                                  |        | rua Barlickiego 12       | coleções relacionadas com o Festival Nacional da Canção Polonesa em Opole                     | 2007                             | [ 145 ]         |
| Museu Central dos Prisioneiros de Guerra                  |        | rua Minorytów 3          | coleções sobre prisioneiros de guerra, exposições                                             | 1964                             | [ 146 ]         |
| Museu da Universidade de Opole                            |        | praça Kopernika 11       | história da Universidade de Opole e seus antecessores                                         | 2014                             | [ 147 ] [ 148 ] |
| Centro de Documentação e Exposição dos Alemães na Polônia |        | rua Szpitalna 11         | exposição permanente multimídia bilíngue sobre a história e o presente dos alemães na Polônia | 2020                             | [ 149 ]         |
| Galeria Jan Cybis                                         |        | rua Ozimska 10           | obras de Jan Cybis e exposições temporárias                                                   |                                  | [ 150 ]         |
| Galeria de Arte Contemporânea                             |        | praça Teatralny 12       | exposições temporárias de arte contemporânea, projetos visuais, exposições de fotos           | 1958                             | [ 151 ]         |
| Galeria Studzienna                                        |        | rua Studzienna 3         | móveis, arte antiga e contemporânea                                                           | 1999                             | [ 152 ]         |
| Galeria ZPAP                                              |        | rua Krakowska 1          | exposições temporárias de obras de arte                                                       |                                  | [ 153 ]         |
| Galeria Sztuki Autor                                      |        | Rynek 10                 | pintura, desenho, gráfico, escultura, fotografia, cerâmica, vidros                            |                                  | [ 154 ]         |

### Cinemas
- Helios Film Center
- Good Film Club “Studio”
- Clube Universitário de Cinema
- Cinema “Meduza” no Centro Cultural Oleska 45

### Outras instituições culturais e artísticas

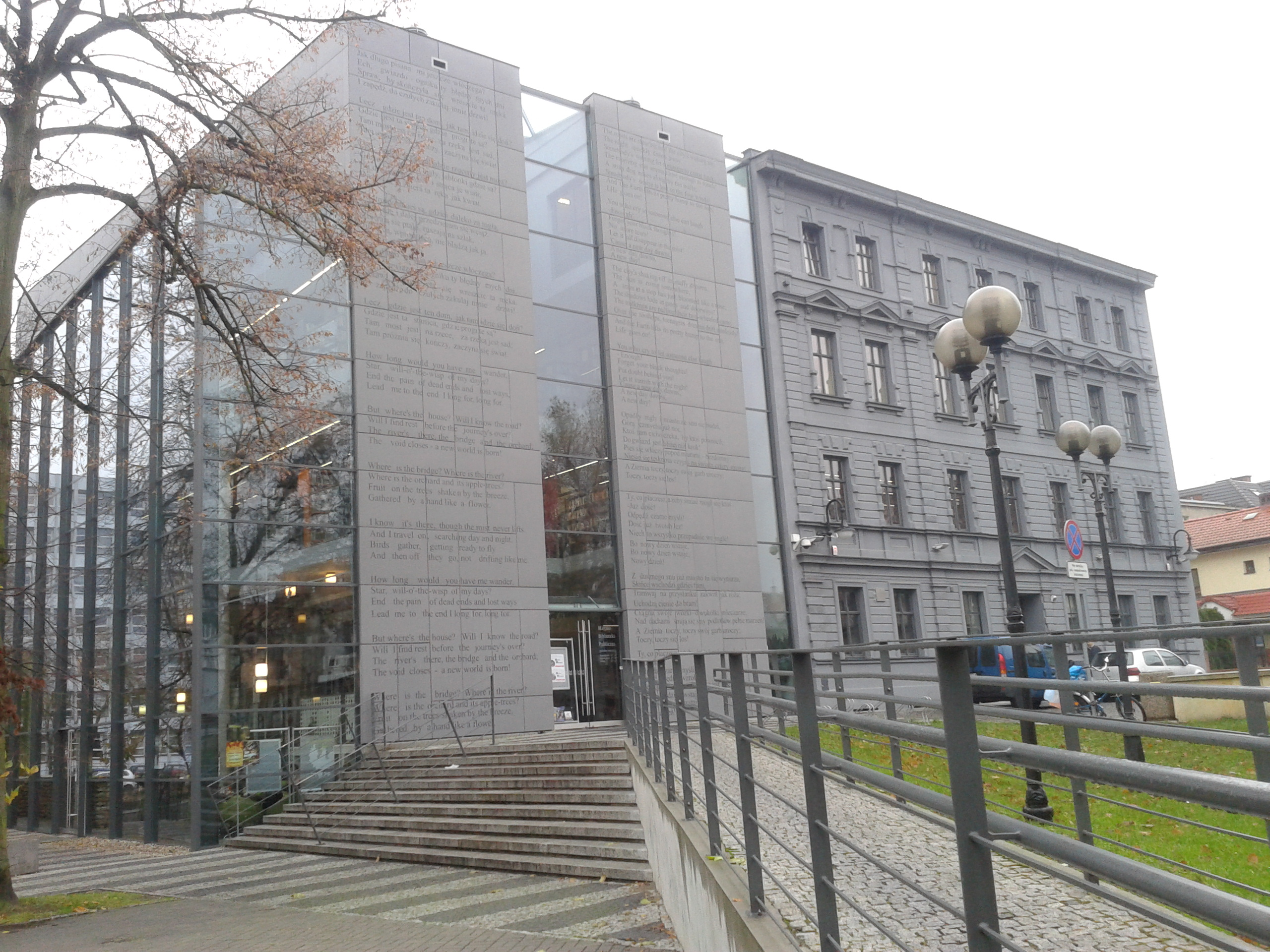
Biblioteca Pública Municipal de Opole com o nome João Paulo II

- Centro Nacional da Canção Polonesa
- Centro Cultural Juvenil
- Nadwórnian Club (presidente Adam Karcher) — reunindo ex-residentes (e seus descendentes) da cidade fronteiriça de Nadwórna
- Biblioteca Pública Provincial Emanuel Smołka em Opole
- Biblioteca Pública Municipal de Opole João Paulo II

### Bandas de música
- Alone in Mourning (black metal eletrônico)
- Deathibrillator (thrash metal)
- Devilish Impressions (black metal sinfônico)
- Echoes of Yul (post rock)
- Elysium (death metal)
- Face (metal progressivo)
- God (death metal)
- Halucynogenna Impresja Sabatyczna (black metal, dark ambient)
- Kozybunx (doom, stoner metal)
- Manthor (black metal sinfônico)
- Pakt (thrash metal)
- Sekator (death, thrash metal)
- Sirrah (gothic, death, doom metal)
- The Hag (industrial metal)
- Trace (thrash metal)
- TSA (heavy metal)
- Witch (heavy metal)

## Mídia local

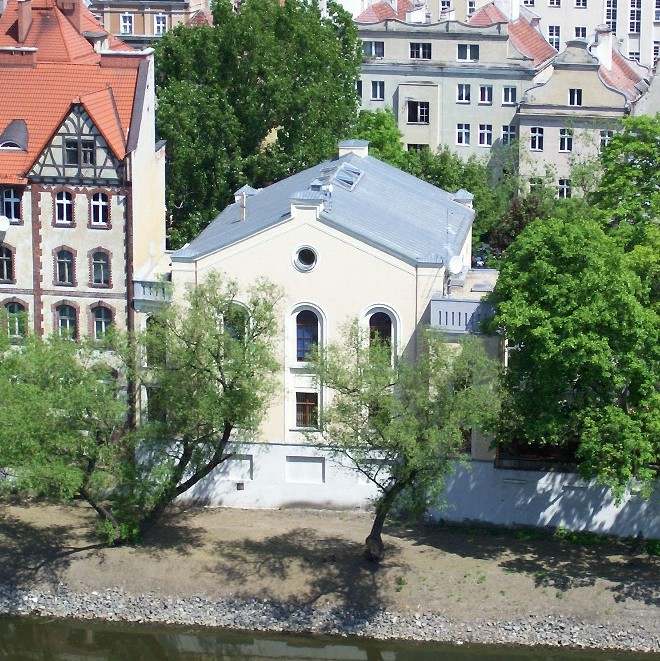
Antiga sinagoga, abriga agora a TVP3 Opole

### Imprensa
- Gazeta Wyborcza Opole
- Nowa Trybuna Opolska
- Polska The Times. Dział "Opole"
- Schlesisches Wochenblatt
- Niezależna Gazeta Obywatelska em Opole. NGO Opole

### Televisão
- TVP3 Opole
- TVO Telewizja Opolska

### Rádio
- Polskie Radio Opole
- Rádio Eska Opole
- Rádio Doxa Opole
- Rock Radio
- Rádio Sygnały (transmissão de internet)
- Rádio TOK FM
- Rádio Złote Przeboje
- Rádio Eska2 Opole
- RMF Maxxx Opole
- Meloradio
- Studenckie Studio Radiowe Emiter (transmissão de internet)

### Portais
- 24opole.pl
- nto.pl
- dziennikopolski.pl
- radio.opole.pl
- ngopole.pl
- ratownictwo.opole.pl

## Administração
Opole é uma cidade com direitos de condado. É a sede da voivodia de Opole e das autoridades do condado de Opole. A cidade é o centro administrativo da região de Opole.

### Governo local

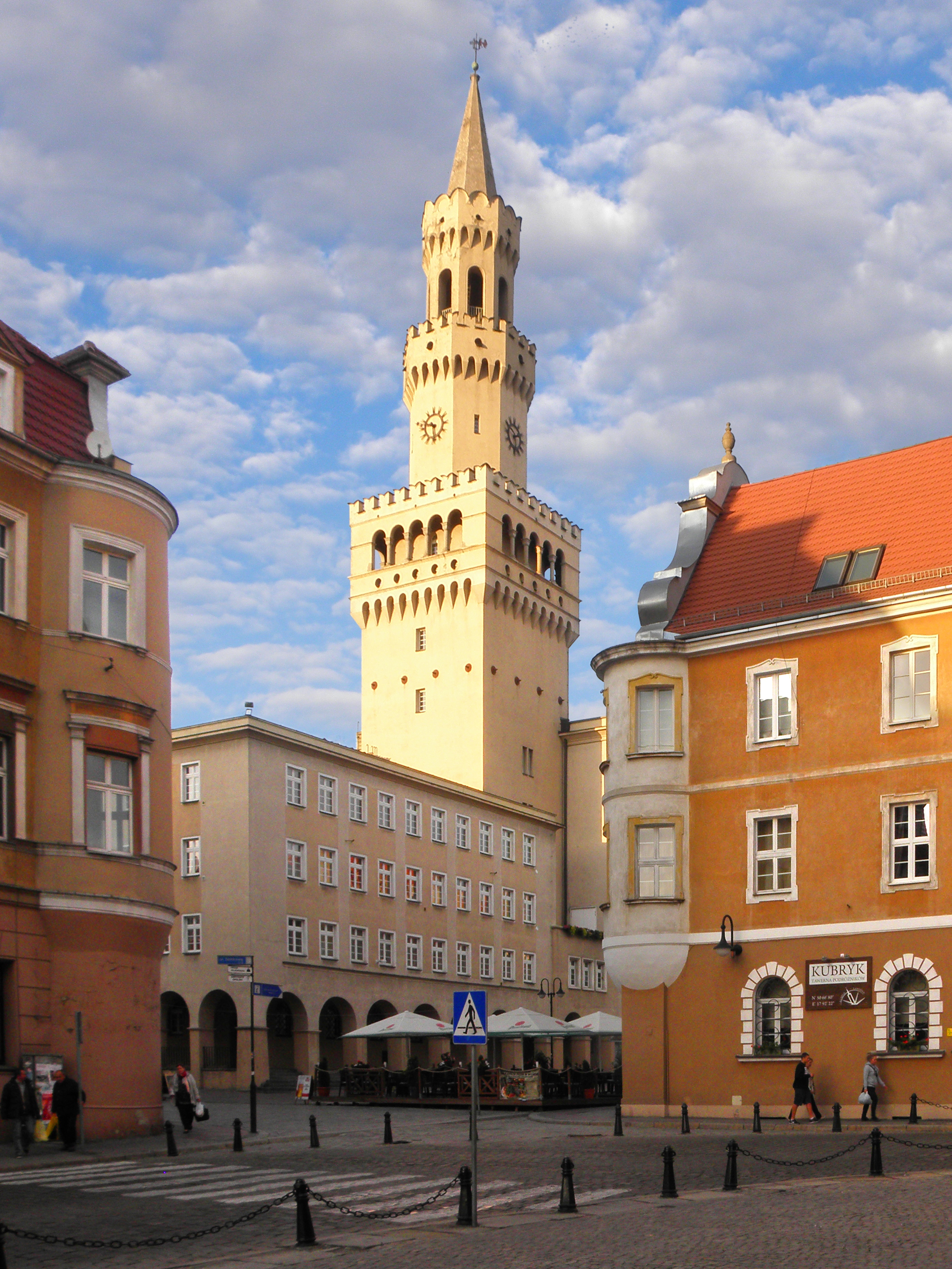
Prefeitura de Opole

Opole tem o estatuto de uma cidade com direitos de condado. Isso significa que a comuna urbana realiza as tarefas do condado. O órgão de tomada de decisão do governo local é a Câmara Municipal de Opole, composta por 25 vereadores eleitos em 4 círculos eleitorais. O órgão executivo do governo local é o presidente da cidade. Atualmente, no período de 2018–2023, essa função é desempenhada por Arkadiusz Wiśniewski.
A cidade é a sede das autoridades da voivodia de Opole. Os residentes elegem 8 entre 30 vereadores para o Seymik da voivodia de Opole. Opole também é a sede das autoridades do condado de Opole.
Opole é membro da Associação de Cidades Polonesas.

#### Divisão administrativa

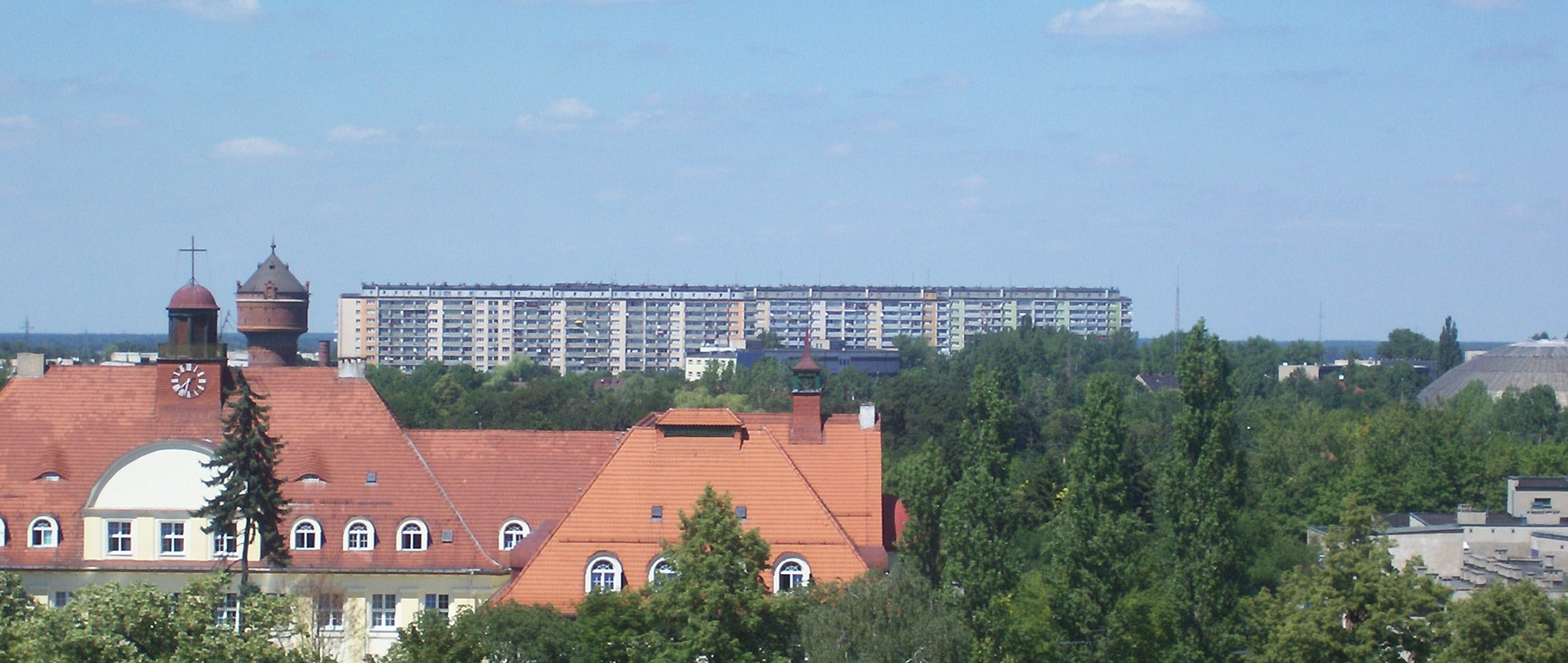
Osiedle Chabrów

Distritos de Opole

Antes de 1899, Opole era formada pela atual Śródmieście, a ilha Pasieka e uma parte de Zaodrze. Antes da Segunda Guerra Mundial, Zakrzów (1899), Półwieś e Szczepanowice (1936) foram incorporadas à cidade. Na década de 1950, Nowa Wieś Królewska com a ilha Bolko, na década de 1960 Groszowice e Kolonia Gosławicka e em 30 de outubro de 1975, Bierkowice, Gosławice, Grotowice, Grudzice, Malina, Wójtowa Wieś e Wróblin. Em 2017, Winów, Żerkowice, Chmielowice, Wrzoski, Sławice, Czarnowąsy, Krzanowice, Borki, Brzezie e Świerkle foram ligadas à cidade.
Hoje, Opole está parcialmente dividida em distritos e conjuntos habitacionais (osiedle) — os nomes usuais de partes individuais da cidade estão em uso. Em 18 de outubro de 2009, as primeiras eleições para os conselhos distritais piloto foram: Gosławice, Grudzice, Nowa Wieś Królewska e Zakrzów. Em 2015, havia nove conselhos distritais.
Por decisão do Conselho de Ministros de 1 de janeiro de 2017, a área de Opole foi ampliada em 12 aldeias de municípios vizinhos a pedido do então presidente da cidade. Tal decisão foi tomada apesar dos protestos de alguns residentes das comunas conectadas e dos resultados das consultas, nas quais mais de 90% dos habitantes participantes das comunas de Podopolska expressaram uma opinião negativa sobre este assunto. A maioria dos habitantes votantes (57%) de Opole (com uma participação de 6%) eram a favor da expansão de Opole. As comunas vizinhas argumentaram que diminuir suas áreas afetaria negativamente os orçamentos locais. Patryk Jaki, então vice-ministro da justiça e deputado da voivodia de Opole, promoveu a ideia de expandir Opole, alegando ser necessário por Opole ser a menor das cidades da voivodia. Ele também argumentou que a possível diminuição do número de habitantes de Opole abaixo de 100 mil poderia, em um futuro indefinido, causar uma mudança na divisão administrativa da Polônia e a privação de Opole como uma cidade da voivodia.
O conceito original do projeto, apresentado no outono de 2015 pelo prefeito de Opole na mídia local, também pressupunha a inclusão das seguintes cidades: Dziekaństwo, Folwark, Górki, Kępa, Niewodniki, Żelazna e partes de Dobrzeń Mały e Zawada. Dessa forma, a cidade seria ampliada em mais 5,3 mil hectares, e a população aumentaria em cerca de 9,5 mil habitantes.

### Distritos de Opole
Com a mudança do mandato do governo local em 2019, a divisão da cidade em distritos foi alterada em Opole. Opole tem 13 distritos marcados com números escritos em algarismos romanos:
- Distrito I — Borki, Brzezie, Czarnowąsy, Świerkle.
- Distrito II — Krzanowice, Wróblin, Zakrzów
- Distrito III — Chabry
- Distrito IV — Armii Krajowej
- Distrito V — Gosławice, Malinka
- Distrito VI — Grudzice, Kolonia Gosławicka, Malina
- Distrito VII — Groszowice, Grotowice, Nowa Wieś Królewska
- Distrito VIII — Śródmieście
- Distrito IX — Stare Miasto
- Distrito X — Nadodrze
- Distrito XI — Zaodrze
- Distrito XII — Bierkowice, Półwieś, Sławice, Wrzoski
- Distrito XIII — Chmielowice, Szczepanowice-Wójtowa Wieś, Winów, Żerkowice

## Religião

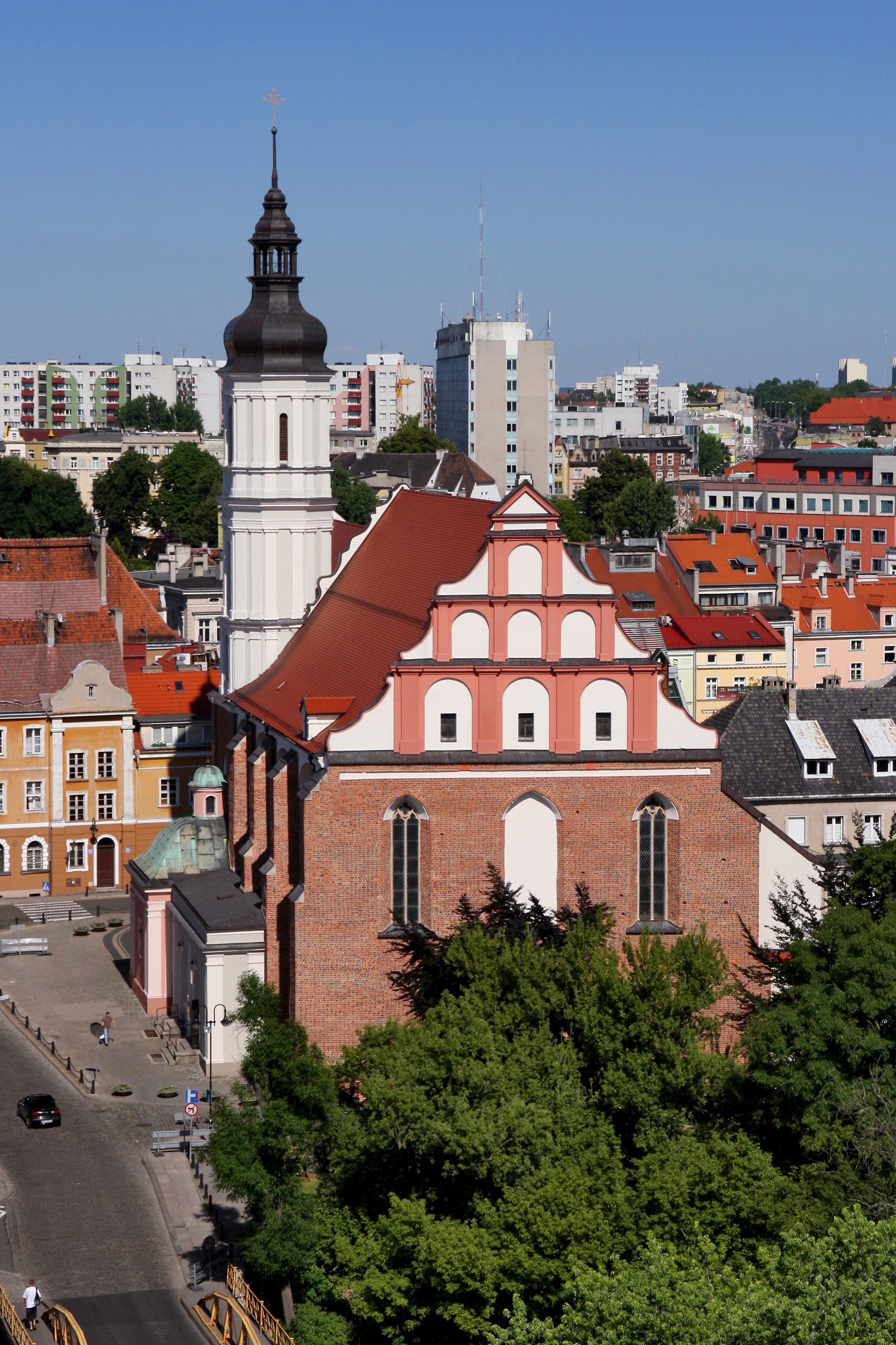
Igreja da Santíssima Trindade (franciscanos)

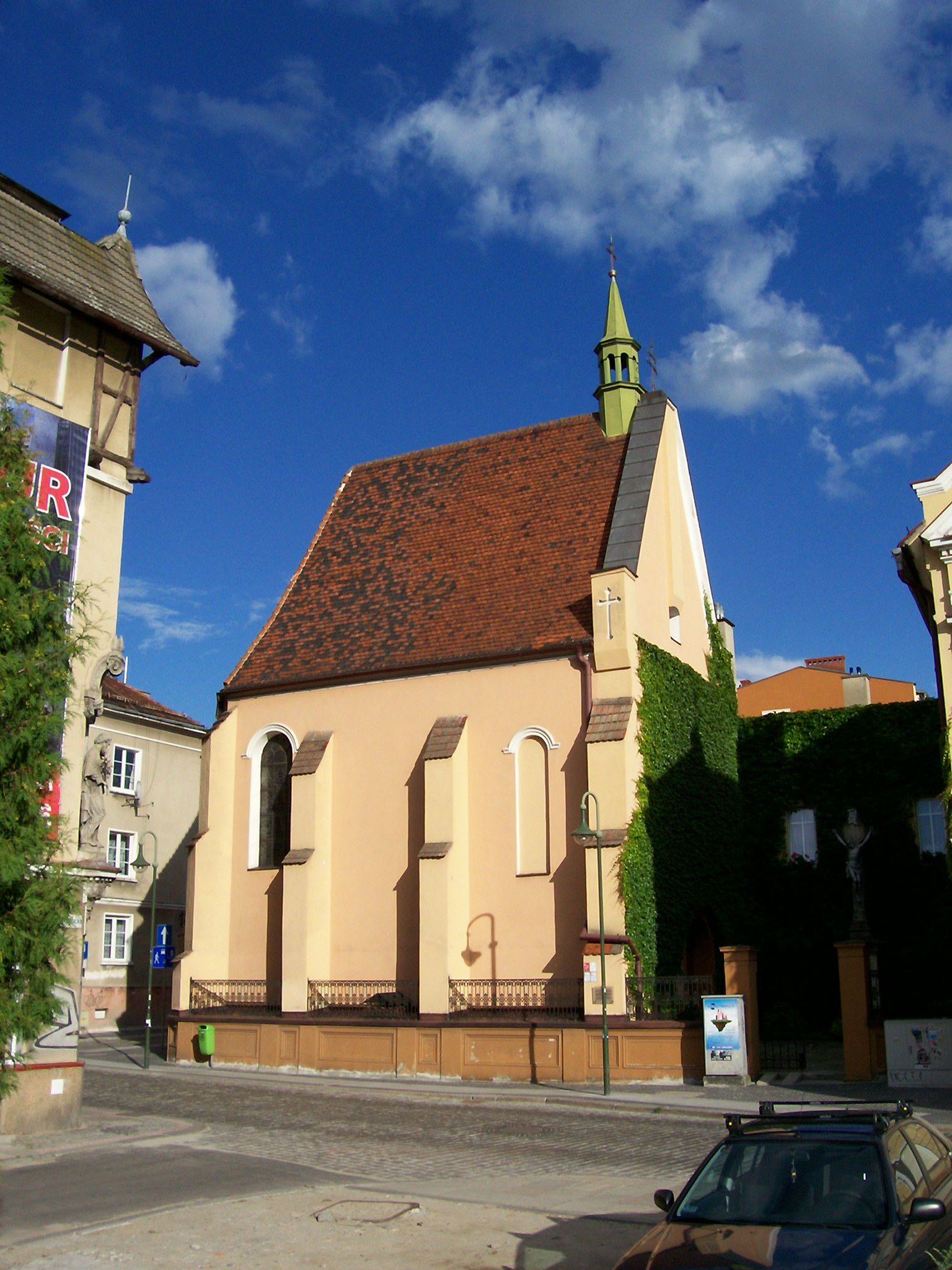
Igreja de Santo Aleixo

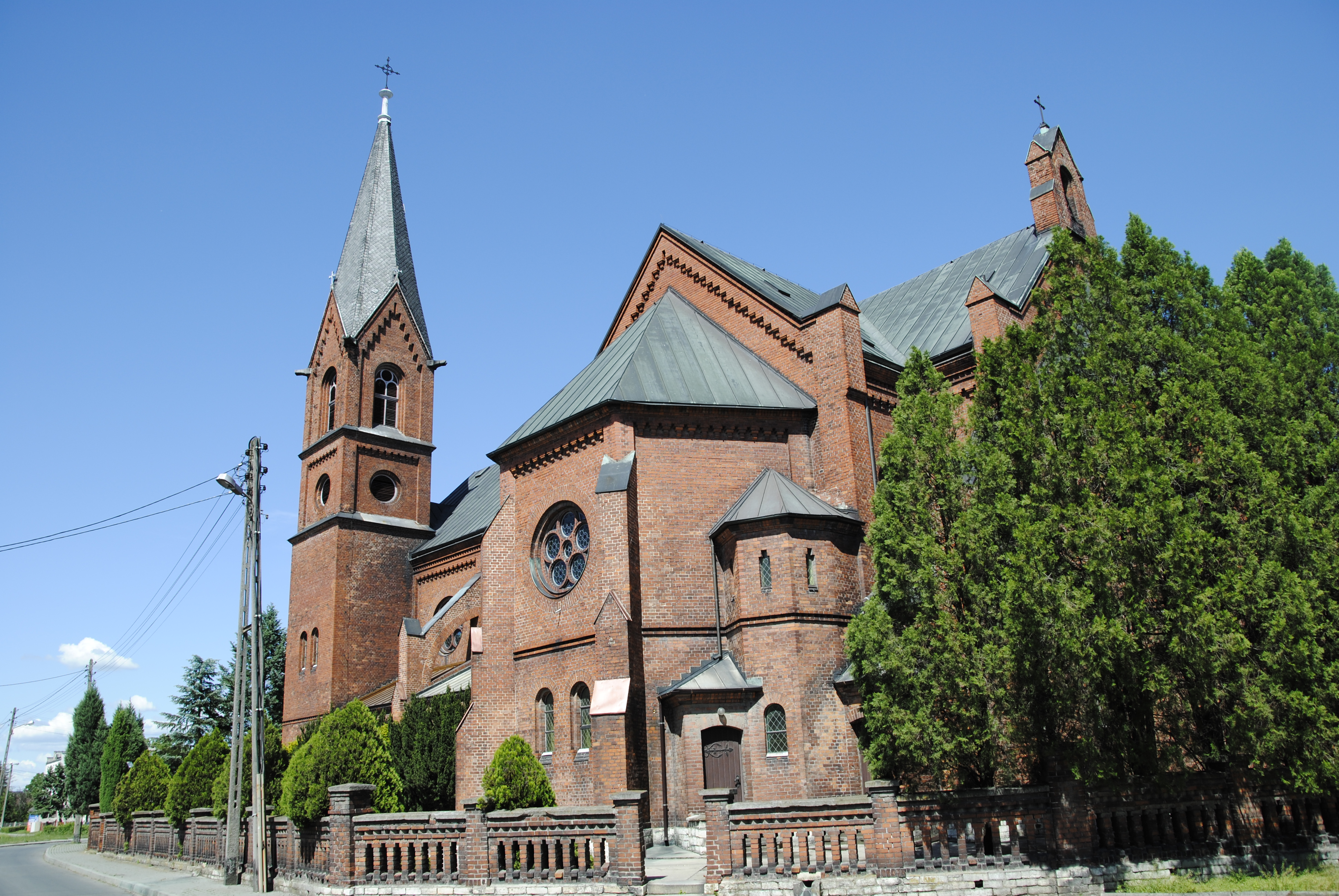
Igreja de Santa Catarina de Alexandria

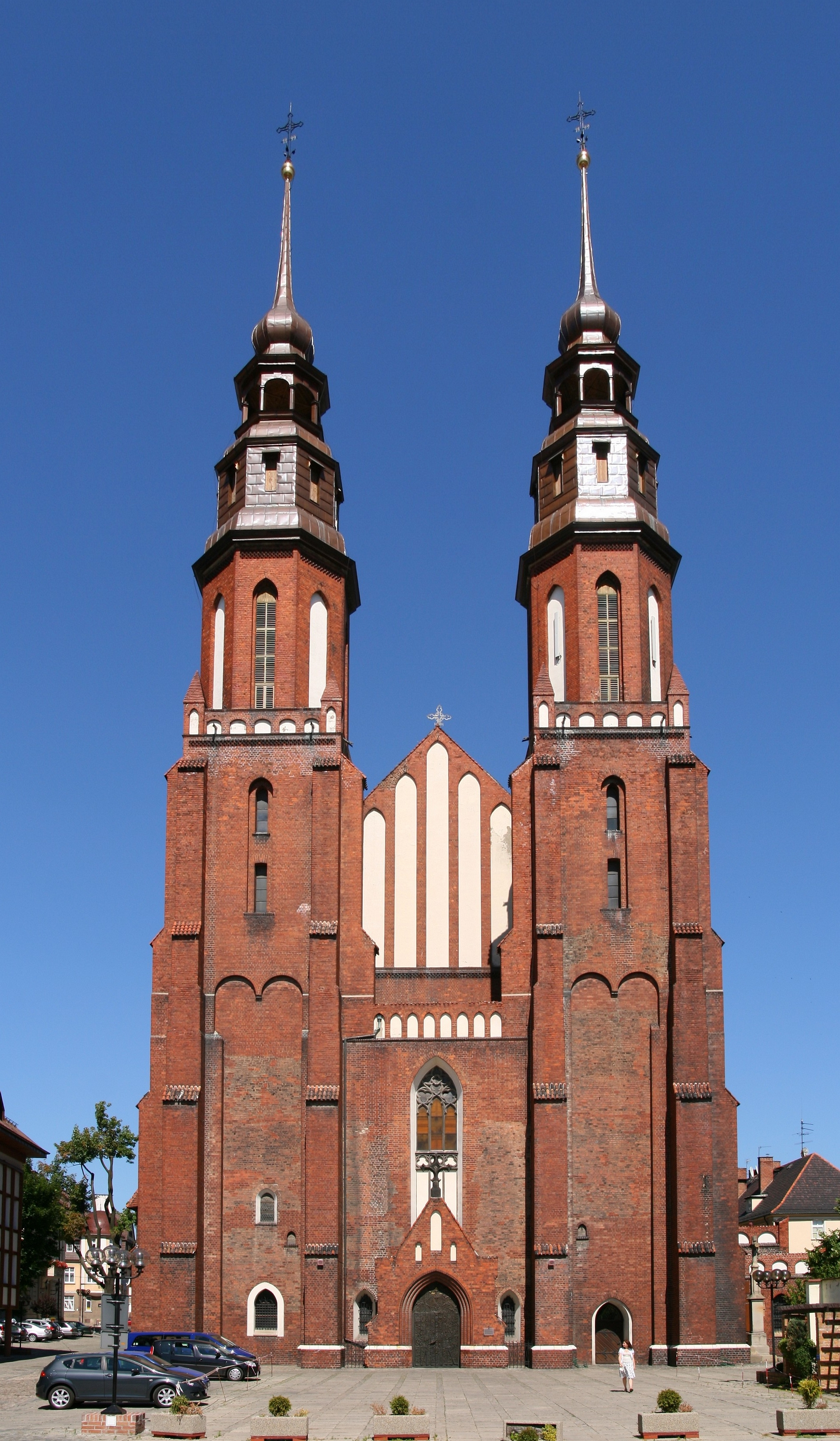
Catedral da Santa Cruz em Opole

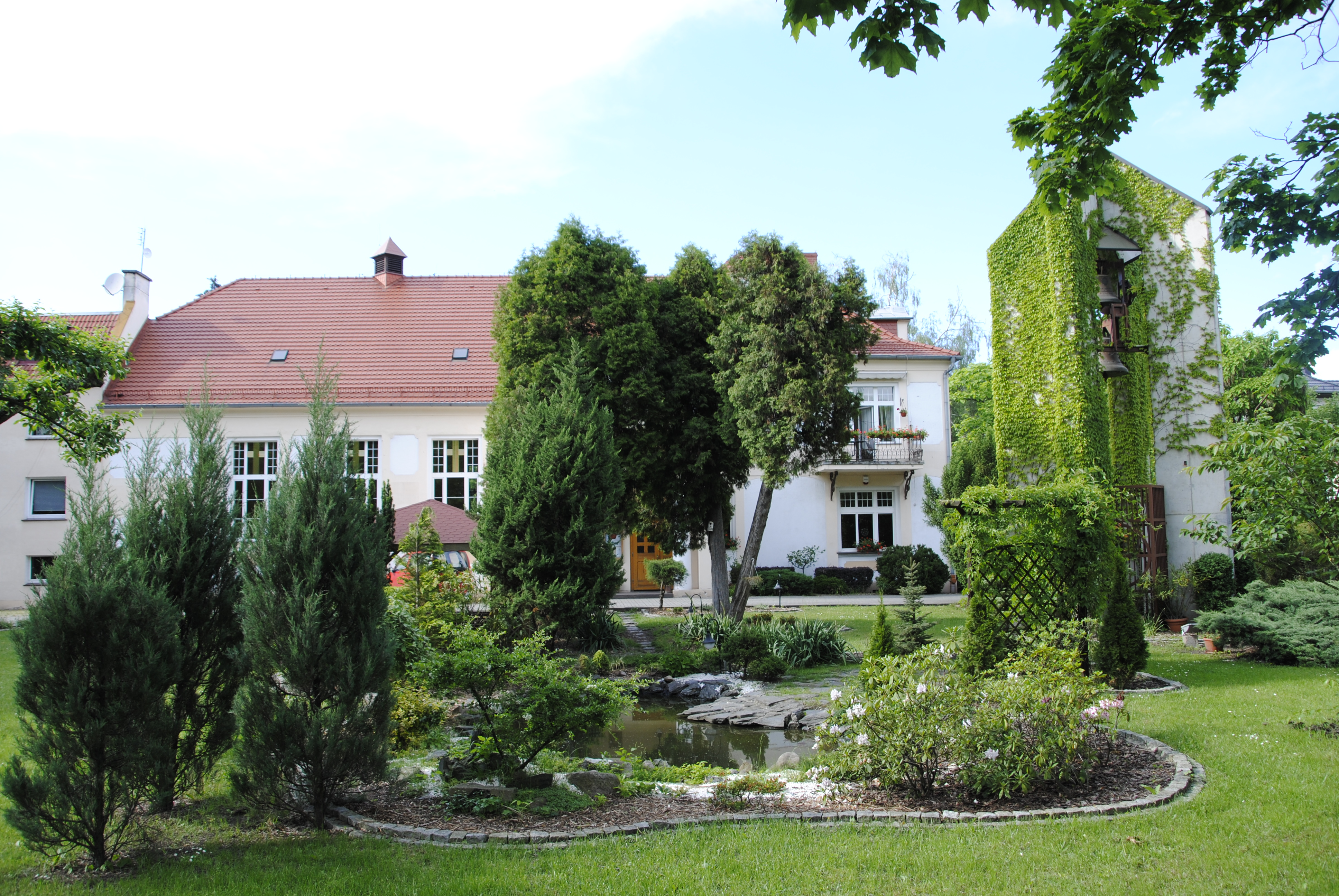
Capela Evangélica-Augsburgo em Opole

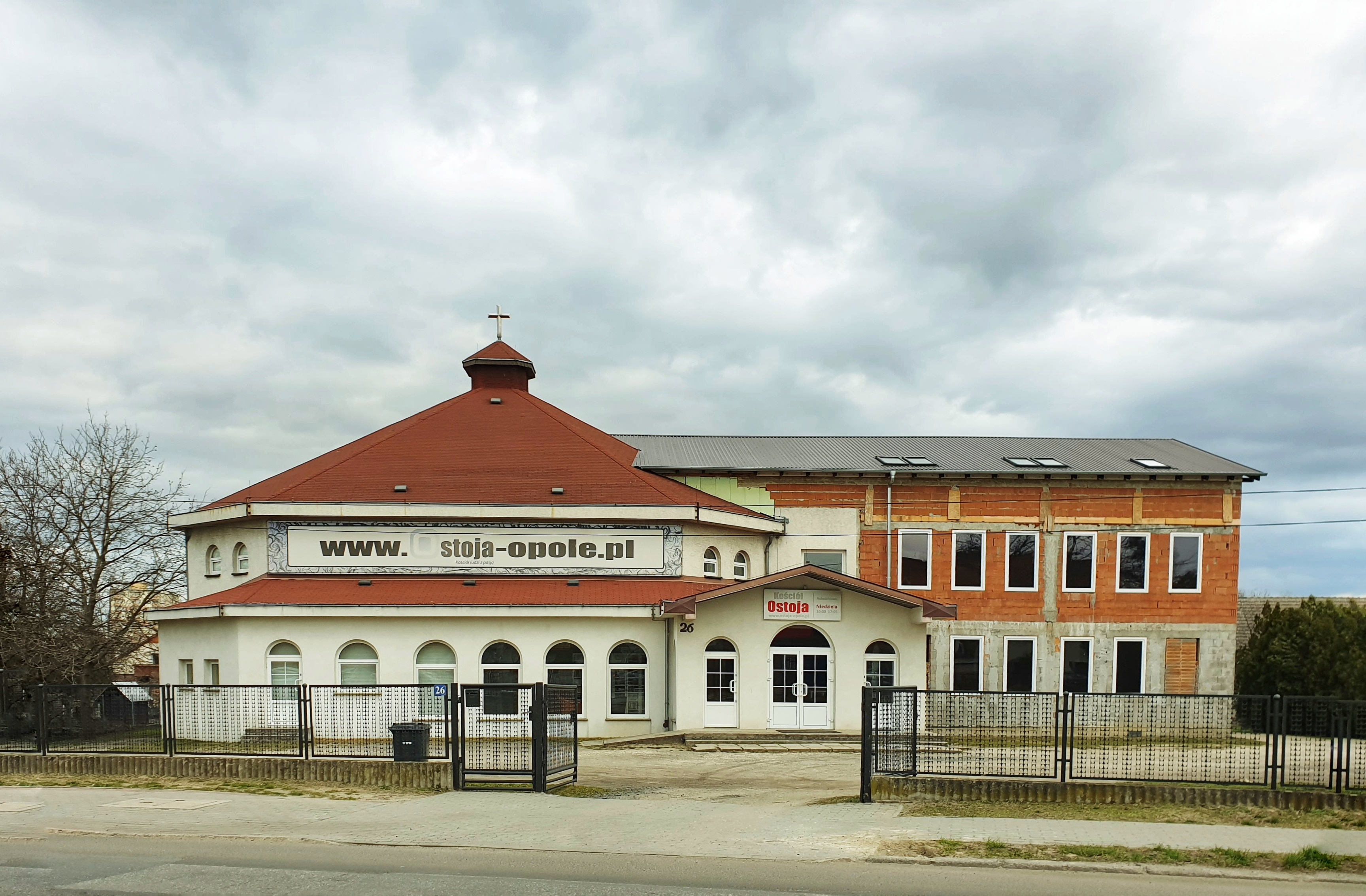
Igreja Pentecostal “Ostoja”

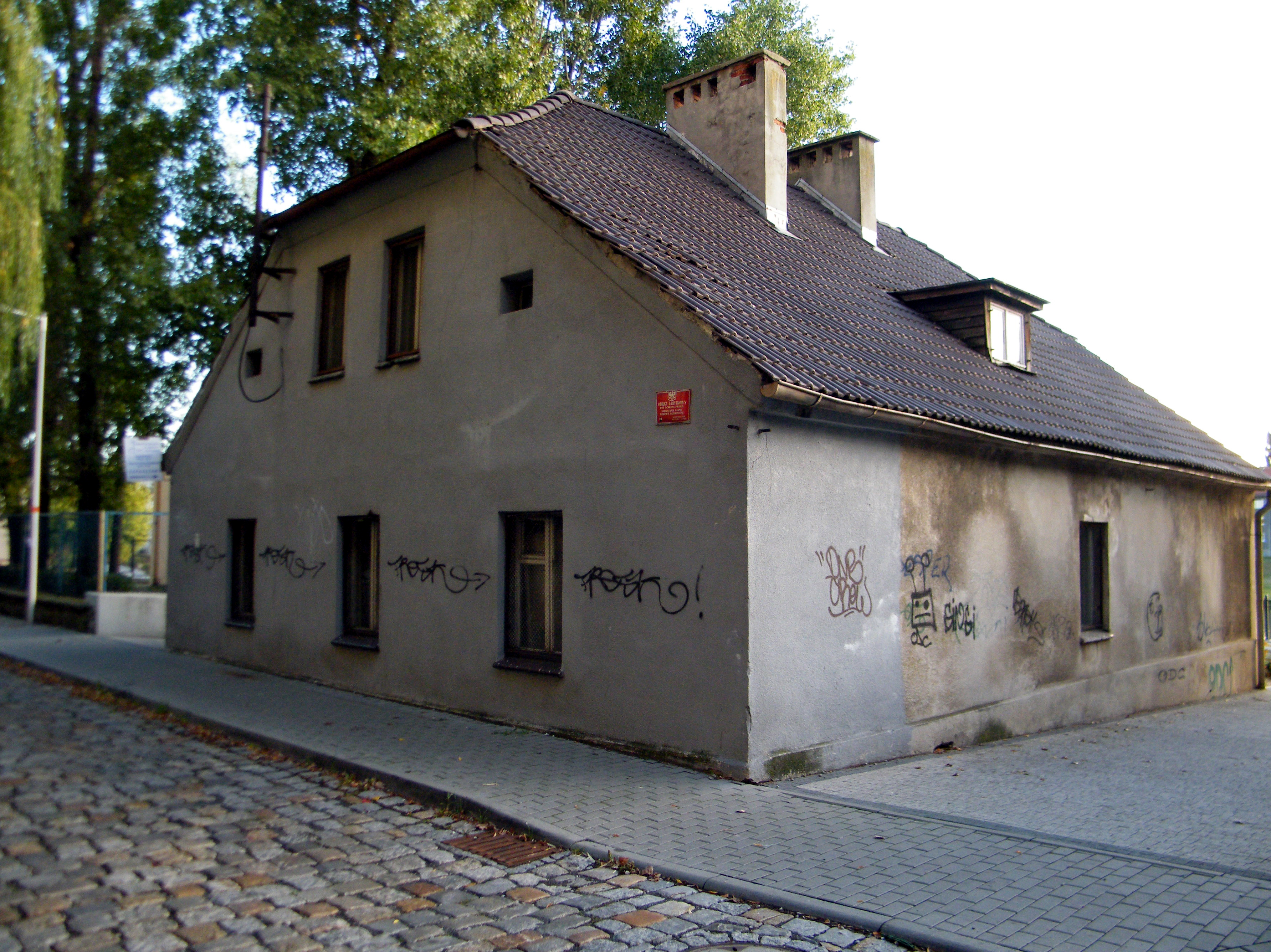
Casa de Oração Igreja de Cristo

O santo padroeiro católico de Opole é Santo Adalberto de Praga.

### Comunidades religiosas

#### Budismo
- Associação Budista Caminho do Diamante da linhagem Karma Kagyu:
  - Centro de meditação (rua Powstańców Śląskich 8)[166][167]

#### Catolicismo
- Igreja Católica de Rito Latino − desde 1972, Opole é a sede da diocese de Opole[168]
  - Forania de Opole:[169]
    - Paróquia da Assunção da Bem-Aventurada Virgem Maria (rua Wiejska 101)
      - Igreja da Assunção da Bem-Aventurada Virgem Maria (rua Wiejska 101)

    - Paróquia de Santa Catarina de Alexandria (rua Popiełuszki 13)
      - Igreja de Santa Catarina de Alexandria (rua Popiełuszki 13)

    - Paróquia de Nossa Senhora de Fátima (rua Strzelecka 23)
      - Igreja de Nossa Senhora de Fátima (rua Strzelecka 23)

    - Paróquia de São Jacinto de Cracóvia (rua Tysiąclecia 11)
      - Igreja de São Jacinto de Cracóvia (rua Tysiąclecia 11)

    - Paróquia de Santa Edviges da Silésia (rua Teligi 81)
      - Igreja de Santa Edviges da Silésia (rua Teligi 81)

    - Paróquia de Nossa Senhora do Perpétuo Socorro (praça Kościelny 1)
      - Igreja de Nossa Senhora do Perpétuo Socorro (praça Kościelny 1)

    - Paróquia de Nossa Senhora das Dores e Santo Adalberto (praça Copérnico 12)
      - Igreja de Nossa Senhora das Dores e Santo Adalberto (praça Copérnico 12)

    - Paróquia do Sagrado Coração de Jesus (rua Czaplaka 1)
      - Igreja do Sagrado Coração de Jesus (rua Czaplaka 1)

    - Paróquia da Exaltação da Santa Cruz (rua Catedral de Santa Cruz 2)
      - Catedral da Santa Cruz (rua Catedral 2)
      - Igreja de São Sebastião (praça São Sebastião 2)
      - Igreja de Santo Aleixo (rua Catedral 5)
      - Igreja da Santíssima Trindade (praça Wolności 2)

    - Paróquia da Transfiguração (rua Grota-Roweckiego 3)
      - Igreja da Transfiguração (rua Grota-Roweckiego 3)
- Paróquia de São Pedro e São Paulo (praça Mickiewicza 1)
  -     -       - Igreja dos Santos Pedro e Paulo (praça Mickiewicza 1)
      - Igreja de Santa Edviges da Silésia (rua Drzymały 1)

    - Paróquia de São Carlos Borromeu (rua Chabrów 74)
      - Igreja de São Carlos Borromeu (rua Chabrów 74)

    - Paróquia do Cristo Rei (rua Irydowa 23)
      - Igreja do Cristo Rei (rua Irydowa 23)
      - Igreja de Nossa Senhora Rainha da Polônia (rua Oświęcimska 132)

    - Paróquia de São João Paulo II (avenida Wincentego Witosa 40)
      - Igreja de São João Paulo II (avenida Wincentego Witosa 40)

- - Forania Opole-Szczepanowice:[169]
    - Paróquia do beato Ceslau (rua Hallera 21)
      - Igreja do beato Ceslau (rua Hallera 21)

    - Paróquia de Santa Ana Trinitária (rua Nyska 6)
      - Igreja de Santa Ana Trinitária (rua Nyska 6)

    - Paróquia de São Miguel Arcanjo (rua Domańskiego 4)
      - Igreja de São Miguel Arcanjo (rua Domańskiego 4)

    - Paróquia de São João Nepomuceno (rua Szczęśliwa 2A)
      - Igreja de São João Nepomuceno (rua Szczęśliwa 2A)

    - Paróquia de São José (rua Prószkowska 74)
      - Igreja de São José (rua Prószkowska 74)

    - Paróquia do Espírito Santo (rua Franciszka Duszy 7)
      - Igreja do Espírito Santo (rua Franciszka Duszy 7)

    - Paróquia de São José de Nazaré (rua Wrocławska 61)
      - Igreja de São José de Nazaré (rua Wrocławska 61)

- - Forania de Siołkovice[169]
    - Paróquia de Corpus Christi e São Norberto (praça Klasztorny 3)
      - Igreja do Imaculado Coração da Bem-Aventurada Virgem Maria (rua Świerkli 16)
      - Igreja de Santa Ana

- Igreja Greco-Católica na Polônia:
  - Paróquia greco-católica da Transfiguração,[170] os serviços são realizados na capela de adoração na igreja católica da Transfiguração do Senhor em Opole (rua Grota Roweckiego 3)[171]

- Fraternidade Sacerdotal de São Pio X:
  - Capela de Nossa Senhora do Rosário de Pompeia[172]

#### Ortodoxia
- Igreja Ortodoxa Polonesa:
  - Ponto pastoral do Ícone Poczajowska da Mãe de Deus[173] (subordinado à paróquia de Kędzierzyn-Koźle); os serviços são realizados temporariamente na igreja católica dos Santos Pedro e Paulo na Praça Adam Mickiewicz 1.[174]

#### Protestantismo
- Comunidade Evangélica Cristã:
  - Posto missionário em Opole[175]
- Igreja Cristã Evangélica:
  - Paróquia em Opole[176]
- Igreja Adventista do Sétimo Dia na Polônia:
  - Congregação da Igreja Adventista do Sétimo Dia em Opole (rua Żeromskiego 6)[177]
- Igreja Batista Cristã:
  - Igreja Batista Cristã “Fonte da Vida” (rua Sienkiewicza 20)[178]
- Igreja de Cristo na Polônia:
  - Igreja de Cristo na Polônia (rua Rybacka 5)[179][180]
- Igreja Evangélica de Augsburgo:
  - Paróquia Evangélica-Augsburgo (rua Pasieczna 12)[181]
- Igreja dos Cristãos Evangélicos:
  - Igreja dos Cristãos Evangélicos (rua Mazowiecka 6)[182]
- Igreja pentecostal:
  - Igreja “Ostoja” (rua Wróblewskiego 26)[183]

#### Restauracionismo
- Testemunhas de Jeová:
  - Igreja Opole-Sul
  - Igreja Opole-Norte (incluindo um grupo de linguagem de sinais)
  - Igreja Opole-Leste
  - Igreja Opole-Prószków
  - Igreja Opole-russa
  - Igreja Opole-ucraniana
    - Dois Salões do Reino: rua Wojciech Bias 22-24 e rua Solskiego 36

### Cemitérios
- Cemitério municipal (rua Cmentarna 20)
- Cemitério da epidemia de cólera (interseção das ruas św. Jacek, Struga e Graniczna)
- Cemitério na rua Wrocławska
- Cemitério judaico (rua Graniczna)

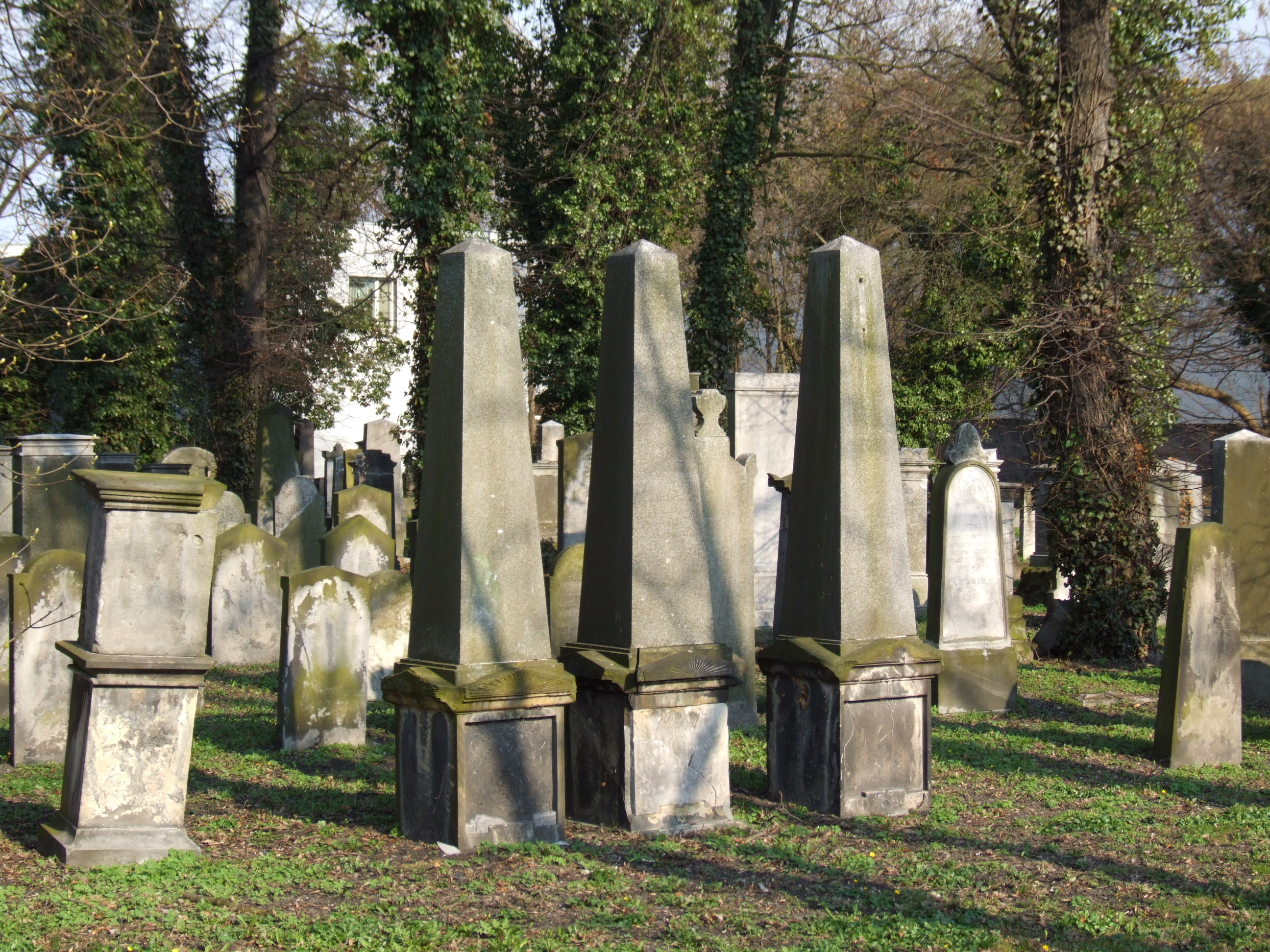
Lápides no cemitério judaico
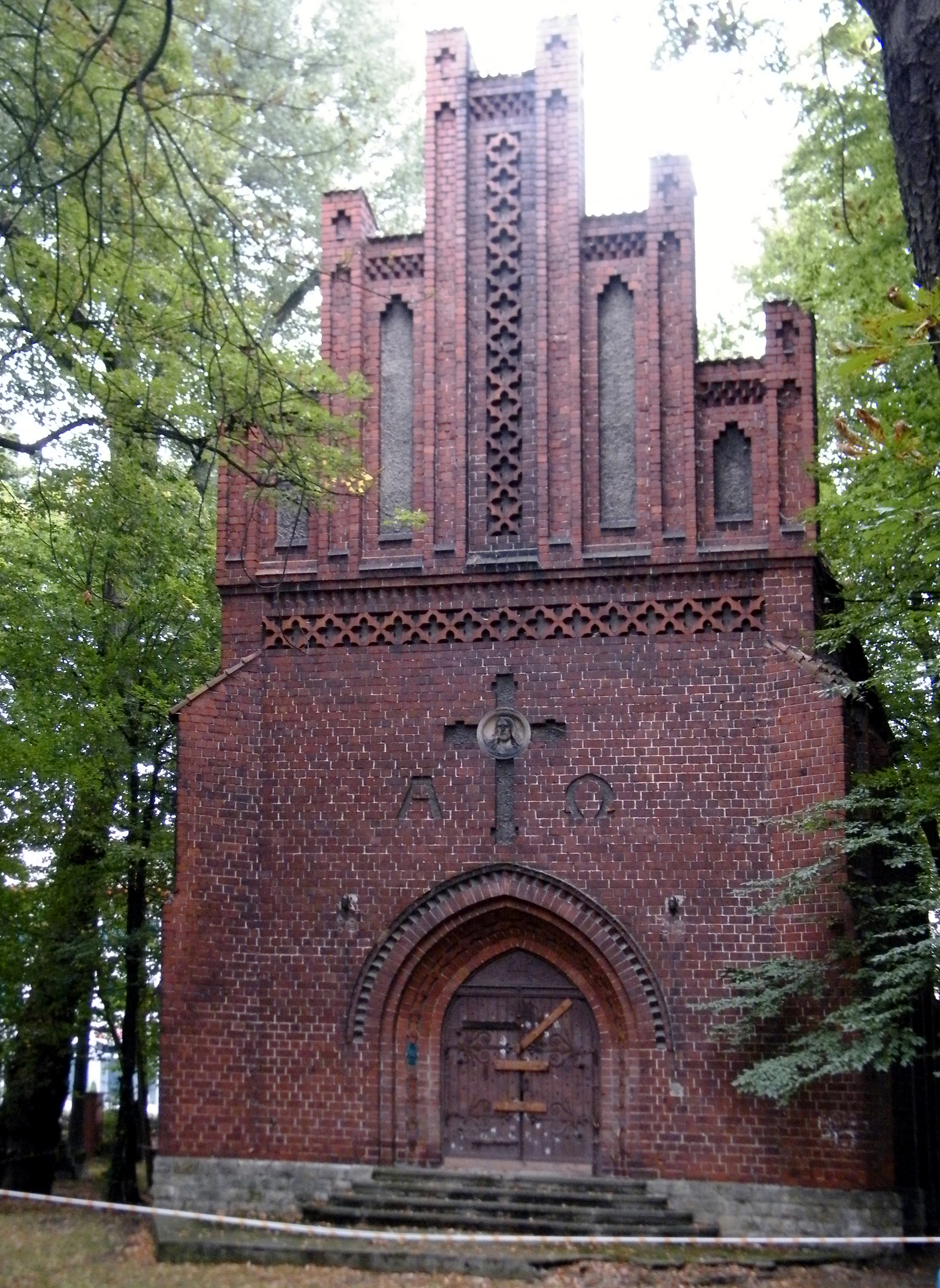
Capela no cemitério municipal
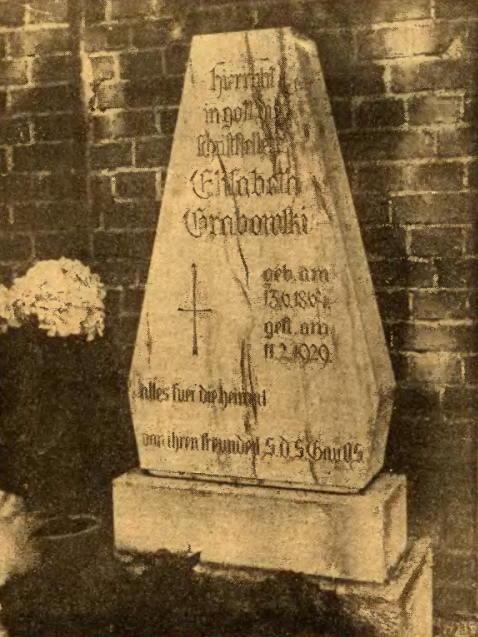
Lápide da escritora Elisabeth Grabowski no cemitério da rua Wrocławska

### Edifícios sagrados inexistentes
- Nova Sinagoga (incendiada durante a Noite dos Cristais de 9 a 10 de novembro de 1938)
- Antiga Sinagoga (fechada)

## Esportes

### Clubes
Futebol
- Odra Opole
- Grom Świerkle
- Iskra Opole
- LKS Groszmal
- LZS Grudzice
- LZS Sławice
- LZS Wrzoski
- Rodło Opole
- Sparta Opole
- Swornica Czarnowąsy
- Tempo Opole
- Wiking Opole
- Zryw Opole

Esportes de inverno

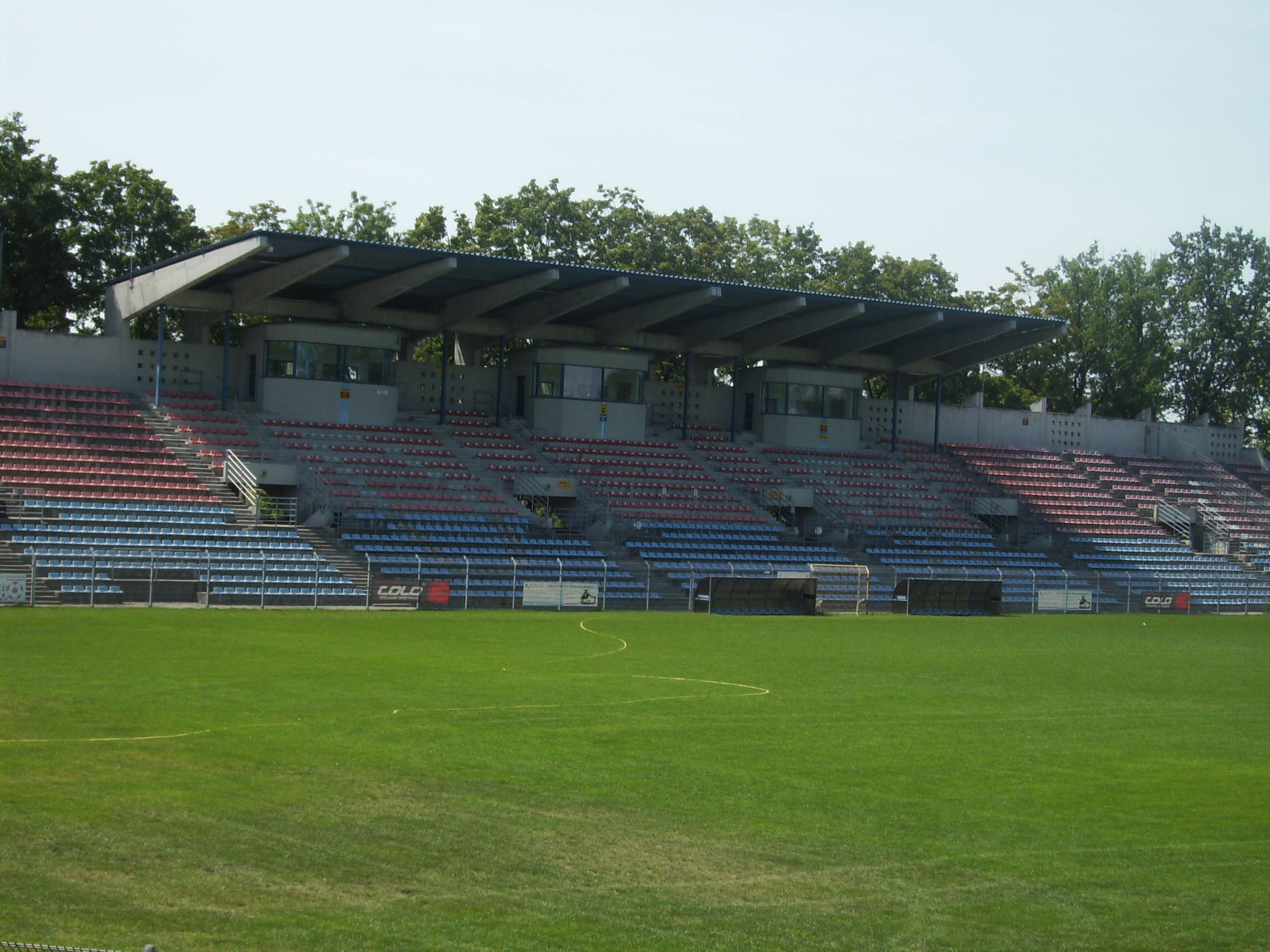
Estádio Odra Opole

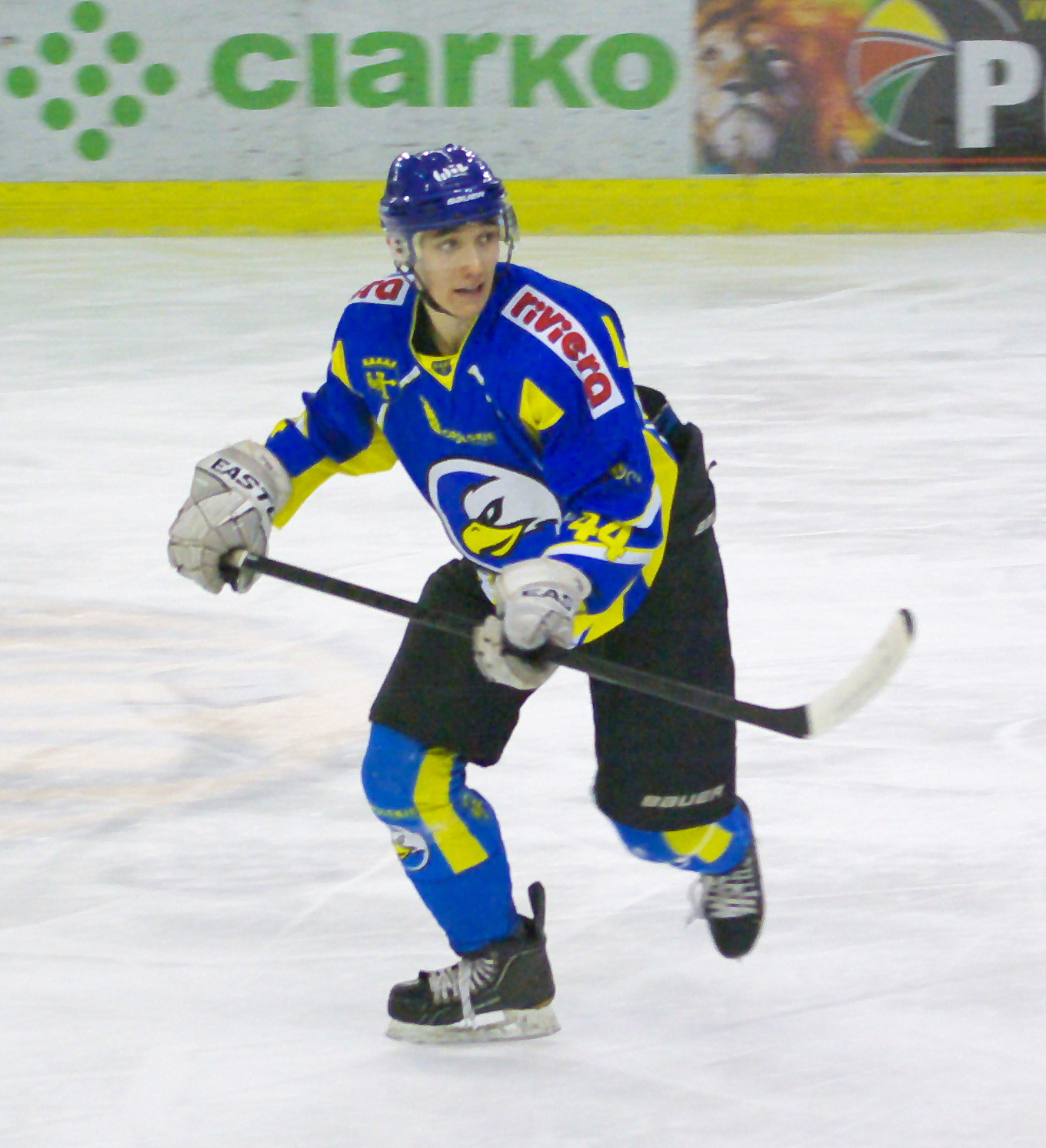
Equipe do Orlik durante a partida em Sanok (2016)

- HK Opole — hóquei no gelo — idosos
- UKŁF "Piast" Opole — patinação artística no gelo
- UIKŁF "Piruette" Opole — patinação artística, até meados da temporada 2011/2012 também, patinação sincronizada (não existe mais a formação “Desire Dance”)
- MUKS Orlik Opole — hóquei no gelo — juniores

Ciclismo
- LKS Ziemia Opolska
- Opolski Klub Rowerowy

Artes marciais
- Forca Brava Opole — jiu-jitsu brasileiro
- Lutadores Opole — artes marciais mistas
- Sagat Gym Opole — muay thai
- Opolski Klub Karate Kyokushin — kyokushin
- Capoeira Porto de Minas — capoeira
- Akademia Karate Tradycyjnego Opole[184] — caratê tradicional

Outros
- AZS Opole — basquete, vôlei

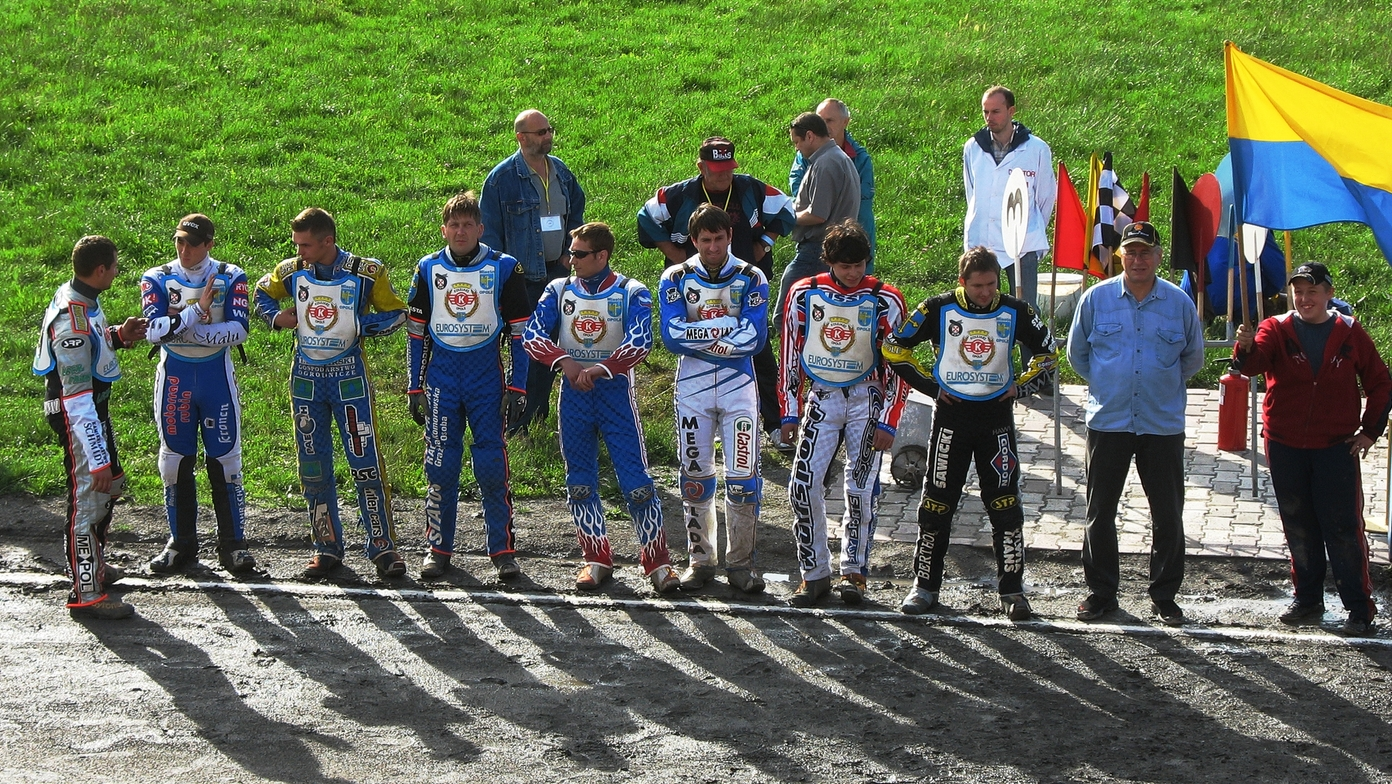
Jogadores do Kolejarz Opole (2009)

- Budowlani Opole — levantamento de peso
- CPPA Opole — capoeira
- Gwardia Opole — handebol, judô, MMA
- Klub Biegowy Odra Opole, corrida
- Kolejarz Opole — motociclismo
- MOS Opole — seção de natação (anteriormente MKS "Zryw" Opole) natação
- Opolski Klub Piłki Stołowej — futebol de mesa
- OTK Opole — canoagem
- SMS LO2 Opole — vôlei feminino
- UKS Trolik Opole — floorball
- UKS MOS Opole — voleibol, canoagem
- Versus Opole — futsal
- Vetrim Opole — tiro
- Wizards Opole — futebol americano
- Wolverines Opole — futebol americano

### Instalações esportivas
- Odra Opole Stadium
- Pista de gelo Toropol

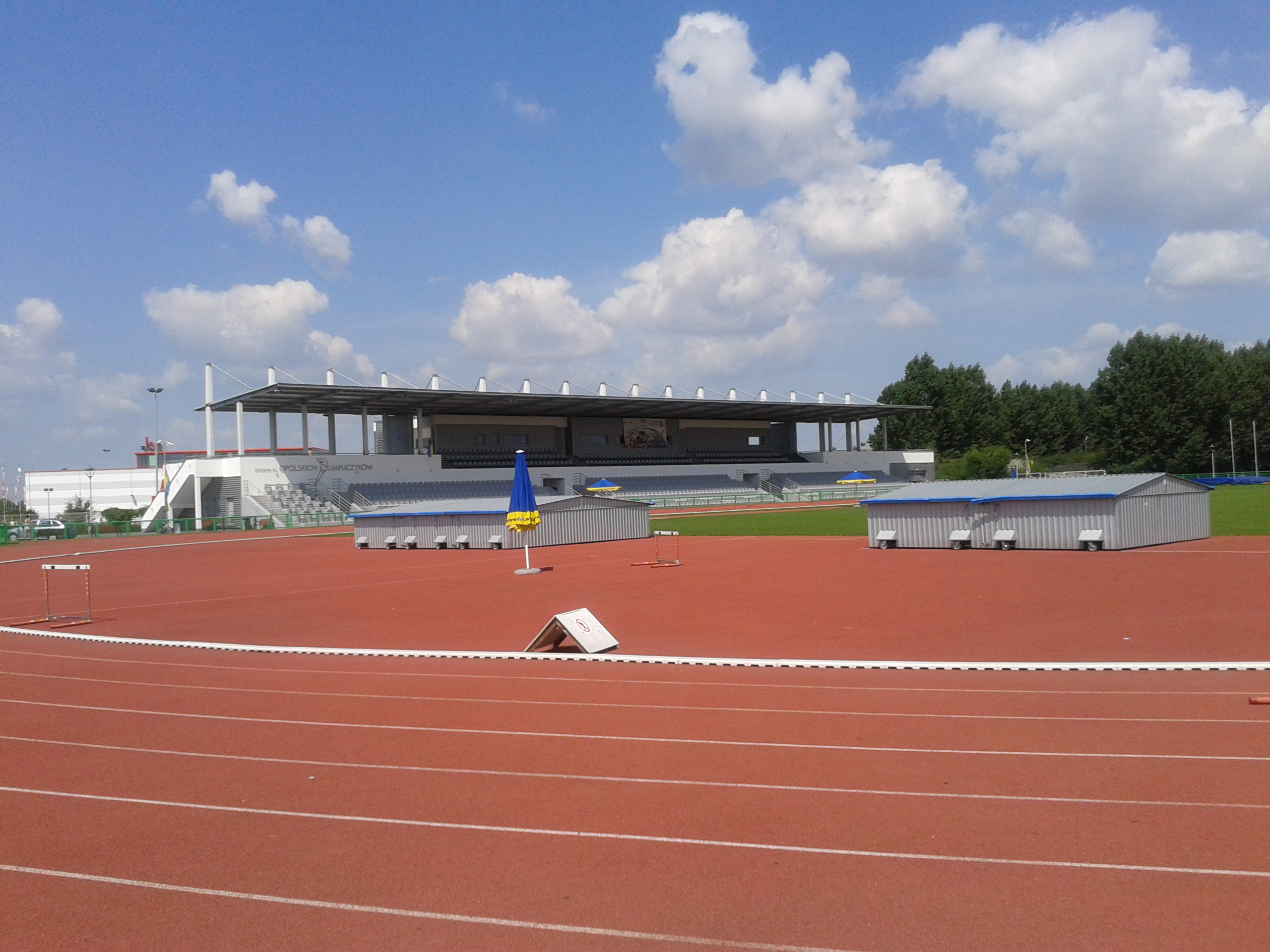
Estádio de Atletismo Olímpicos de Opole

- Salão de entretenimento e esportes Gwardia
- Salão de esportes e entretenimento Okraglak
- Estádio de atletismo Olímpicos de Opole
- Estádio Kolejarz Opole
- Piscina (praça Róż)
- Piscina coberta "Wodna nuta"
- Piscina coberta Akwarium (rua Ozimska)
- Hipódromo Ostrogi (Opole — Bierkowice)

### Competições esportivas
- Festival de Salto de Opole — encontro de atletismo organizado desde 2006
- Torneio “O campeão mundial Jerzy Szczakiel convida você” — um torneio de corrida amigável disputado desde 2002

Foram realizados em Opole: Campeonato Mundial de Clubes de Voleibol Masculino de 2017, Campeonato Polonês de Patinação Artística 2005, 2010, 2015, 2017, Campeonato Polonês de Atletismo Sênior em 1956, Campeonato Polonês de Boxe 1970, Campeonato Polonês de Curling 2018, Campeonato Polonês de Judô 2011, Campeonato Polonês de Halterofilismo Masculino de 2010 e o Campeonato Polonês de Pista Curta de 2017.

## Serviços uniformizados
- Polícia — Sede Provincial da Polícia em Opole[185]
- Centro de Detenção — localizado na rua Sądowa 4, atende ao tribunal e à promotoria em Opole[186]
- Corpo de bombeiros — Sede Provincial do Corpo de Bombeiros do Estado[187]
- Serviço militar — 10.º Batalhão de Reparação, 10.ª Brigada Logística Opole, 27.º Regimento de Tanques, 19.º Batalhão de Comunicação, 10.ª Divisão Blindada (Mecanizado)
- Guarda Fronteiriça — Posto da Guarda Fronteiriça em Opole

## Instalações internacionais

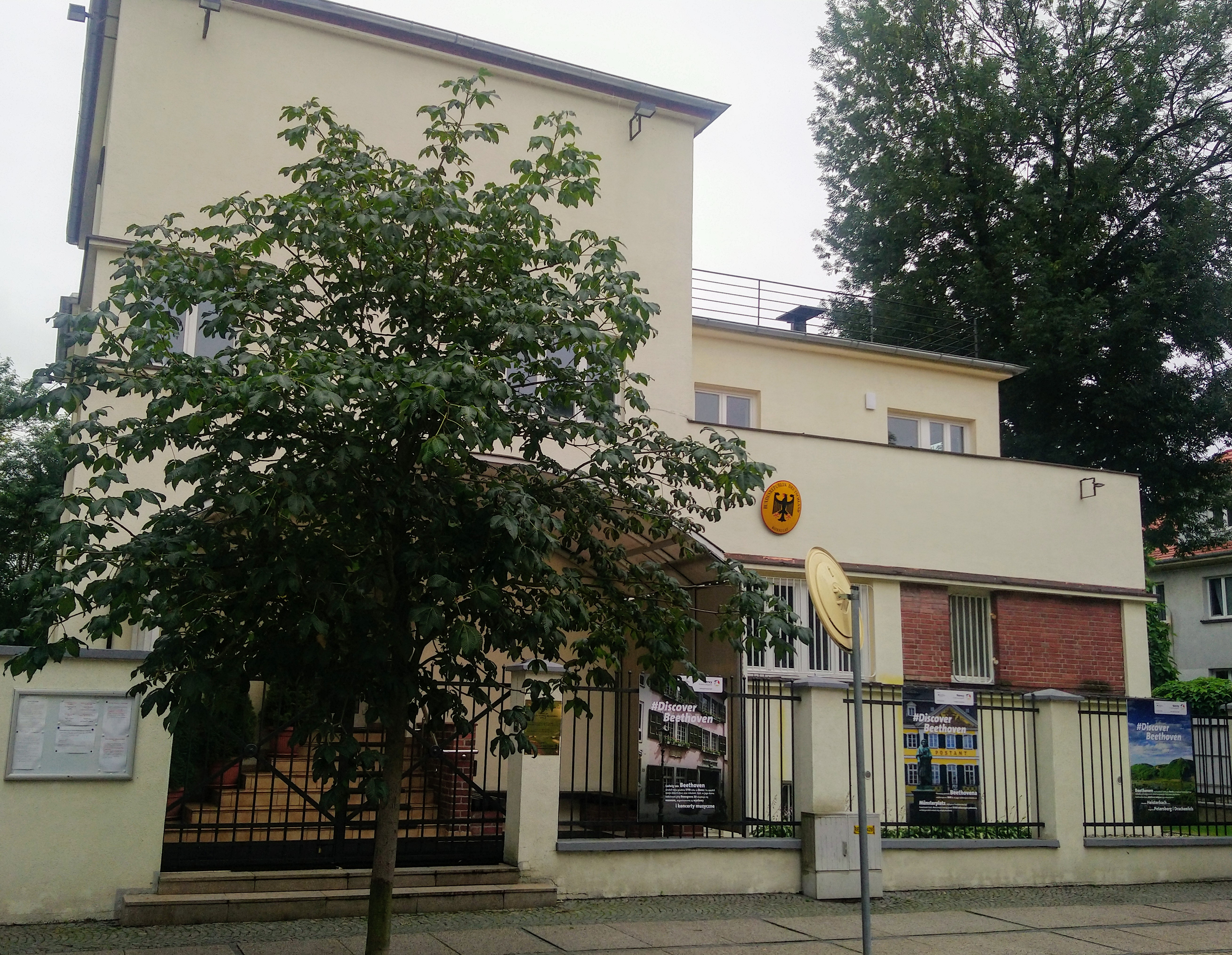
Consulado da Alemanha em Opole

Os seguintes consulados estão localizados em Opole:
- Consulado da Alemanha — 9 de julho de 1992 (Birgit Fisel-Rösle)[188]
- Consulado Honorário da República da Croácia — 7 de abril de 2014 (Andrzej Żylak)[189]
- Consulado Honorário da Ucrânia — 14 de setembro de 2017 (Irena Pordzik)[190]
- Consulado Honorário da República Tcheca — 28 de julho de 2022 (Artur Żurakowski)[191]

## Turismo
A igreja da Santíssima Trindade, o Museu da Silésia de Opole, o Museu da Vila de Opole e o anfiteatro em Opole estão listados no Cânone Histórico Nacional da Polônia. A filial do PTTK “Sudetos Orientais” em Prudnik, concede um distintivo de turista de ciclismo no “Reino de Praděd” por visitar, entre outros lugares, Opole.
As seguintes rotas turísticas passam por Opole:
- Trilha sagrada: Jemielnica — Montanha de Santa Ana — Kamień Śląski — Opole
- Trilha da arquitetura de madeira: Opole —Laskowice — Olesno — Byczyna — Maciejów
- Explore o mundo de anos atrás: Opole — Krasiejów — Ozimek — Turawa — Montanha de Santa Ana — Nysa — Paczków — Brzeg — Opole
- Castelos e palácios de Opole: Rogów Opolski — Kędzierzyn-Koźle — Kamień Śląski — Moszna — Nysa — Otmuchów — Brzeg — Opole
- Peregrinações em Opole: Opole — Kamień Śląski — Góra Świętej Anny — Głogówek — Biała — Prudnik — Nysa — Opole
- Perto da natureza: Pokój — Maciejów — Olesno — Opole

## Comunas vizinhas
Dąbrowa, Dobrzeń Wielki, Łubniany, Turawa, Chrząstowice, Tarnów Opolski, Prószków, Komprachcice